# Beuzec-Cap-Sizun
Pour les articles homonymes, voir Beuzec et Cap Sizun (homonymie).
Beuzec-Cap-Sizun [bøzɛk kap sizœ̃] (en breton : Beuzeg-ar-C'hab) est une commune française du département du Finistère, en région Bretagne.

## Géographie

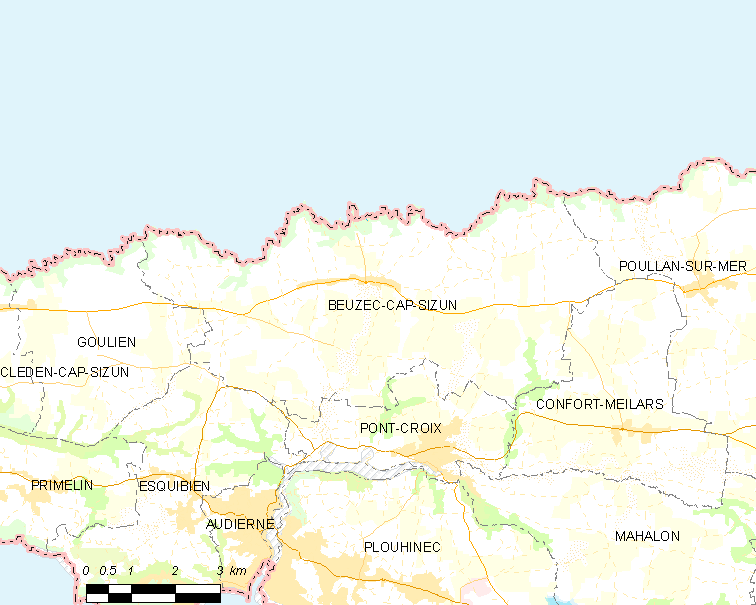
Carte de la commune de Beuzec-Cap-Sizun et des communes avoisinantes.

Beuzec-Cap-Sizun est située sur la côte nord du Cap Sizun, donnant sur la baie de Douarnenez, face au Cap de la Chèvre (Presqu'île de Crozon) elle est la commune d'entrée sur le Grand Site de France de la Pointe du Raz en Cap Sizun.
| Océan Atlantique | Océan Atlantique | Océan Atlantique |
| Goulien          | Beuzec-Cap-Sizun | Poullan-sur-Mer  |
| Audierne         | Pont-Croix       | Confort-Meilars  |

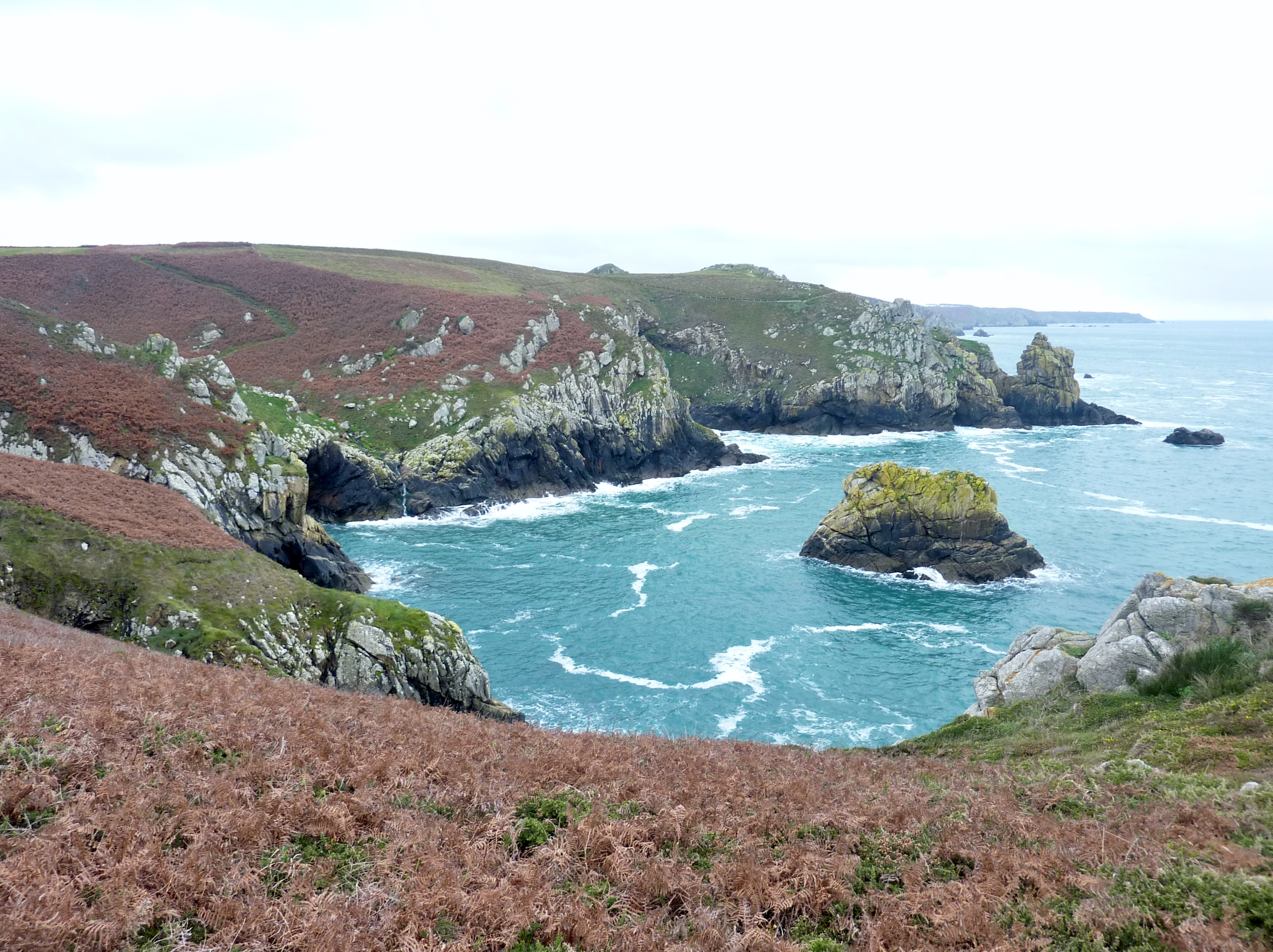
Îlot rocheux et falaises au débouché du vallon du ruisseau de Kergulan (limite communale entre Goulien et Beuzec-Cap-Sizun) ; à l'arrière-plan la Réserve naturelle du Cap-Sizun en Goulien.
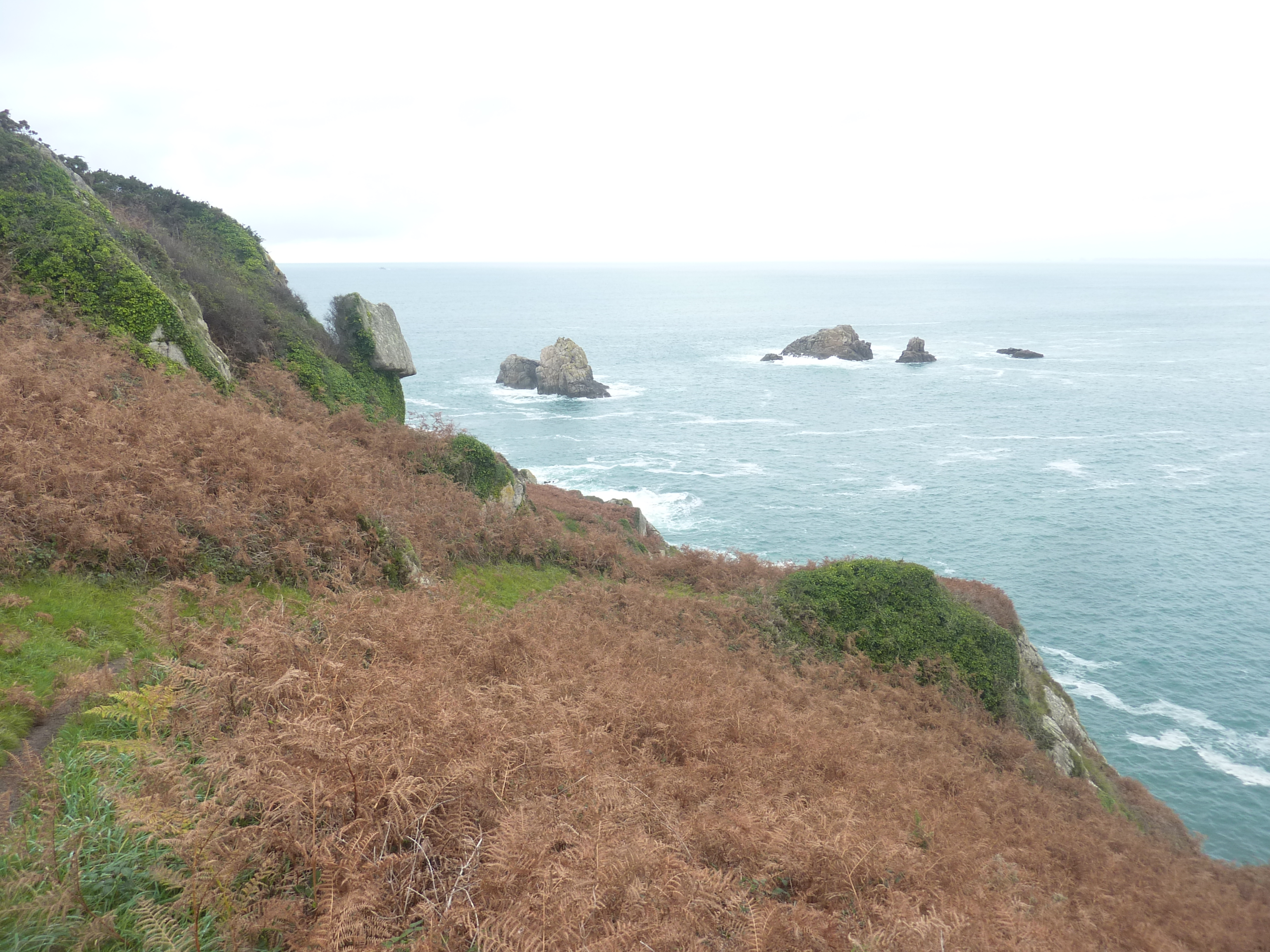
Le rocher du Danou et les rochers avoisinants vus de la Pointe de Kerivoal.
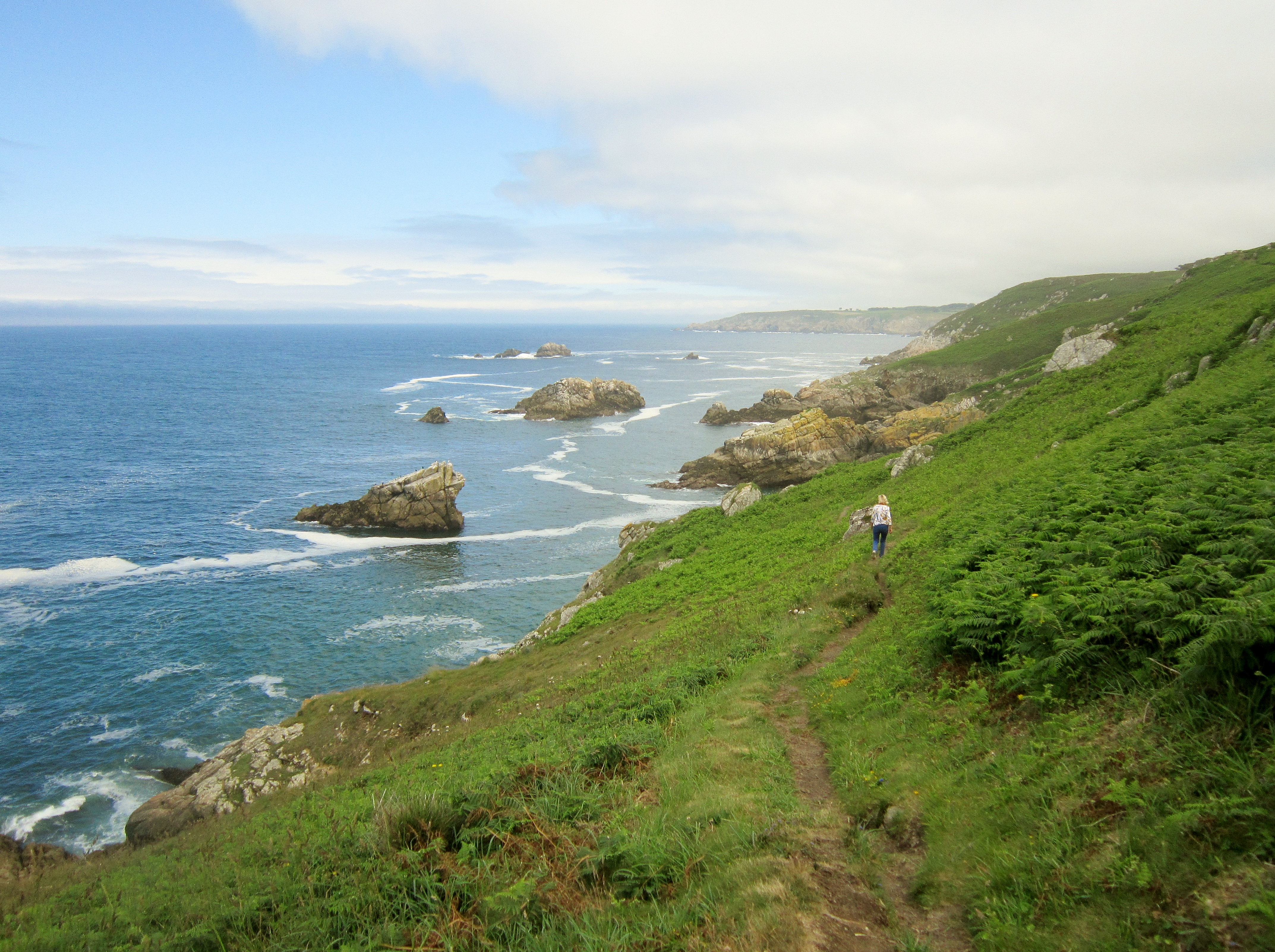
Le GR 34 entre les îlots rocheux du Danou et du Grand Crom.
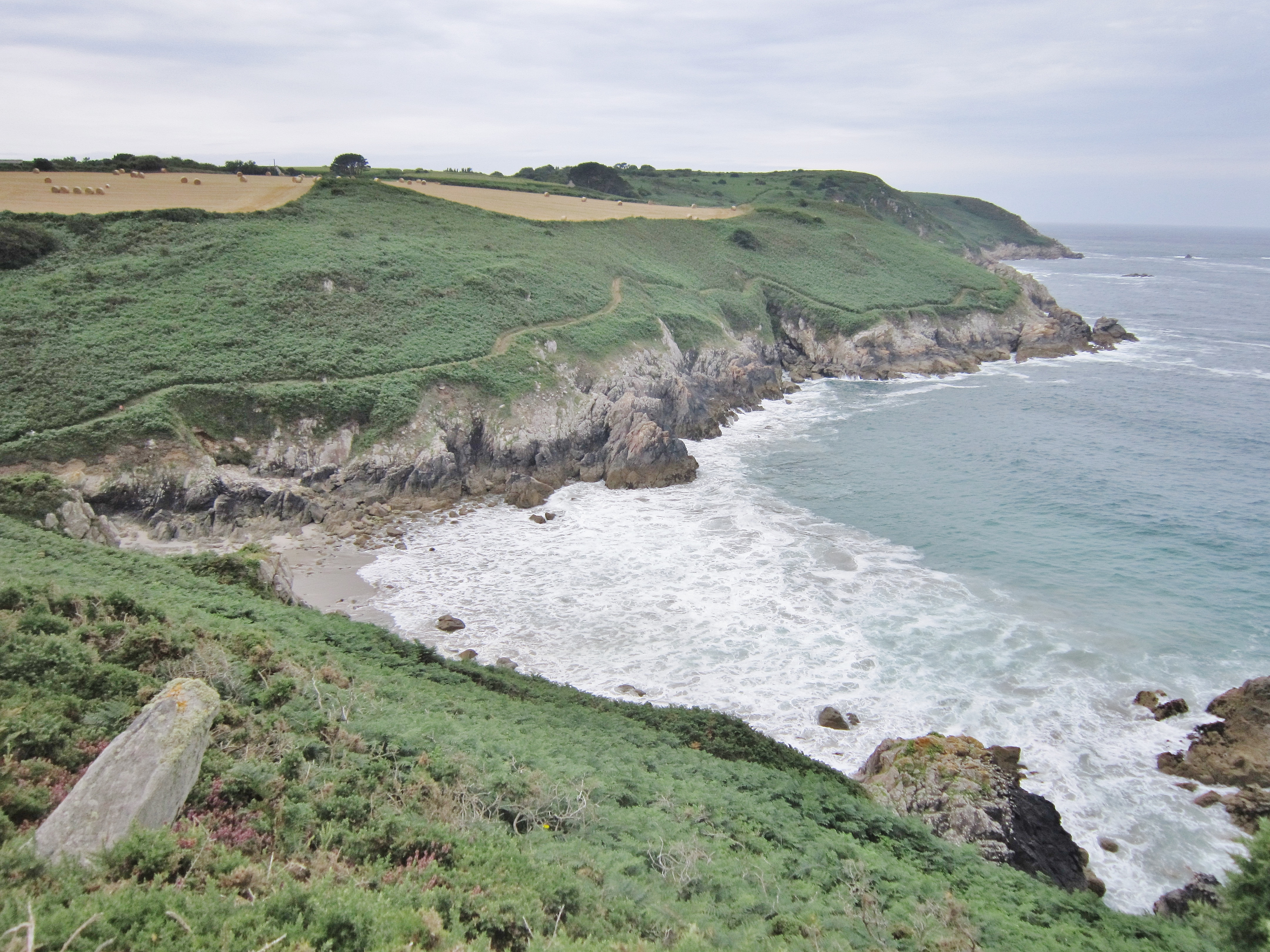
Le GR 34 et les falaises en direction de la Pointe de Kerivoal (visible à l'arrière-plan) vus depuis la falaise située à l'est de Pors Lesven.
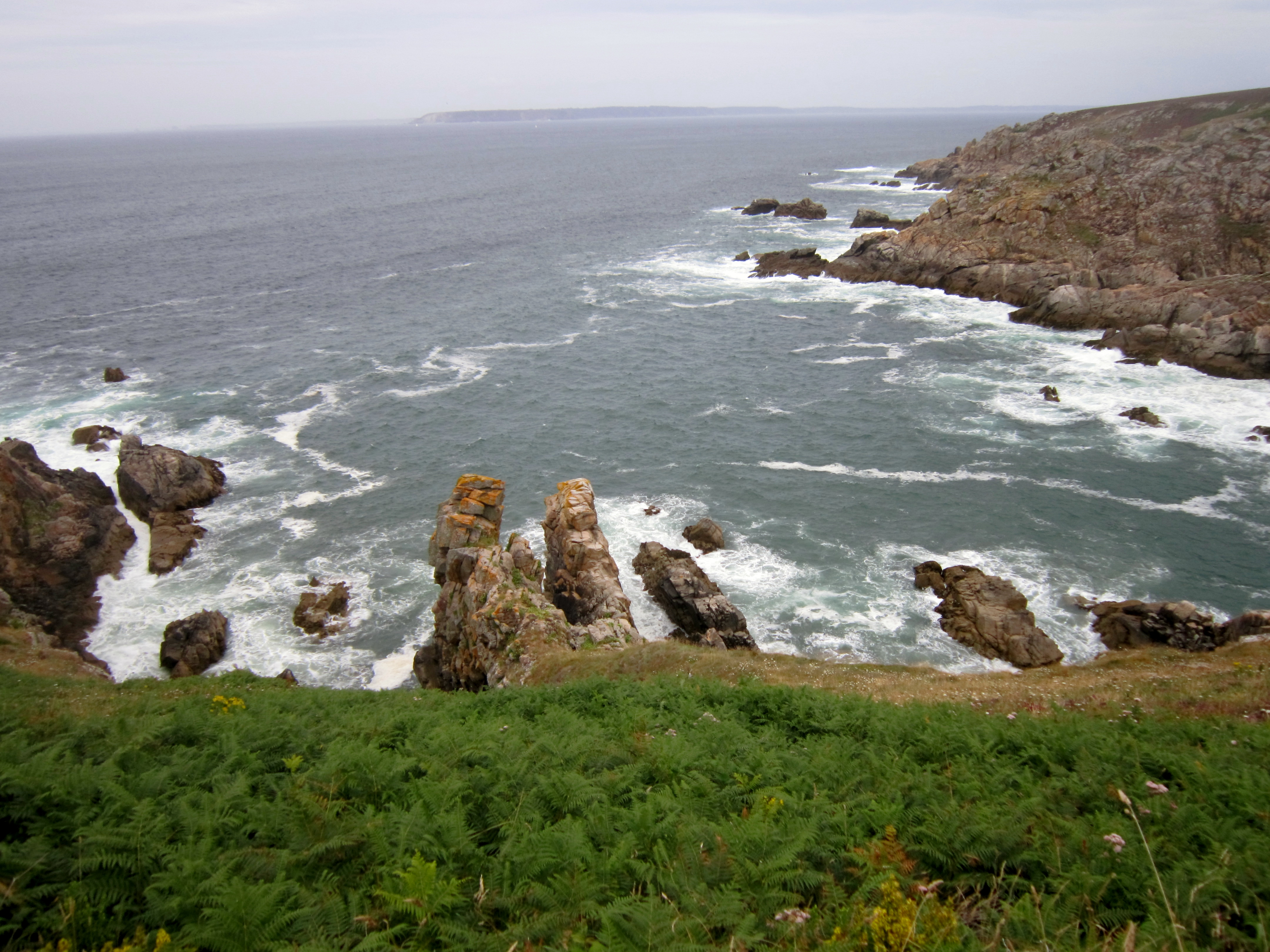
Les falaises entre la plage de Lesven et la Pointe de Lesven ; à l'arrière-plan le Cap de la Chèvre.
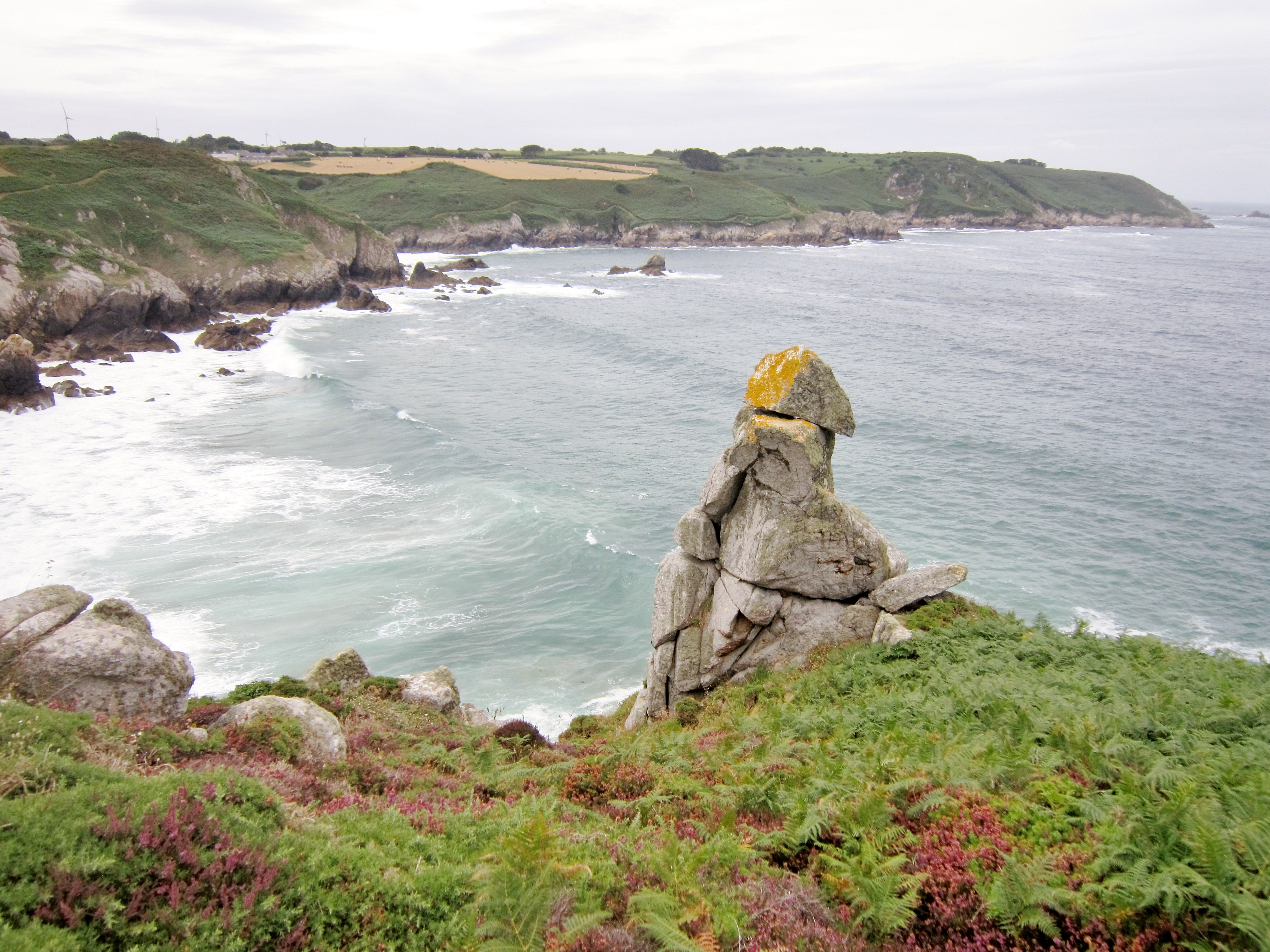
La plage de Lezugard et les falaises en direction de Goulien vues depuis la Pointe de Lesven.

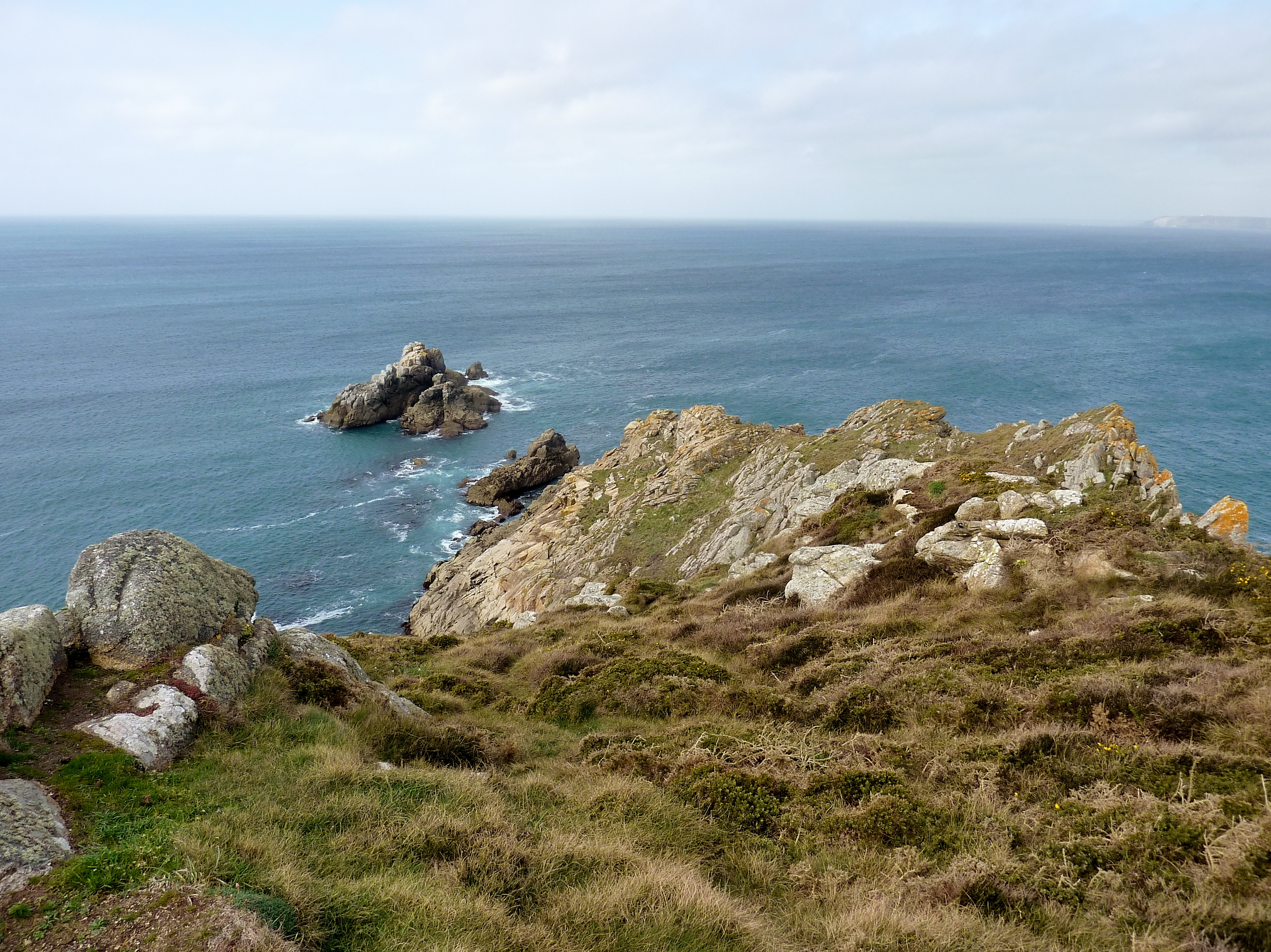
La Pointe de Lesven.
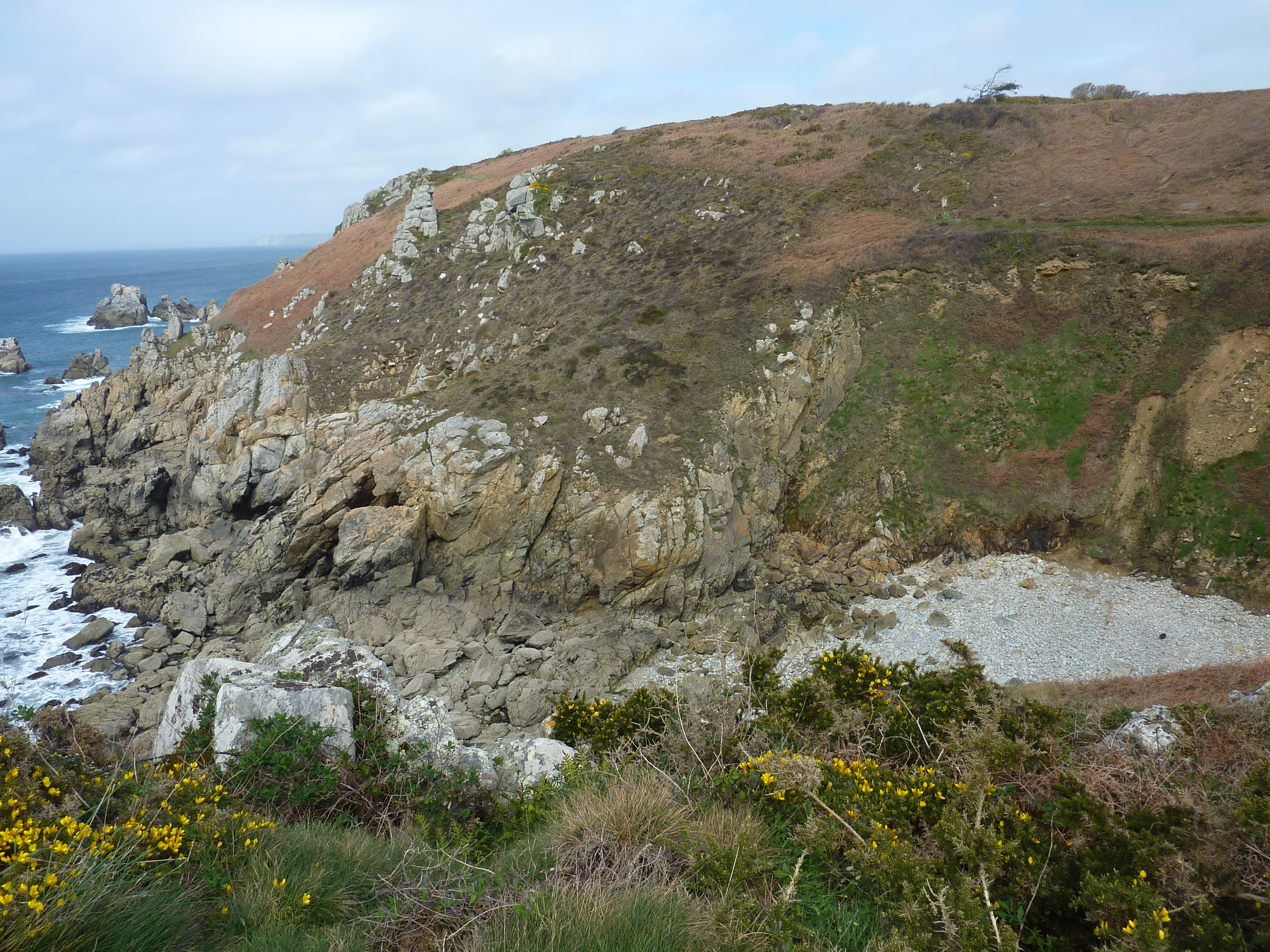
Une crique entre la Pointe de Lesven et la Pointe de Luguénez.
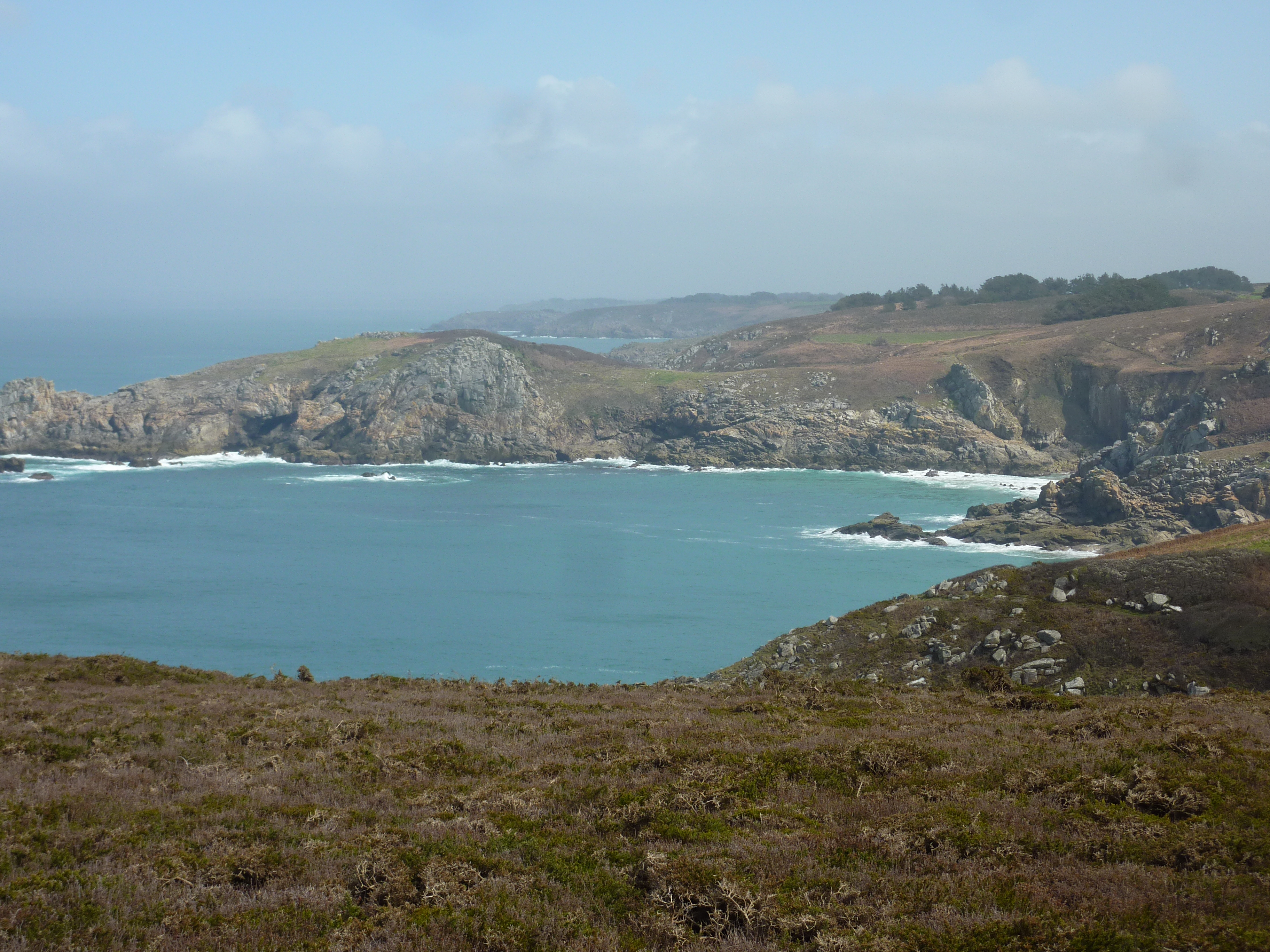
La Pointe de Luguénez.
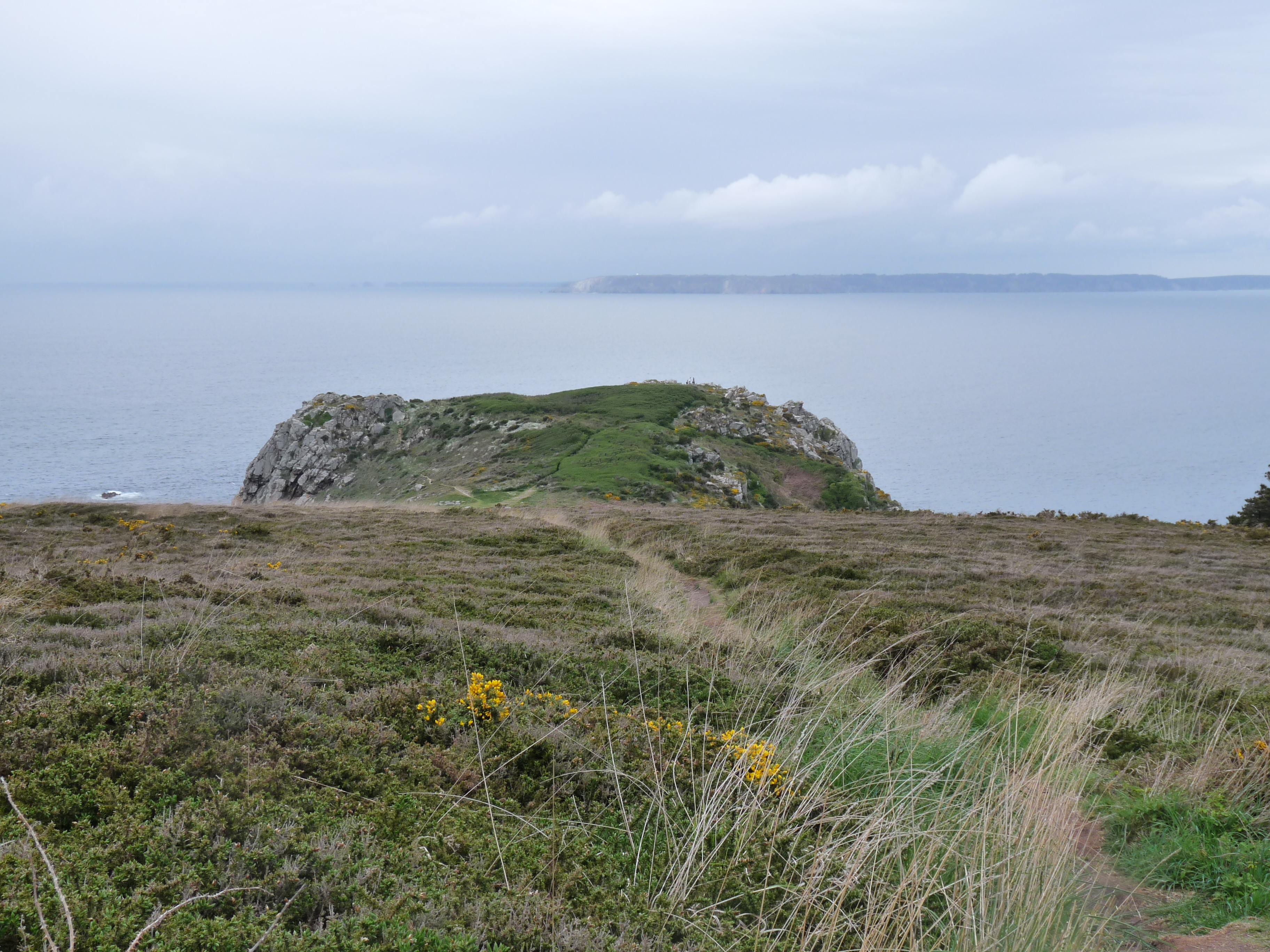
Kastel Koz sur la pointe de Beuzec (au loin, le cap de la Chèvre).
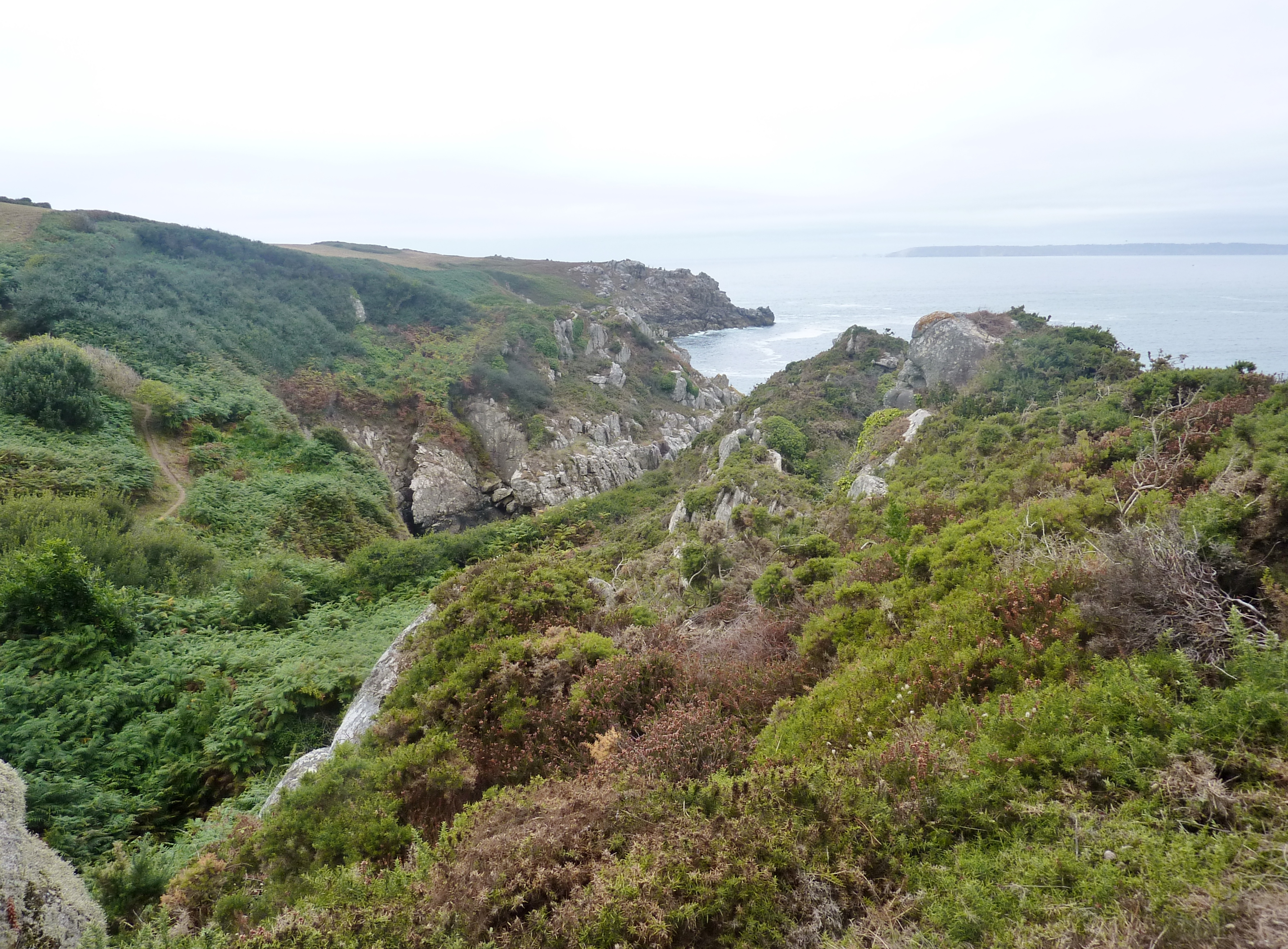
Lande, falaises et GR 34 entre Pors Lanvers et la Pointe de Trénaouret.
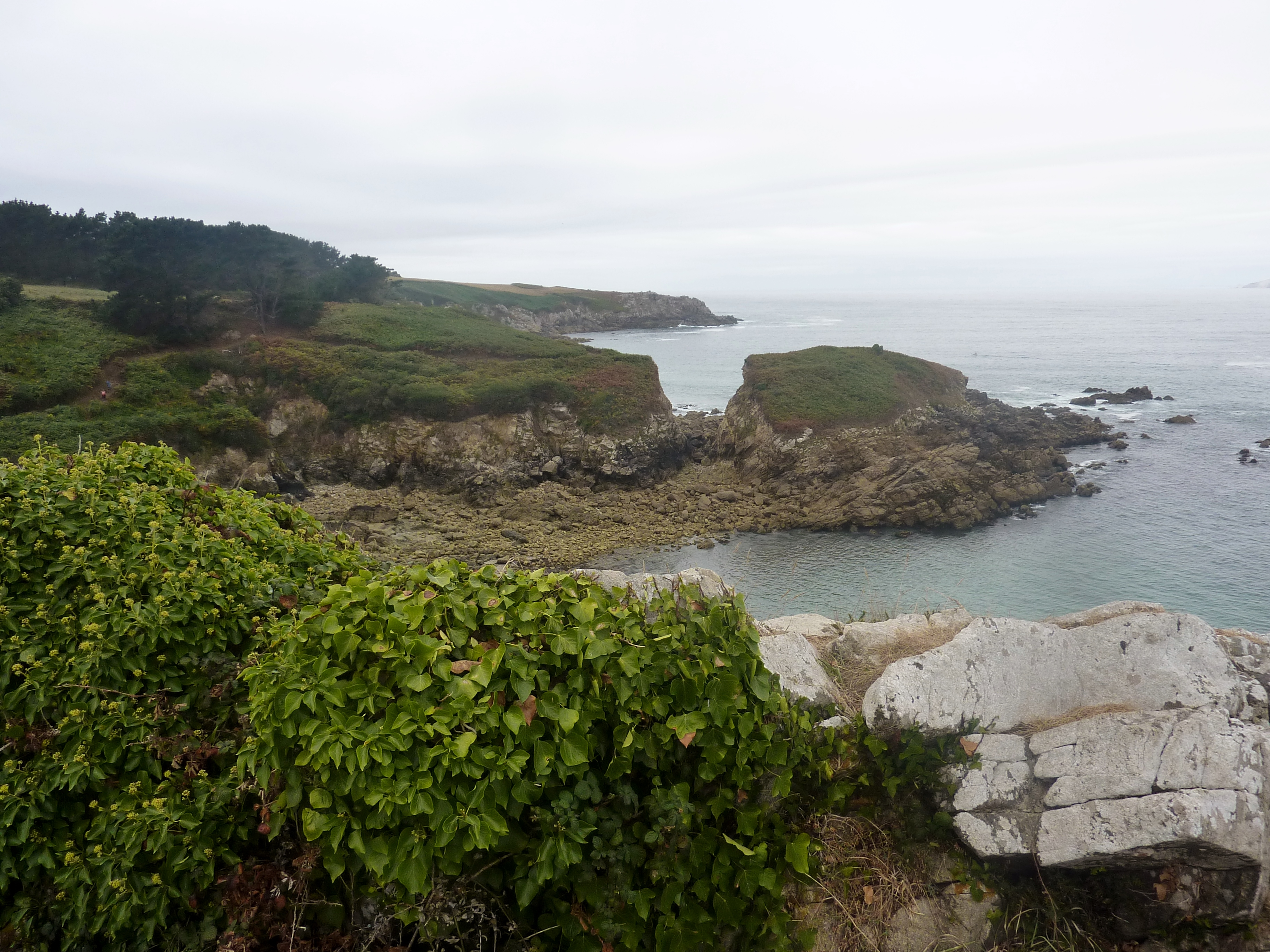
La Pointe de Trénaouret.
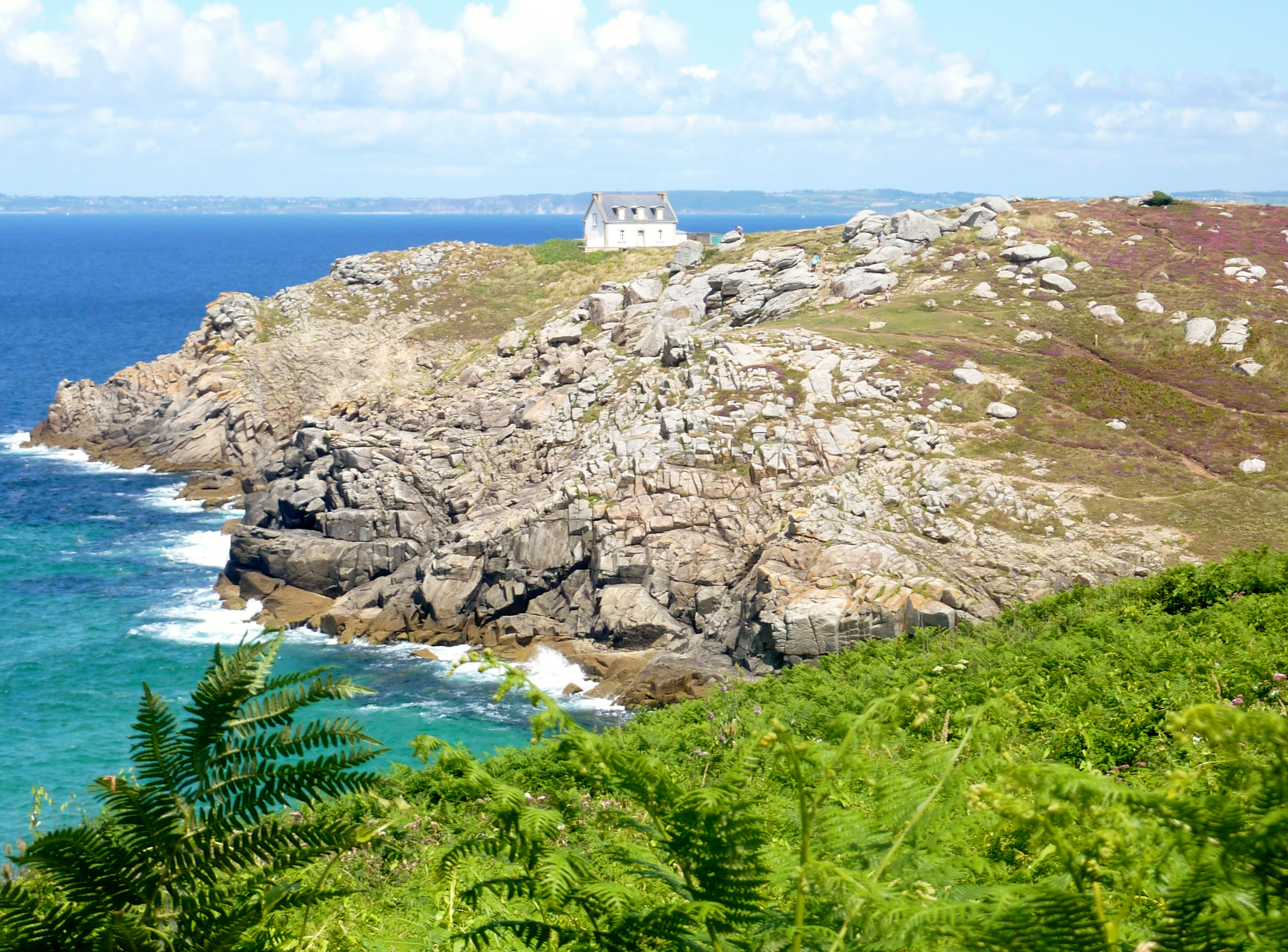
La Pointe du Millier et sa maison-feu.

Le bourg se trouve à l'endroit le plus élevé du finage communal, entre 85 et 95 mètres d'altitude. Il est éloigné du littoral, superbe certes, mais peu hospitalier en raison des nombreuses falaises et pointes qui le composent (de l'est vers l'ouest se succèdent les pointes de Kerivoal, de Lesven, de Luguénez, de Beuzec (avec l'éperon barré de Castel-Coz), de Trénaouret et du Millier, qui alternent avec de rares plages (plages de Lesven, de Pors Péron et du Millier) et deux tout-petits ports aux infrastructures précaires et difficiles d'accès : Pors Lesven et Pors Lanvers.
Pors Lesven, abrité entre deux promontoires rocheux, possède une petite cale qui n'accueille que quelques bateaux de plaisance l'été. Ce port est surtout connu pour les combats qui se sont déroulés à proximité en 1944.
Pors Lanvers, petit port situé juste à l'ouest de la plage de Pors Péron, est connu pour avoir été un point de départ vers l'Angleterre en 1940 ; de nos jours c'est un port fréquenté uniquement par des plaisanciers, mais qui connaît une animation soutenue pendant l'été.

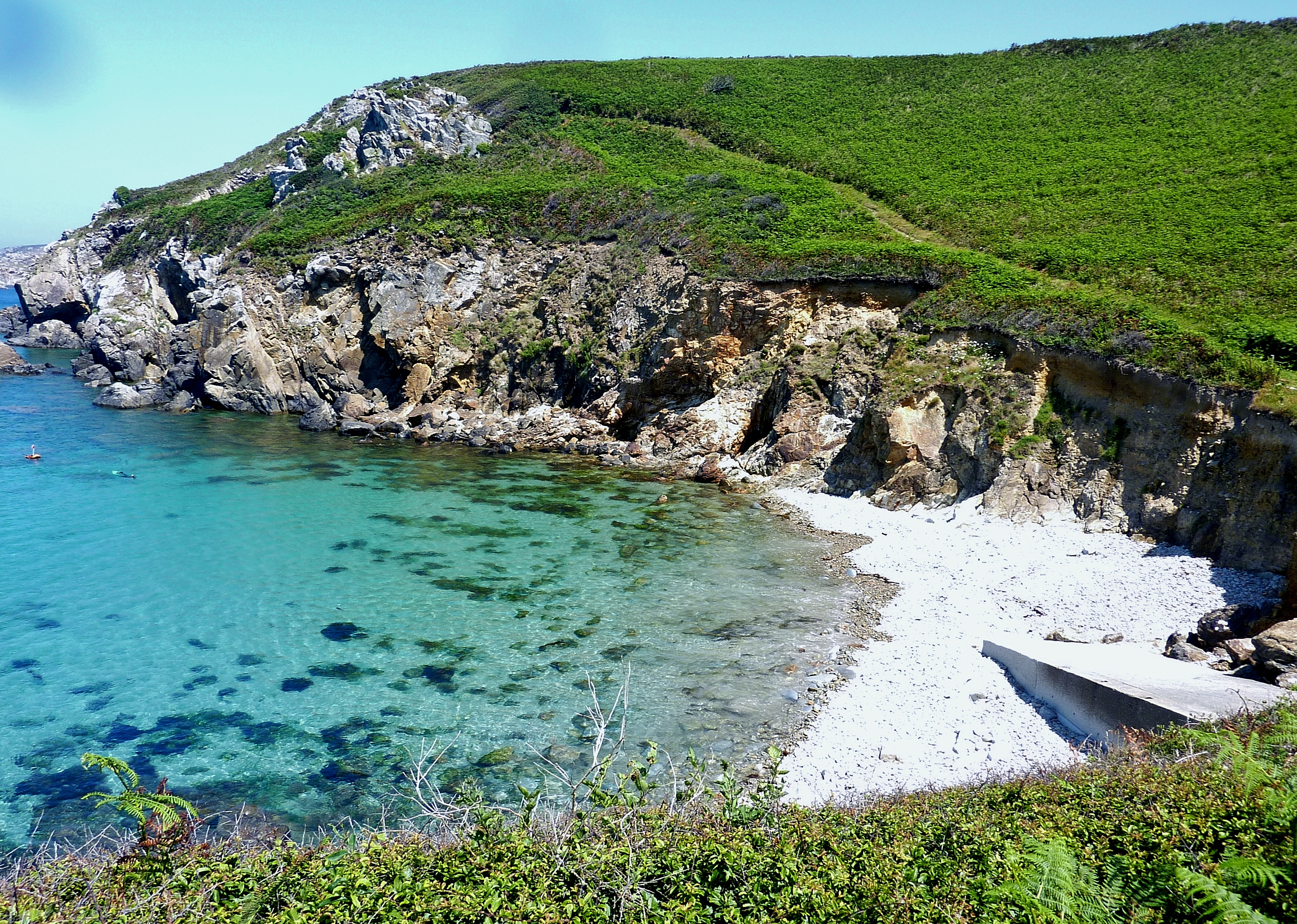
La plage et le port de Lesven vus de l'ouest.
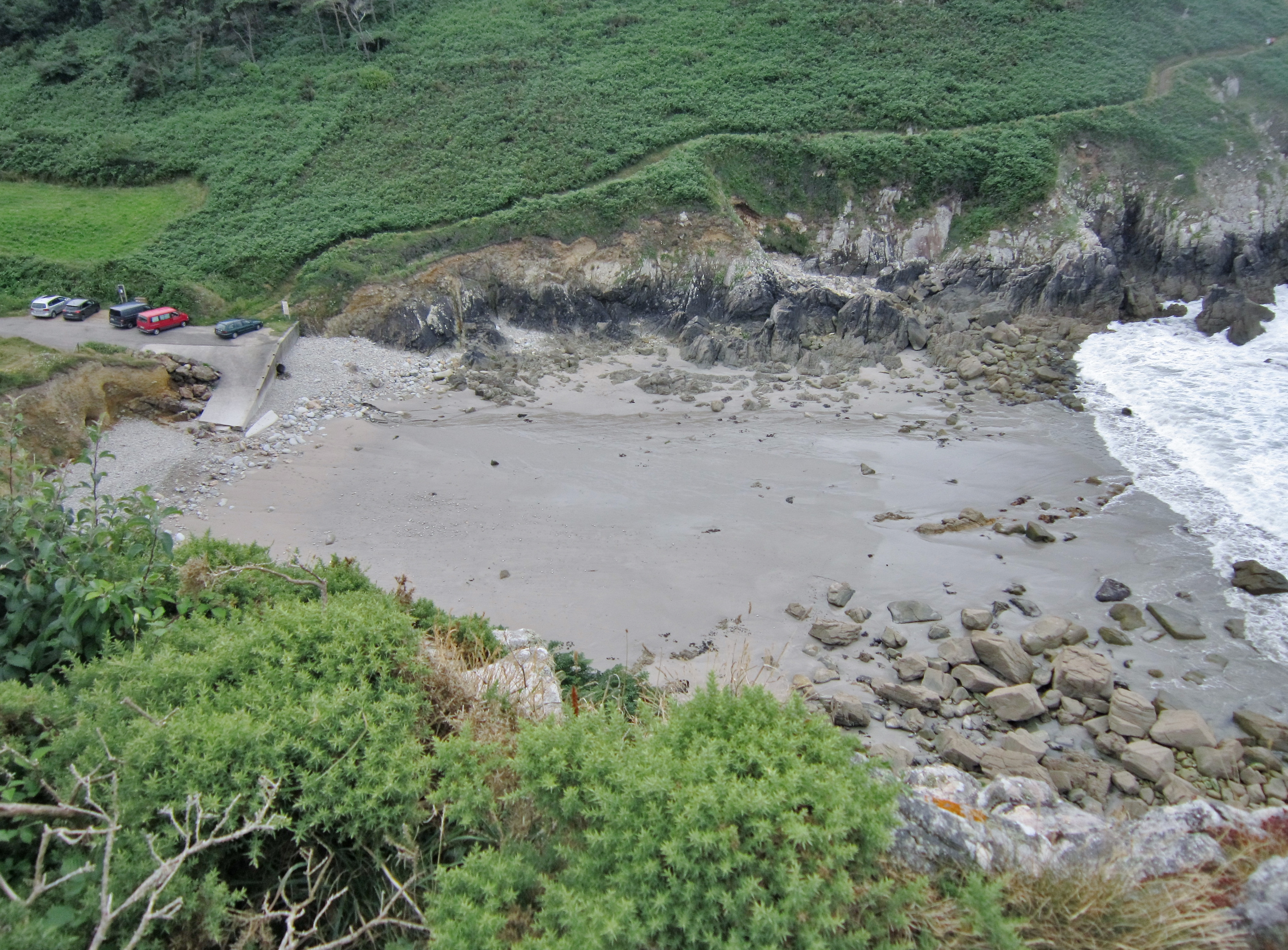
La plage et le port de Lesven vus des falaises les dominant côté est.
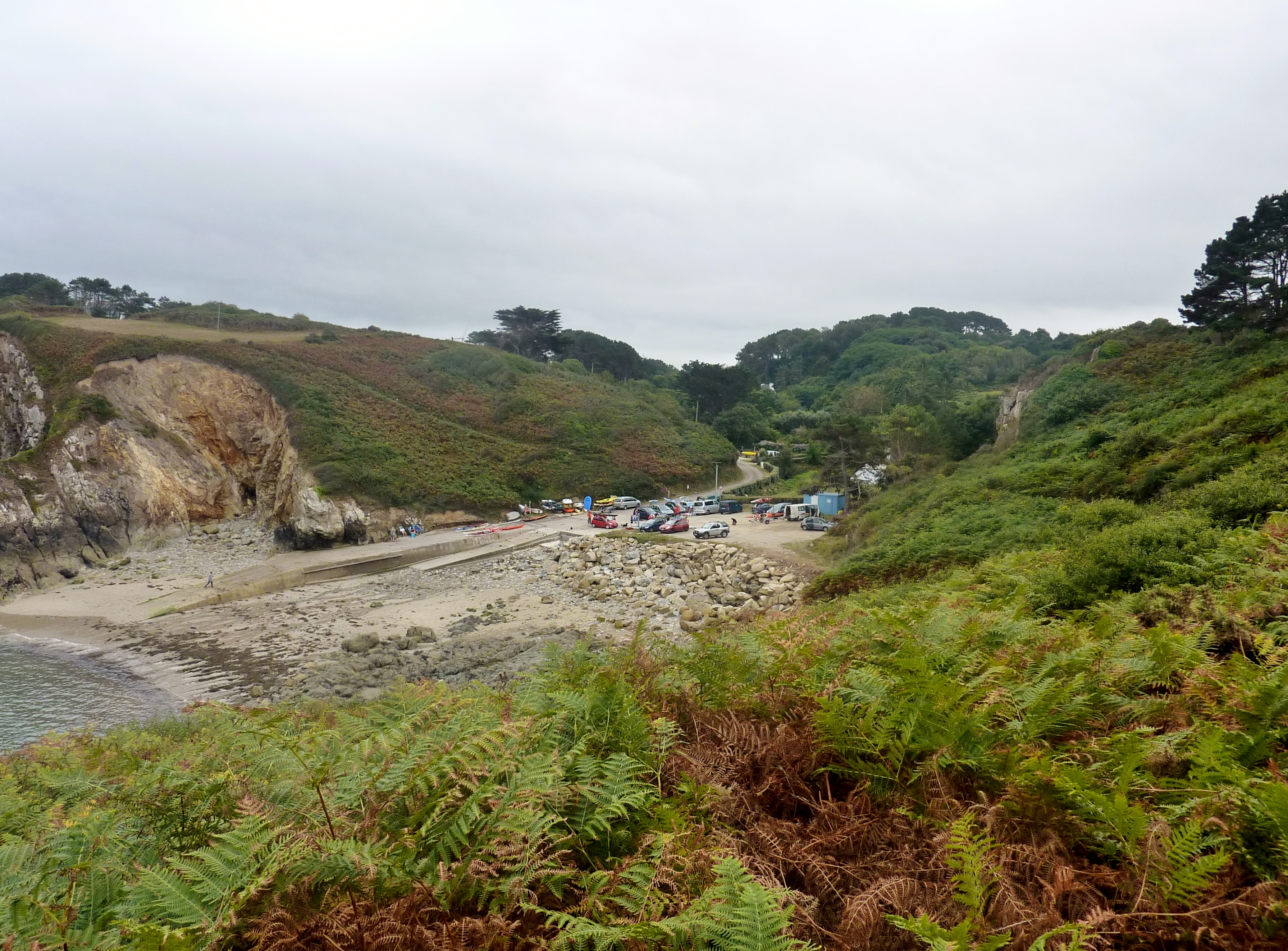
La plage et le port de Pors Lanvers.
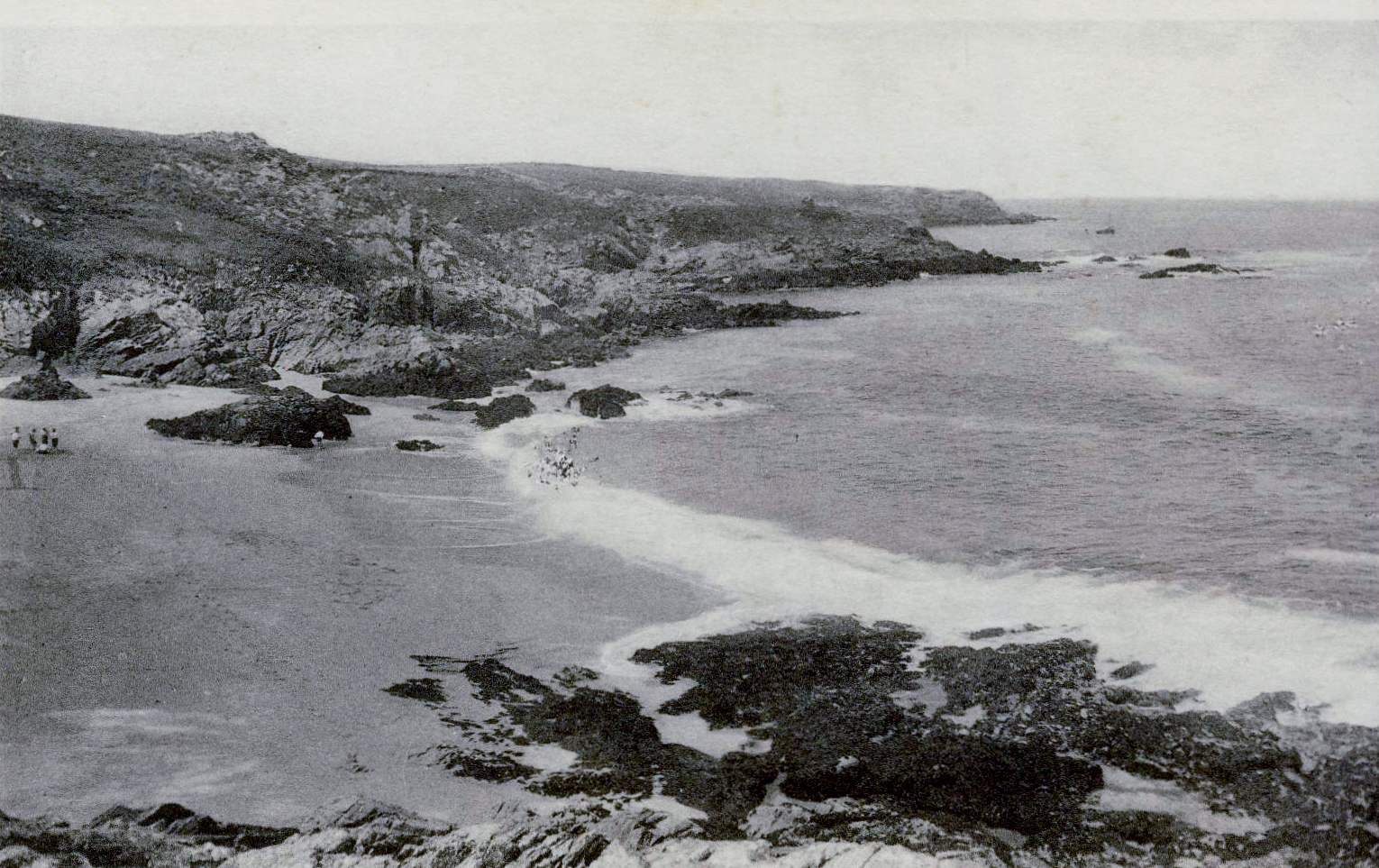
La grève de Pors Piron (Porz Peron) vers 1910 (carte postale Villard).
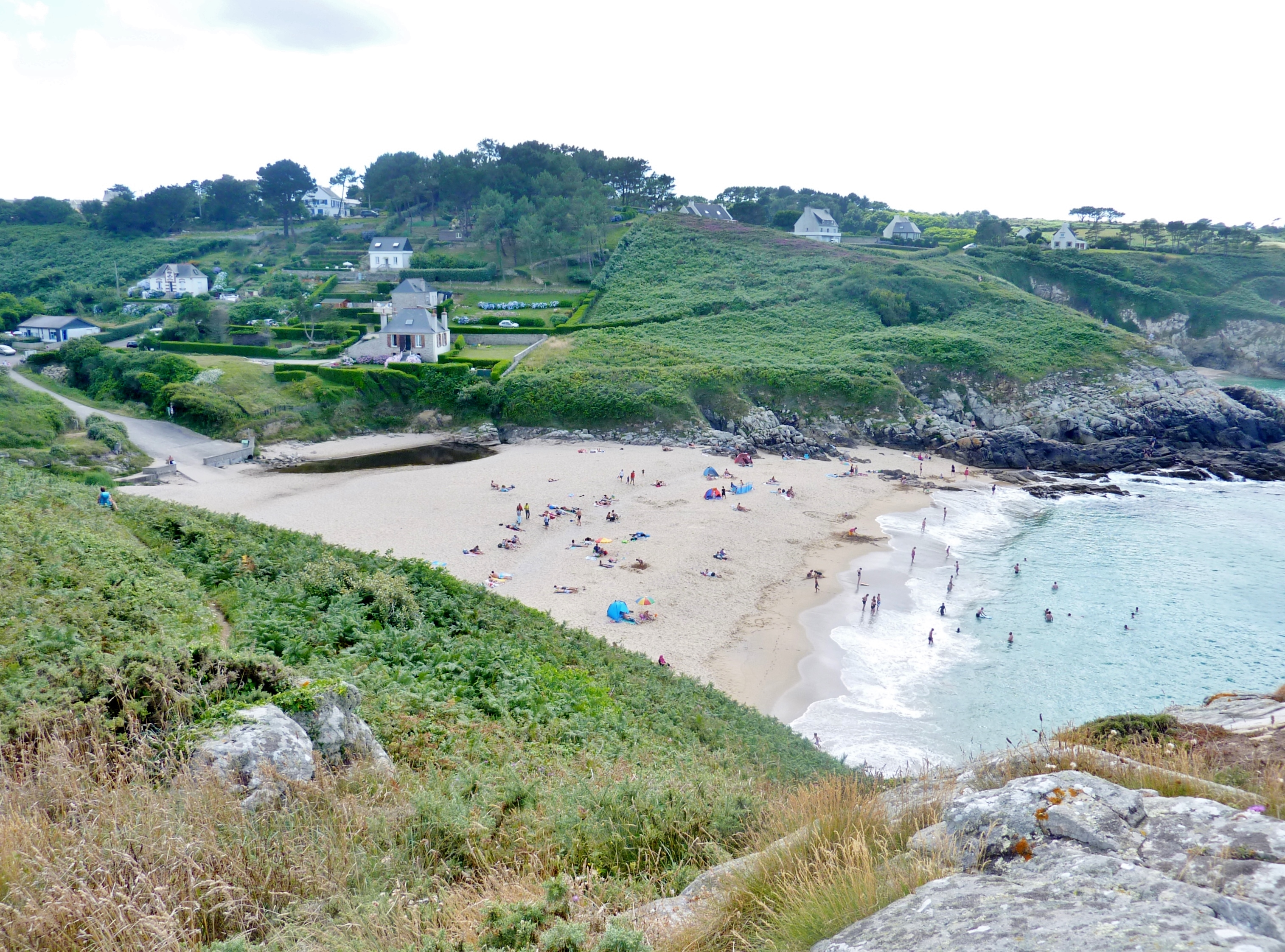
La plage et le port de Pors Péron vus de l'est.
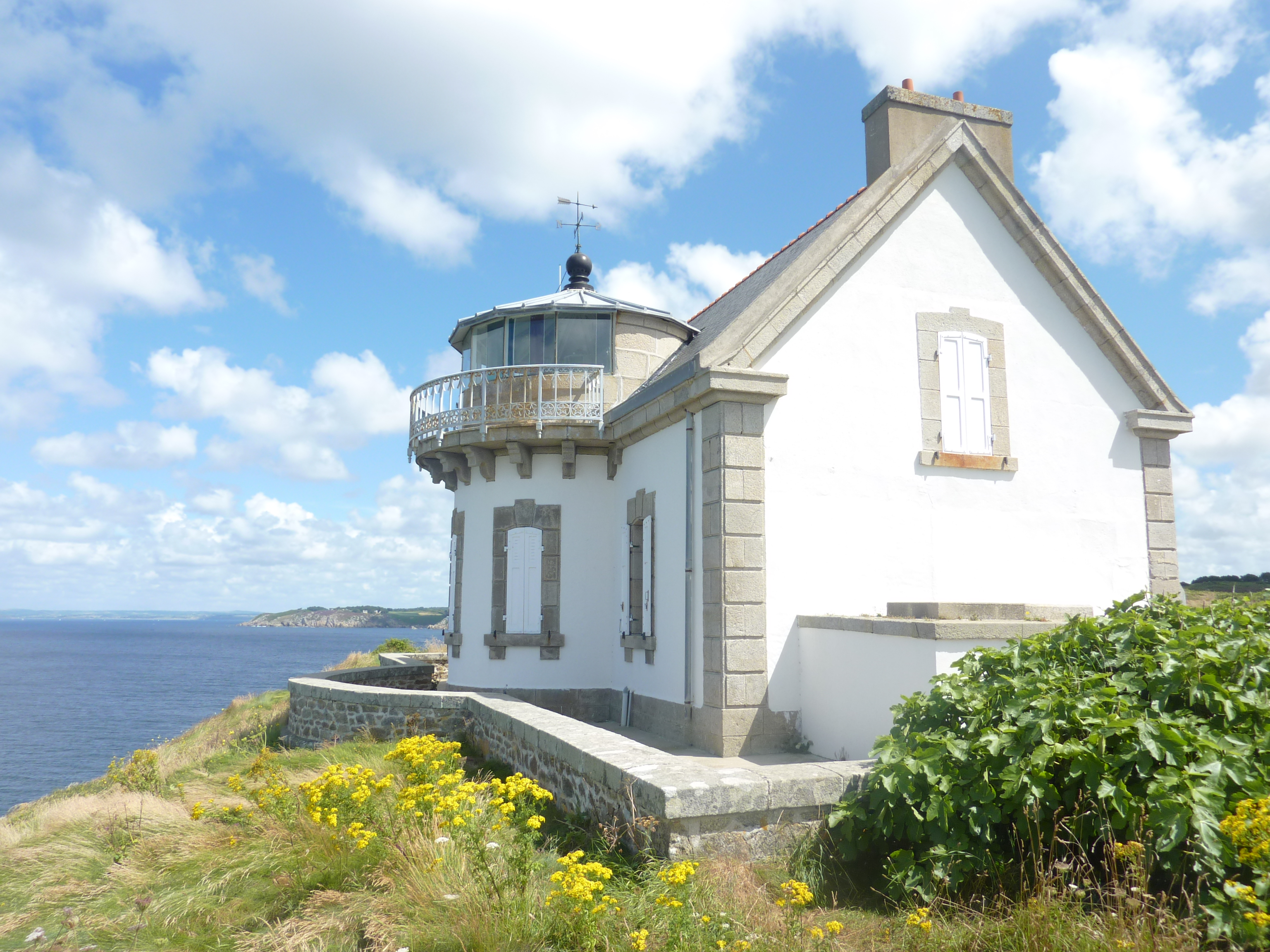
La maison-feu du Millier.

Le phare du Millier, dit aussi « maison-feu » du Millier, construit à la pointe du même nom, un éperon rocheux qui domine la baie de Douarnenez, a une hauteur de 34 mètres et une portée de 12 milles nautiques. Il a été allumé pour la première fois le 15 mars 1881 ; le feu est aménagé dans une tour semi-circulaire située en façade de la maison qui l'abrite, construite en leucogranite. Transformé en mirador par les Allemands pendant la Seconde Guerre mondiale, le feu est désormais dirigé à distance depuis le Centre d'Intervention et d'Exploitation situé à Brest.
Beuzec-Cap-Sizun présente un habitat rural dispersé en de nombreux écarts formés de hameaux et fermes isolées.

### Hydrographie
La commune est située dans le bassin Loire-Bretagne. Elle est drainée par le Lochrist et divers autres petits cours d'eau,.
Le Lochrist, d'une longueur de 10 km, prend sa source dans la commune de Poullan-sur-Mer et se jette  dans le Goyen à Mahalon, après avoir traversé cinq communes. 

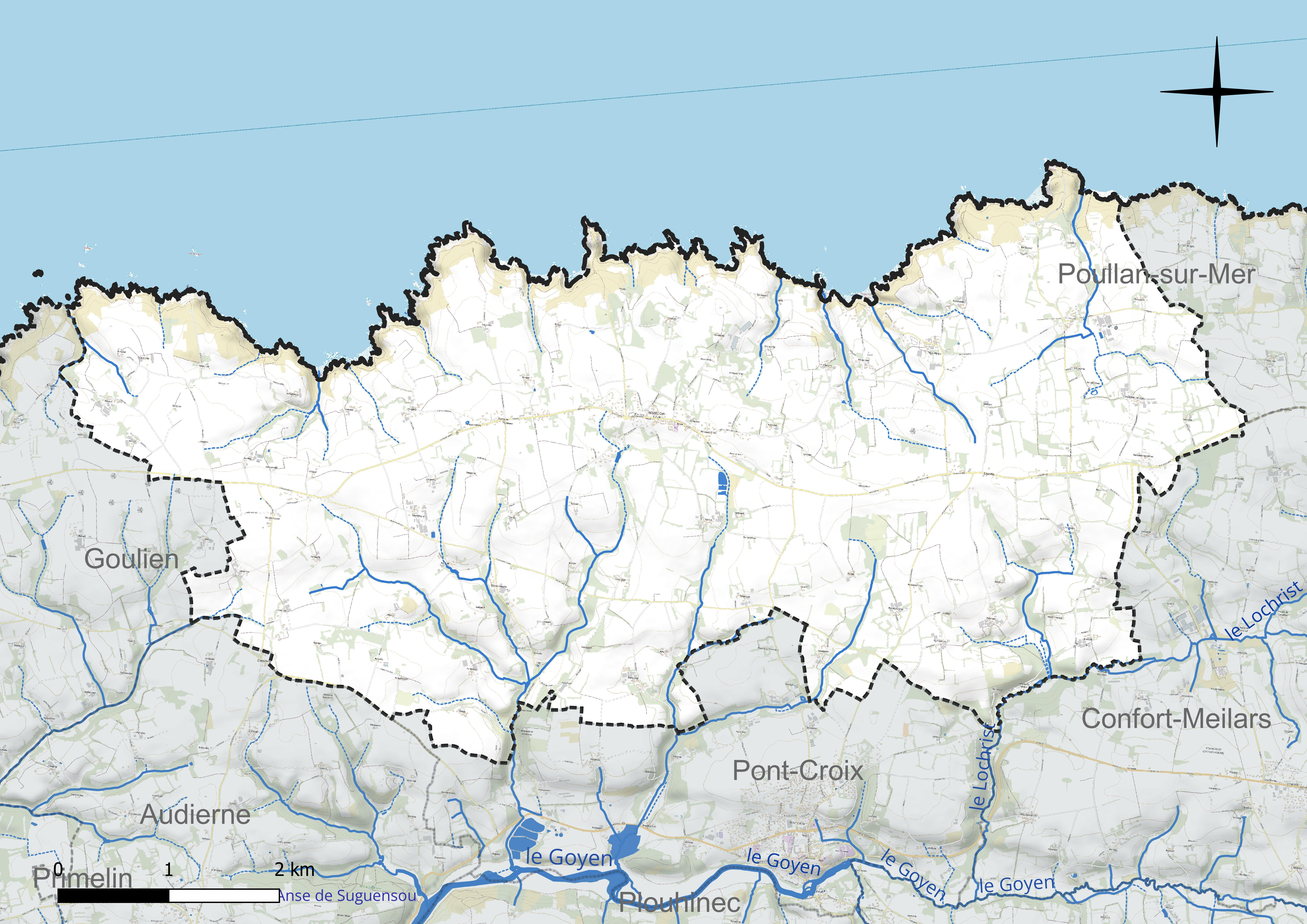
Réseau hydrographique de Beuzec-Cap-Sizun.

### Climat
Pour des articles plus généraux, voir Climat de la Bretagne et Climat du Finistère.
En 2010, le climat de la commune est de type climat océanique franc, selon une étude du CNRS s'appuyant sur une série de données couvrant la période 1971-2000. En 2020, Météo-France publie une typologie des climats de la France métropolitaine dans laquelle la commune est exposée à un climat océanique et est dans la région climatique  Bretagne orientale et méridionale, Pays nantais, Vendée, caractérisée par une faible pluviométrie en été et une bonne insolation. Parallèlement l'observatoire de l'environnement en Bretagne publie en 2020 un zonage climatique de la région Bretagne, s'appuyant sur des données de Météo-France de 2009. La commune est, selon ce zonage, dans la zone « Littoral », exposée à un climat venté, avec des étés frais mais doux en hiver et des pluies moyennes.
Pour la période 1971-2000, la température annuelle moyenne est de 11,6 °C, avec  une amplitude thermique annuelle de 10,2 °C. Le cumul annuel moyen de précipitations est de 1 002 mm, avec 15,6 jours de précipitations en janvier et 7,7 jours en juillet. Pour la période 1991-2020, la température moyenne annuelle observée sur la station météorologique la plus proche, située sur la commune de Lanvéoc à 24 km à vol d'oiseau, est de 12,2 °C et le cumul annuel moyen de précipitations est de 1 030,1 mm,. Pour l'avenir, les paramètres climatiques de la commune estimés pour 2050 selon différents scénarios d'émission de gaz à effet de serre sont consultables sur un site dédié publié par Météo-France en novembre 2022.

## Urbanisme

### Typologie
Au 1er janvier 2024, Beuzec-Cap-Sizun est catégorisée commune rurale à habitat très dispersé, selon la nouvelle grille communale de densité à 7 niveaux définie par l'Insee en 2022.
Elle est située hors unité urbaine et hors attraction des villes,.
La commune, bordée par la mer d'Iroise, est également une commune littorale au sens de la loi du 3 janvier 1986, dite loi littoral. Des dispositions spécifiques d'urbanisme s'y appliquent dès lors afin de préserver les espaces naturels, les sites, les paysages et l'équilibre écologique du littoral, tel le principe d'inconstructibilité, en dehors des espaces urbanisés, sur la bande littorale des 100 mètres, ou plus si le plan local d'urbanisme le prévoit.

### Occupation des sols

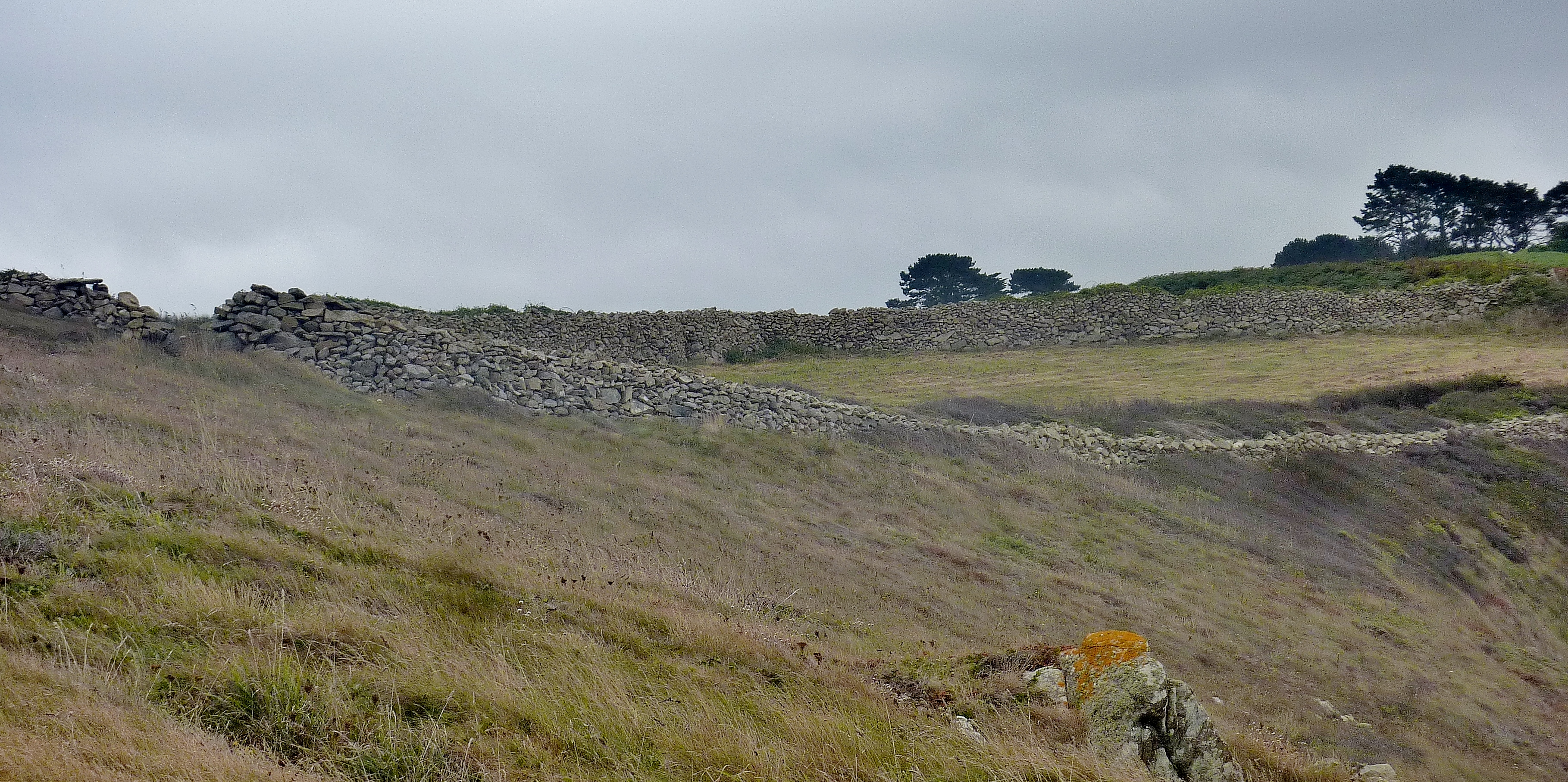
Murets de pierres sèches entourant un champ près de la Pointe de Trénaouret.

L'occupation des sols de la commune, telle qu'elle ressort de la base de données européenne d'occupation biophysique des sols Corine Land Cover (CLC), est marquée par l'importance des territoires agricoles (90 % en 2018), en diminution par rapport à 1990 (93 %). La répartition détaillée en 2018 est la suivante : 
zones agricoles hétérogènes (52,2 %), terres arables (31,6 %), milieux à végétation arbustive et/ou herbacée (7,2 %), prairies (6,3 %), forêts (1,4 %), zones urbanisées (1,1 %), eaux maritimes (0,3 %). L'évolution de l'occupation des sols de la commune et de ses infrastructures peut être observée sur les différentes représentations cartographiques du territoire : la carte de Cassini (XVIIIe siècle), la carte d'état-major (1820-1866) et les cartes ou photos aériennes de l'IGN pour la période actuelle (1950 à aujourd'hui).

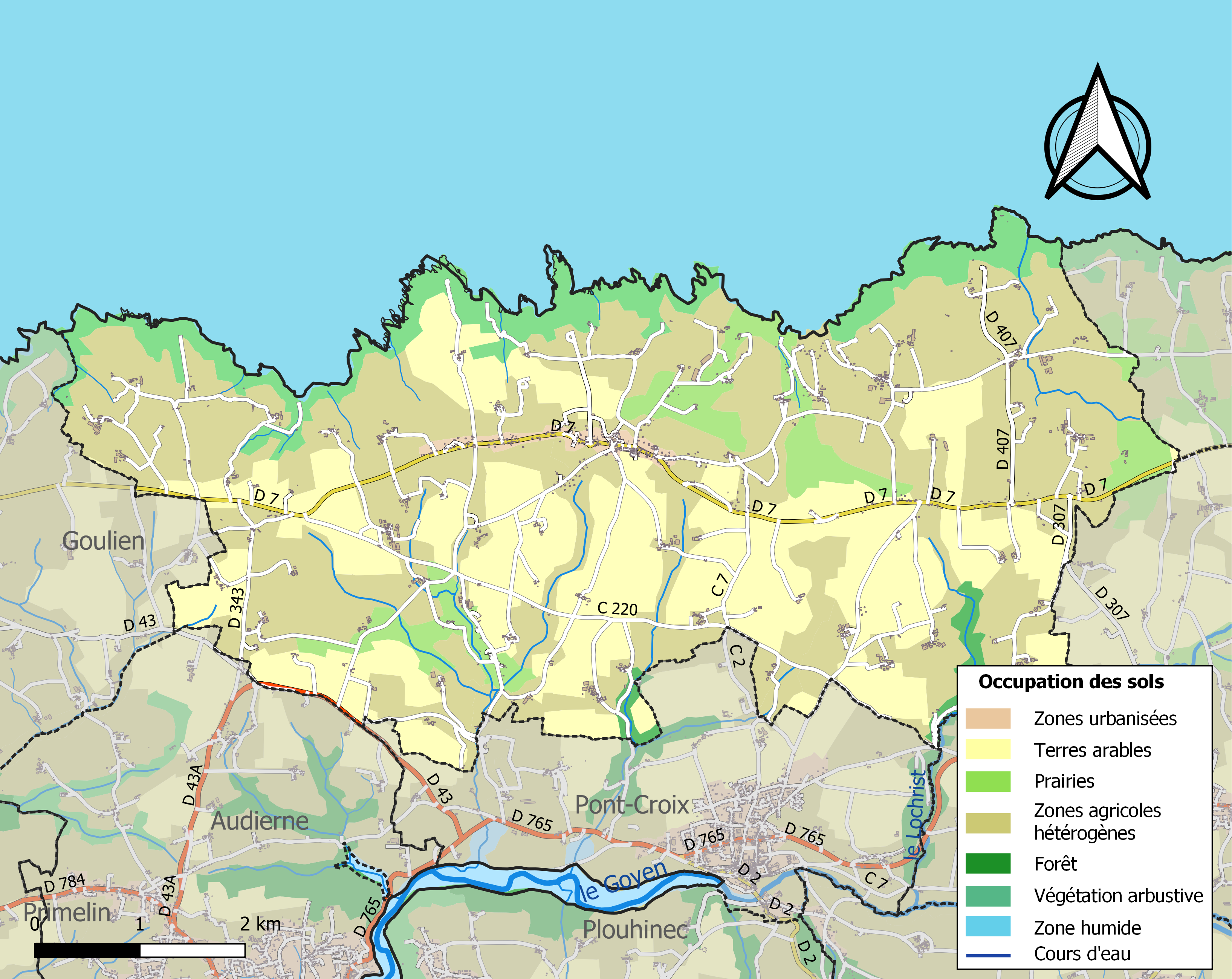
Carte des infrastructures et de l'occupation des sols de la commune en 2018 (CLC).

## Toponymie
Beuzec-Cap-Sizun, en breton Beuzeg-ar-C'hab, est attesté pour la première fois en 1038 ; il se retrouve dans le cartulaire de Landevennec sous forme latine Buzoc in pago Cabsizun, Bodoc Kapsithun en 1170.
Le nom Beuzec provient de l'anthroponyme Budoc, éponyme du saint fondateur de la paroisse, saint Budoc. L'église paroissiale Notre-Dame-de-la-Clarté est également dédiée à saint Budoc. Selon Xavier Delamarre, dans Etudes celtiques 43 de 2017, le toponyme provient (comme Budic connu en gallois dans la Vita de Teilo, le Canu Aneirin, etc., Budoc/Büdhog en vieux-breton, ...) de Bud signifiant gain, victoire.

## Histoire

### Préhistoire
L'éperon barré de Castel Coz, vaste d'environ 1,2 ha, est implanté sur un promontoire granitique dominant la mer d'une hauteur d'une vingtaine de mètres ; côté terre, il était protégé par une triple ceinture de remparts séparés par des fossés, avec, de plus, des blocs rocheux épars disposés en chevaux de frise en avant de la première ligne des remparts. Le site a été occupé dès le néolithique et réoccupé au second âge du fer et à nouveau au Moyen Âge ; des traces de 150 à 200 huttes y ont été découvertes.
René-François Le Men a fouillé Castel-Coz en 1859. Il écrit : « Cinq retranchements défendent l'entrée de ce rocher, dont la nature et l'homme avaient fait une citadelle imprenable. Le système de fortifications commence au sud de l'isthme par deux retranchements : la pente du terrain vers le nord y est encore assez rapide. Ces deux lignes, partant d'un même point à l'est, se dirigent vers le sud-ouest sans douves et avec un angle très sensible. Le premier retranchement est formé de pierres et de terre, le second de blocs granitiques. À 100 mètres au nord, le terrain commence à s'élever rapidement, couvert de deux lignes de pierres, plantées très près les unes des autres, et coupant l'isthme dans toute sa largeur ; ensuite viennent trois retranchements avec douves. Les deux premiers sont de pierres et de terre ; le dernier de pierres de taille, percé au milieu d'une porte et surmonté d'un mur épais, atteint, avec une hauteur de 6 mètres, la plate-forme du rocher. C'est sur cette plate-forme rectangulaire, et bordée d'un parapet, que s'élevaient les habitations, dont les traces nombreuses et très visibles permettent de fixer le nombre des habitants à 1 000. Ces maisons ont la forme triangulaire ou rectangulaire, l'âtre était au milieu, point de traces de portes ni d'escaliers. Presque toutes sont bâties en dedans du parapet ; six seulement sont situées le long du mur du sud, et ce sont les plus remarquables. Une est creusée dans le mur même, de chaque côté de la porte d'entrée ; les deux principales sont à l'ouest de cette même porte et reliées par une clôture ».
Une allée couverte se trouve à Kerbalannec et un menhir au nord du hameau de Luguénez.
La « barque de saint Conogan » est un menhir couché de 8 mètres de long, probablement abandonné en cours de transport[réf. nécessaire].

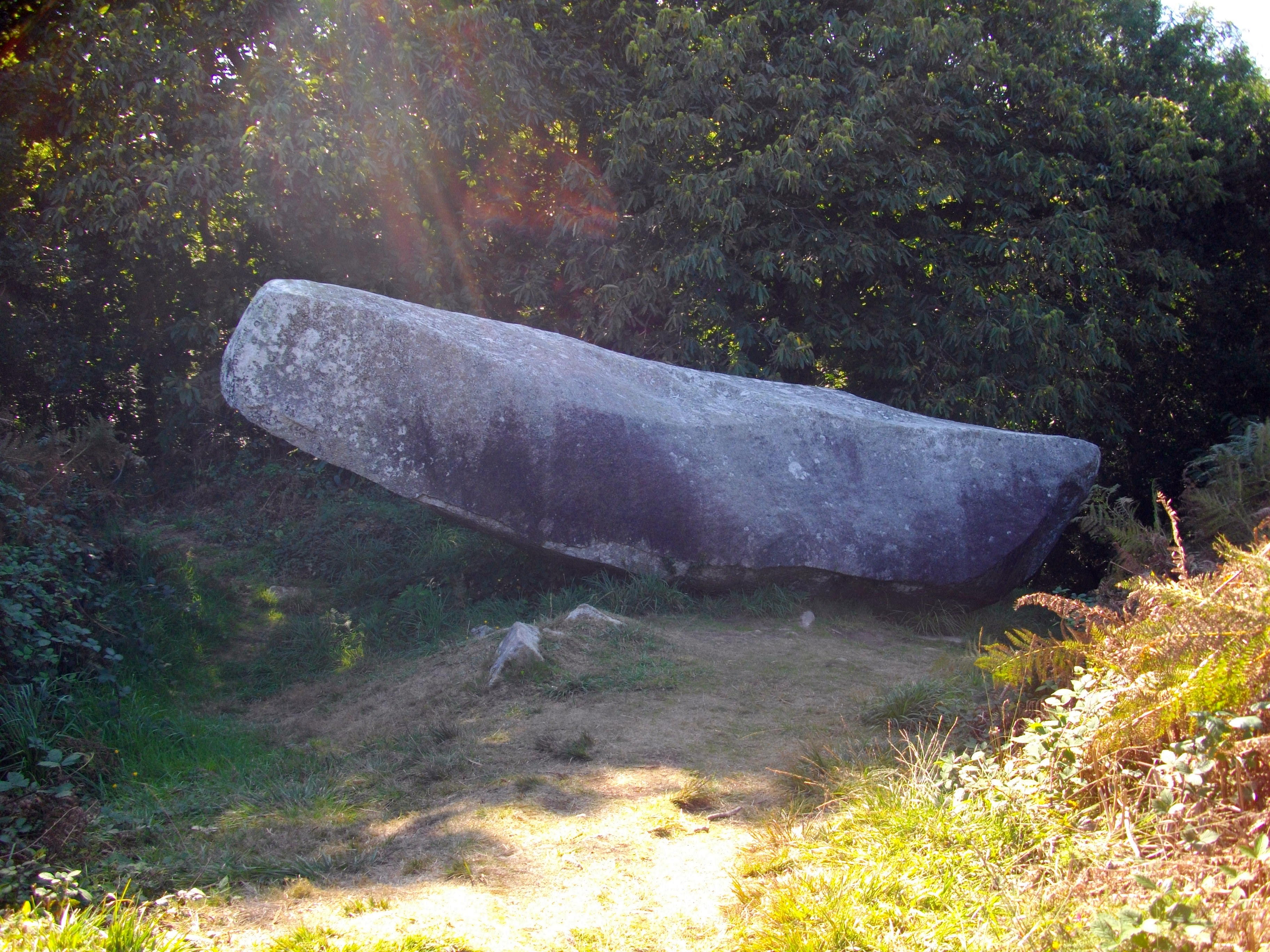
La barque de saint Conogan (menhir couché) à Beuzec-Cap-Sizun.
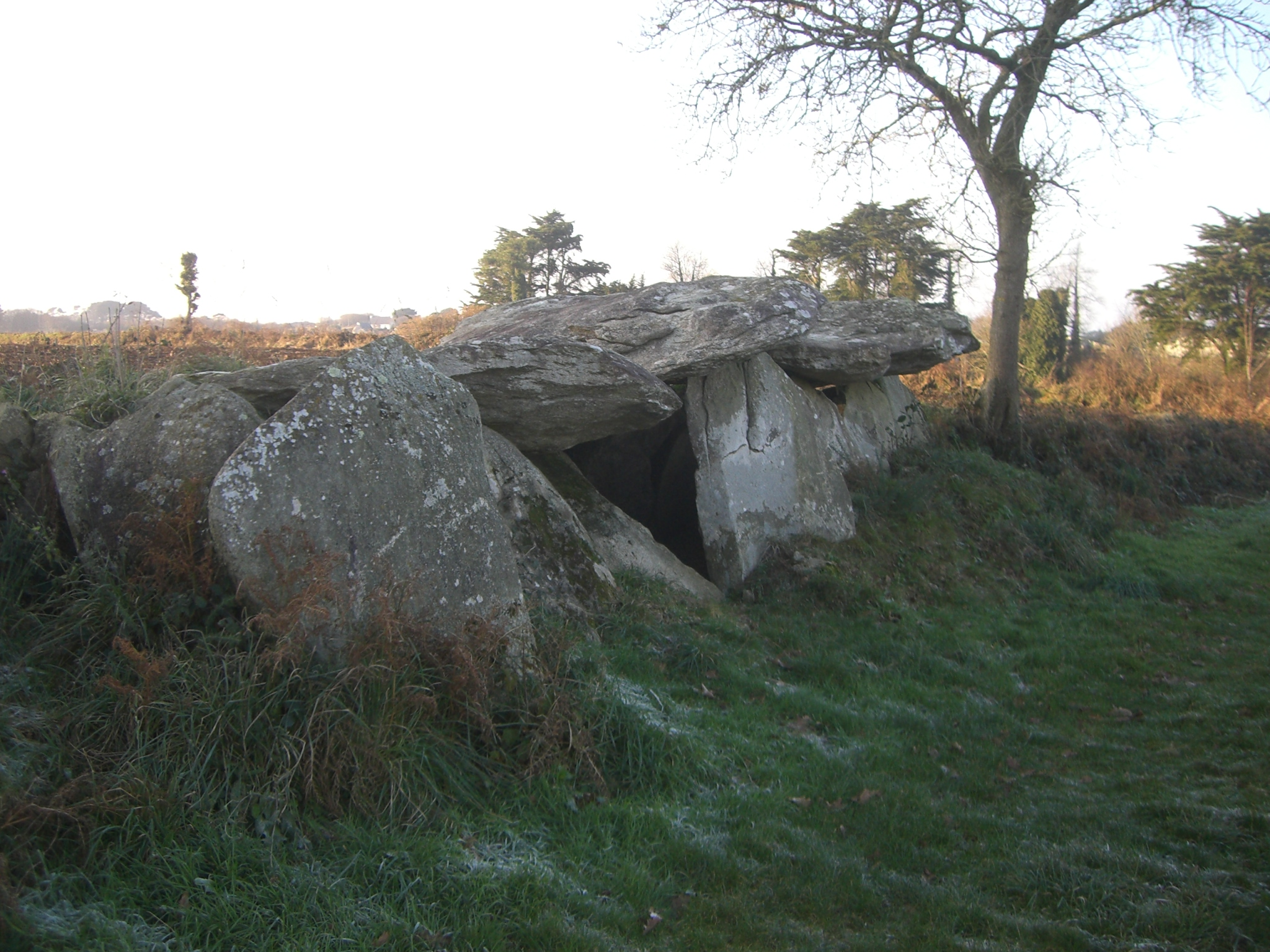
L'allée couverte de Kerbalannec à Beuzec-Cap-Sizun.
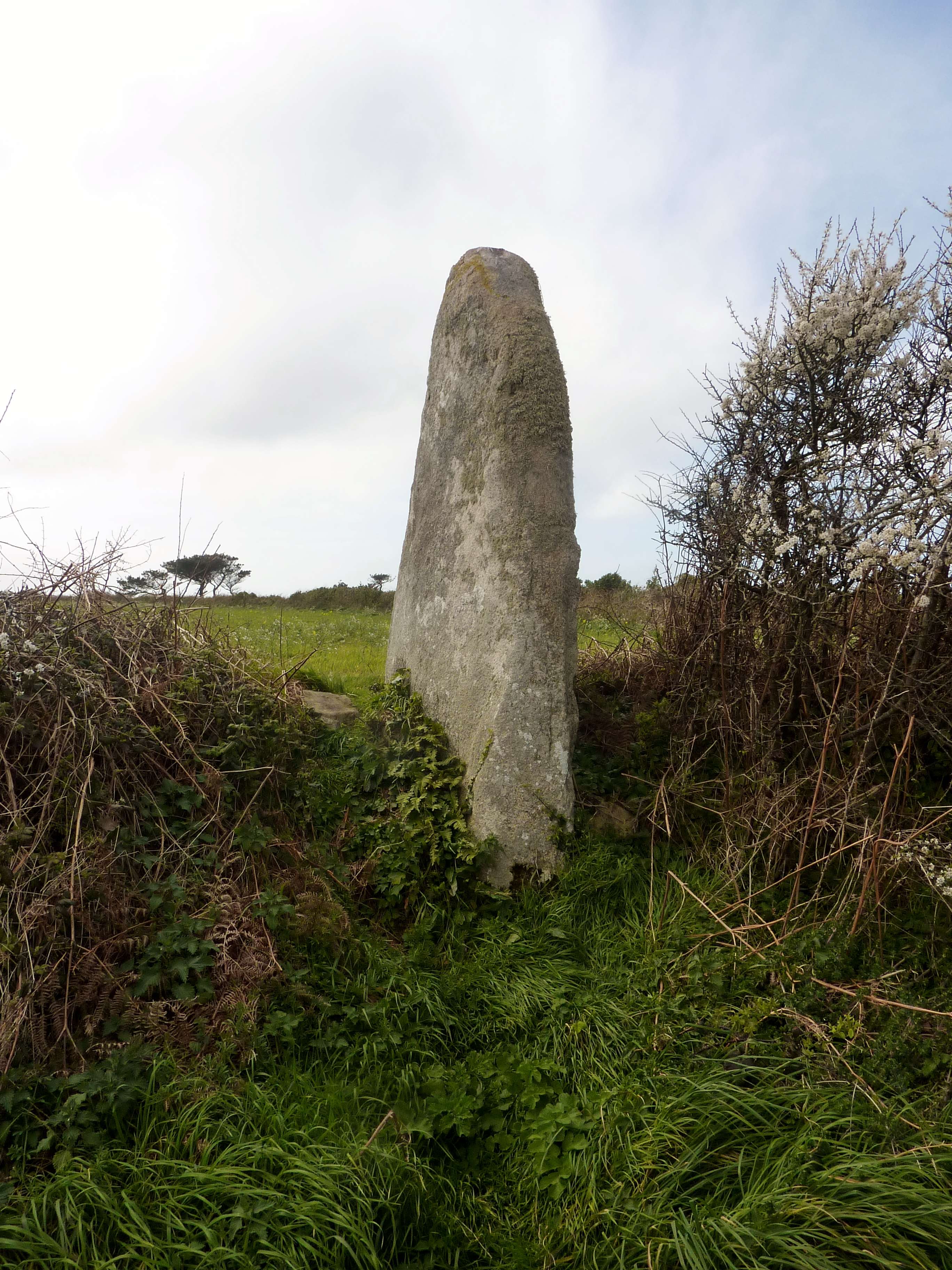
Le menhir de Luguénez.

### Antiquité
Les traces d'un chemin romain, appelé hent-ahès ["chemin d'Ahès"], de soixante-dix pieds de largeur, en pierres de taille, qui se continue jusqu'à la Baie des Trépassés, sont visibles à Beuzec-Cap-Sizun. Paul du Châtellier décrit en ces termes cette voie romaine en 1886 :

« Le moulin à vent du Châtel, entre Beuzec et Goulien,(...) est tout au bord de la voie romaine qui allait de Carhaix au village du Troguer. (...) [Le] meunier du Châtel (...) a trouvé une urne pleine de moyens bronzes romains qui ont été dispersés. Laissant le moulin à notre gauche, nous nous engageons en char-à-bancs sur la voie romaine qui, si elle n'est pas très viable, est cependant encore praticable sur un parcours de plusieurs kilomètres. Cette voie est bien connue des habitants du pays qui l'appellent an-end-Meur. Au nord du bourg de Goulien, à deux cents mètres avant d'arriver au moulin à vent de Goalarn, nous remarquons (...) une lourde borne miliaire. (...) Continuant à suivre le tracé de cette ancienne voie, nous passons au nord-est du bourg de Cléden, près du moulin de Kerharo, ne pouvant nous empêcher de remarquer que les moulins du Châtel, de Goalarn et de Kerharo sont là, aujourd'hui, comme des jalons placés le long de l'antique chemin. Enfin nous arrivons au village de Théolen (nom breton qui veut dire tuiles, le village des tuiles). C'est le point extrême de cette voie qui allait aboutir au village de Troguer ; à partir de là, on en perd la trace aujourd'hui. (...) Troguer a du être longtemps occupé par les conquérants [romains] (...), nous avons vu dans plusieurs parcelles des restes de murs romains, (...) ayant encore de 1,50 à 2 mètres au-dessus du sol. (...) [Au centre du bourg de Goulien], nous y trouvons un camp avec retranchements de terre, à angles arrondis, de 3 mètres de large, ayant 3,50 mètres de hauteur à l'extérieur et 2,50 mètres à l'intérieur de l'enceinte. Ce camp était à deux cents mètres au sud de la voie romaine (...). Il était le dernier poste militaire le long de son tracé avant d'arriver à Troguer »

### Moyen Âge
La paroisse de Beuzec-Cap-Sizun serait issue d'un démembrement de la paroisse de l'Armorique primitive de Plogoff.
En 1145, le duc Conan III exempta de taille et de quelques autres subsides les terres qui appartenaient dans cette paroisse au chapitre de la cathédrale de Quimper.
Avant la Révolution, la paroisse dépendait du diocèse de Quimper et comprenait une trève : Notre-Dame de Roscudon de Pont-Croix.

### Époque moderne
Les seigneurs de Trévien se prétendaient fondateurs de la chapelle de Lochrist (disparue de nos jours), qui était en fait une aumônerie des Hospitaliers de Saint-Jean-de-Jérusalem. Le manoir de Trévien, qui datait du XVIe siècle, a lui aussi disparu.
En 1741, une épidémie de dysenterie sévit : « Dans chacune des paroisses de Goulien, Plogoff, Esquibien, Plouinec, Plozévet, Mahelon, Poulan, Beuzet-Cap-Sizun [Beuzec-Cap-Sizun], Pouldergat, Douarnenez, on compte le chiffre énorme de dix à douze morts par jour ».
En 1759, une ordonnance de Louis XV ordonne à la paroisse de Beuzec-Capsizun [Beuzec-Cap-Sizun] de fournir 30 hommes et de payer 196 livres pour « la dépense annuelle de la garde-côte de Bretagne ».
Jean-Baptiste Ogée décrit ainsi Beuzec-Cap-Sizun en 1778 : 

« Beuzec-Cap-Sizun ; à peu de distance de la mer, à l'entrée de la presqu'île du Ratz ; à 6 lieues trois-quarts à l'ouest-nord-ouest de Quimper, son Évêché ; à 45 lieues de Rennes, et à trois-quarts de lieue de Pont-Croix, sa subdélégation. Cette paroisse, dont la cure est présentée par trois chanoines prébendés, relève du Roi et ressortit au siège présidial de Quimper, où sa juridiction royale fut unie et incorporée par édit du roi Charles IX en 1564. On y compte 2 600 habitants. Son territoire, plein de vallons et de collines, est fertile en grains de toute espèce. (...) À un tiers de lieue au nord-ouest de ce bourg se trouvent le château de Beuzec [en fait Ogée fait une confusion avec la Pointe du Château] et le manoir de Treffieu. »

### Révolution française
La paroisse de Beuzec-Cap-Sizun, qui comprenait alors 255 feux, élit trois délégués (Mathieu Fily, Joseph Le Gal, Jean-Gilles Gloaguen), pour la représenter à l'assemblée du tiers-état de la sénéchaussée de Quimper au printemps 1789.
La loi du 12 septembre 1791 « relative à la circonscription des paroisses du district de Pont-Croix » donne à la paroisse de Pont-Croix comme succursale Beuzec.
Henri Le Bras, ancien élève du séminaire de Quimper, ouvrit une école à Beuzec-Cap-Sizun en vertu de la loi du 5 nivôse an II (25 décembre 1793) qui rendait l'école primaire obligatoire et gratuite. Jacques Keruzoret, puis Jean-Marie Violant lui succèdent, ce dernier abandonnant Beuzec pour ouvrir une école à Primelin car le curé constitutionnel de Beuzec, Ansquer, lui refuse un local au presbytère pour tenir ses classes.

### LeXIXesiècle

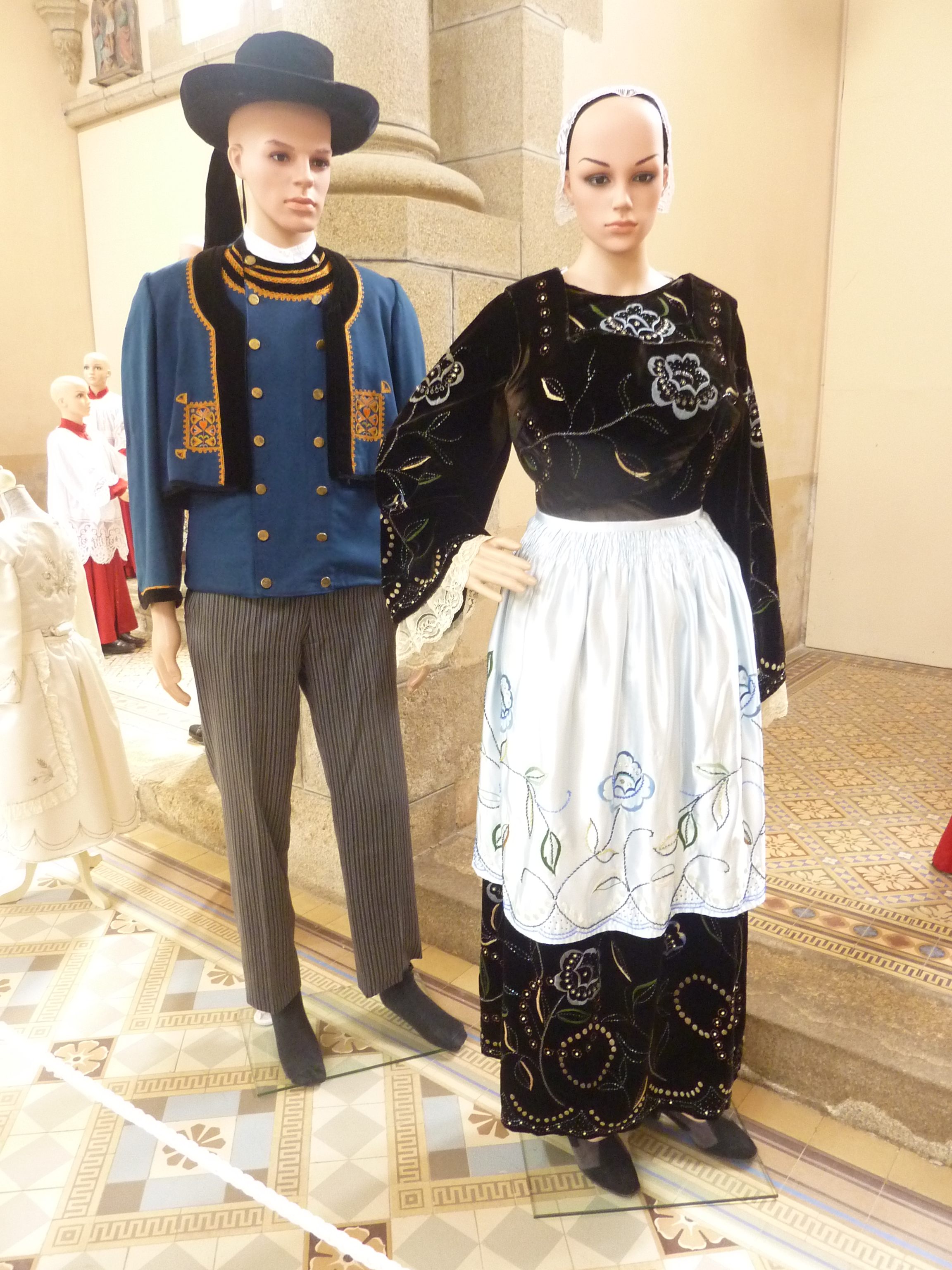
Costumes traditionnels de Beuzec-Cap-Sizun.

A. Marteville et P. Varin, continuateurs d'Ogée, décrivent ainsi Beuzec-Cap-Sizun en 1843 :

« Beuzec-Cap-Sizun (sous l'invocation de saint Budoc) ; commune formée par l'ancienne paroisse du même nom, aujourd'hui succursale. (...) Principaux villages : Kermabreau, Kergounoy, Trémaouer, Porspéron, Kériolet, Lescogan, Trémoan, Trémaria, Cosquer, Kerleven. Superficie totale :  3 468 hectares, dont (...) terres labourables 1 273 ha, prés et pâturages 146 ha, bois 27 ha, vergers et jardins 4 ha, landes et incultes 1 931 ha (...). Moulins : 12 (à eau, de Kerlévec, de Kerioual, Lesalguen, Trévien, Lescogan ; à vent, de Castel, Leilsac'h). Beuzec veut dire en breton pays de buis. Il y avait autrefois trois chapelles : Lochrist, Sainte-Espérance et Lescogan ; ces deux dernières sont encore desservies. L'église est de 1665. De la tour, qui est remarquable, on a une fort belle vue sur toute la Baie de Douarnenez. Les pardons qui ont lieu à l'église et aux chapelles ne durent qu'un jour chacun. La pomme de terre est très cultivée et l'on en fait un commerce d'exportation. Les bois de charpente, l'ormeau excepté, sont fort rares ; on les tire [fait venir] du dehors. Les cultivateurs sont presque toute l'année vêtus en toiles grossières, qui se fabriquent dans la commune. On voit encore les anciens restes d'un camp dit de La Fontenelle. Foire le lundi des Rogations. Géologie : terrain granitique entre le bourg et la mer ; micaschiste au sud. On parle le breton. »

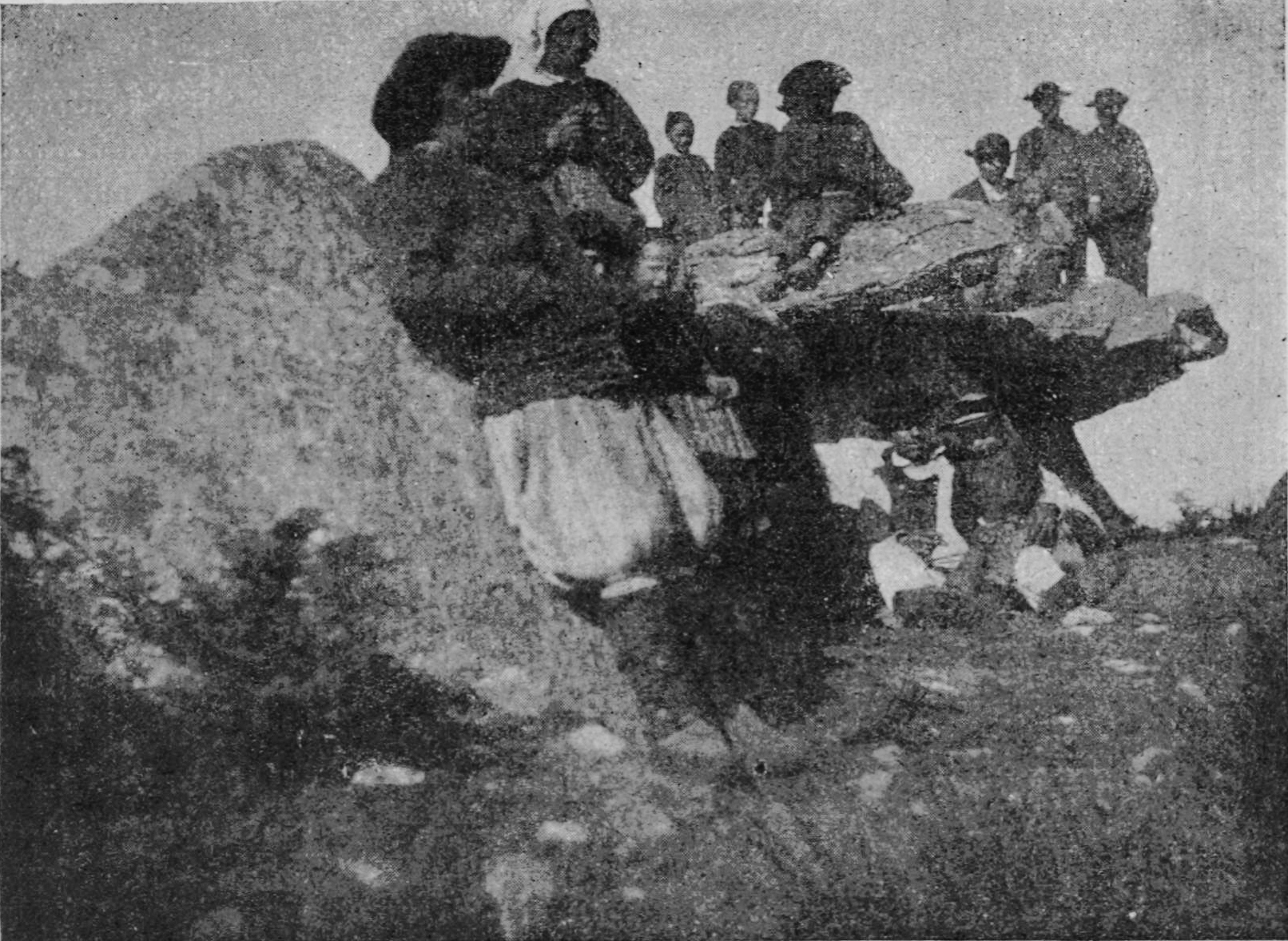
Habitants de Beuzec autour de l'allée couverte de Kerbalannec, vers 1900.

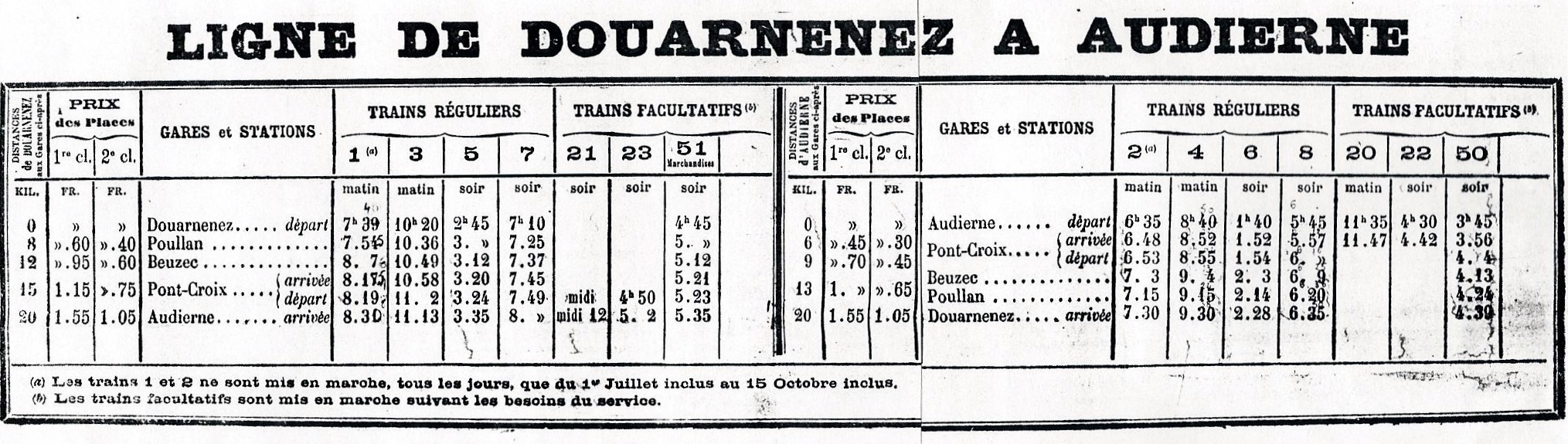
Les horaires de la ligne de chemin de fer Douarnenez-Audierne en 1896.

La ligne de chemin de fer de Douarnenez à Audierne, appartenant aux Chemins de fer départementaux du Finistère, déclarée d'utilité publique le 14 février 1891, mise en service le 29 janvier 1894, surnommée Ar Youter (youd en breton signifiant « bouillie », cette appellation se veut ironique : la « ligne des mangeurs de bouillie ») est ainsi décrite par Yvon Normant : « Ce petit chemin de fer à voie étroite rejoint Pont-Croix, puis se dirige vers Audierne en longeant le cours sinueux de la ria du Goyen. Il transporte touristes et marchandises. Certains jours, lors des fortes affluences pour la foire de Pont-Croix, on installe des bancs dans les wagons de marchandises. Les voyageurs bénéficient gracieusement du parfum des congres et des sardines, avant de renifler celui des porcs et des vaches sur la place du marché. (…) Un chargement trop lourd faisait patiner les roues de la petite locomotive dans les montées. Le conducteur demandait alors aux voyageurs de descendre en bordure de voie et de reprendre le convoi plus loin ». La ligne, longue de 20 km, ferma en 1946. Cette ligne avait un arrêt à Beuzec.
Entre septembre 1891 et décembre 1896, une épidémie de diphtérie sévit dans le Cap Sizun dans les communes d'Audierne, Cléden-Cap-Sizun et Plogoff, provoquant 20 décès d'enfants en 1891-1892 et 2 (à Plogoff) en 1898.

### LeXXesiècle

#### La Belle Époque

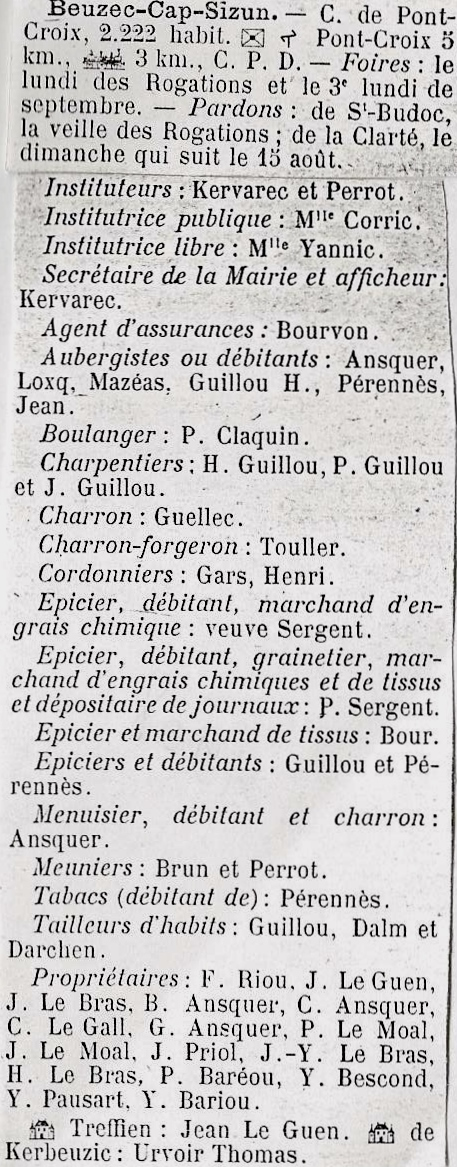
Liste des principaux habitants de Beuzec-Cap-Sizun en 1908.

#### La Première Guerre mondiale
Le monument aux morts de Beuzec-Cap-Sizun porte les noms de 89 soldats et marins morts pour la France pendant la Première Guerre mondiale ; parmi eux un marin, Joseph Goraguer, mort en Mer Rouge le 10 septembre 1915 à bord du croiseur cuirassé Montcalm ; deux (Grégoire Perrot et François Sergent) sont morts sur le front belge dès l'année 1914 ; Jean Lannou est mort des suites de ses blessures le 21 novembre 1915 en Serbie dans le cadre de l'expédition de Salonique ; Arsène Joncourt est mort en captivité en Allemagne le 30 mai 1918 ; les autres sont décédés sur le sol français dont Jean Ansquer, Jean Claquin, Corentin Kervarec, Louis Mat et Pierre Pensart, tous les cinq décorés de la Médaille militaire et de la Croix de guerre, François Bihan, Pierre Bras, Pierre Brusq, Pierre Goujon et Allain Pellay, tous les cinq décorés de la Croix de guerre, Hervé Marec, Jacques Pensart et Jean Priol, tous trois décorés de la Médaille militaire ; Pierre Moigne et Alain Pichavant ont été cités à l'ordre de leur régiment.

##### Le départ du Moïse vers l'Angleterre

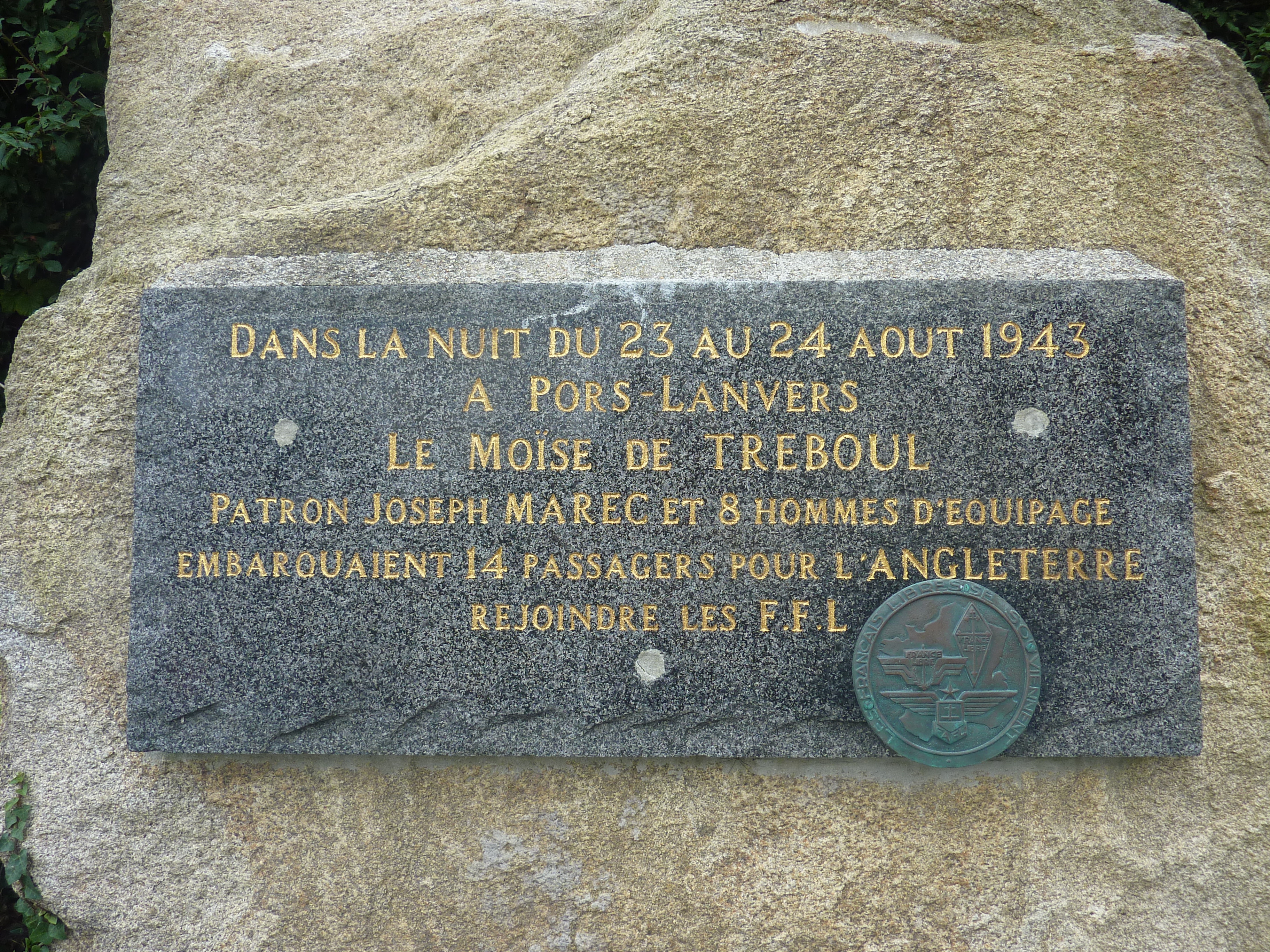
Plaque commémorative du départ du Moïse vers l'Angleterre depuis Pors-Lanvers dans la nuit du 23 au 24 août 1943.

#### La Seconde Guerre mondiale

##### Les combats de Pors Lesven

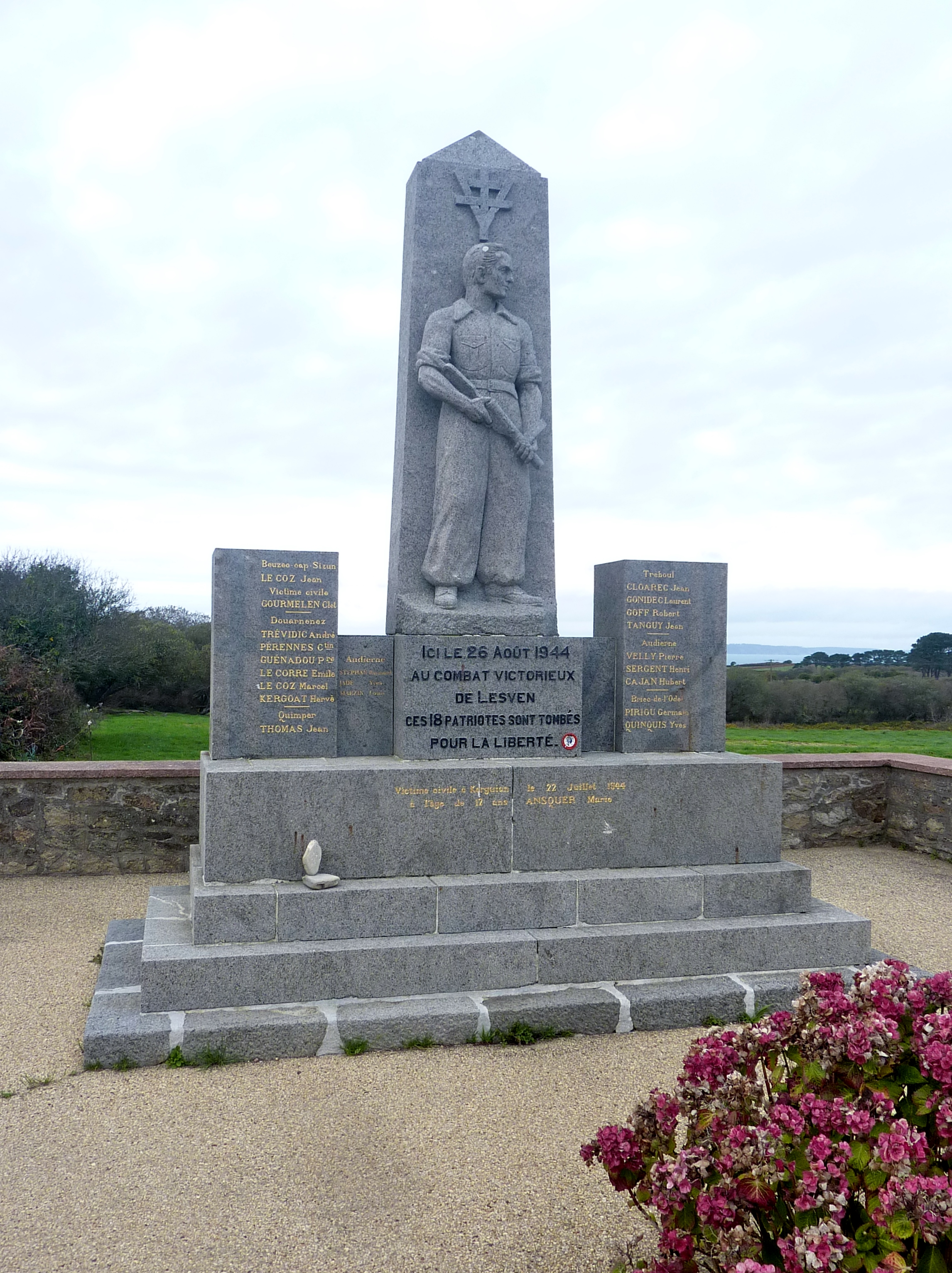
Stèle commémorative des combats de Lesven du 26 août 1944.

Le 25 août 1944, près de 600 soldats allemands, venant de Lézongar en Esquibien, tentent d'évacuer le Cap Sizun à partir de Pors Lesven pour se réfugier dans la Presqu'île de Crozon, encore tenue par les troupes sous les ordres du général Ramcke, et Brest. Ils ont réquisitionné une trentaine de charrettes conduites par des paysans, chargées d'armes, munitions et vivres.
Le 26 août 1944, dès 1 h 30 du matin, ils sont attaqués par des résistants de la 4e compagnie FFI venue de Tréboul et de la compagnie FTP Kléber de Douarnenez ainsi que par 6 hommes de la compagnie FFI Surcouf de Pont-Croix, Jean Bourdon, Alain Cotonéa, Jean Le Coz (qui sera tué), Pierre Lannou, Jos Le Dem et Hervé Savina. Ils sont rejoints à partir de 8 heures du matin par le reste de leur compagnie, puis vers 10 heures du matin, par ceux de Plouhinec - Audierne, commandés par le lieutenant Wolf, de Plogastel-Saint-Germain, sous les ordres de Léon Goraguer, de Quimper (la 7e compagnie FFI).
Les Allemands, qui occupent le village de Lesven (ils brûlent les maisons et dépendances des familles Hénaff et Ansquer), quittent ce village vers 11 heures du matin, se repliant vers Kervoal et Kervigoudou où les combats font rage en début d'après-midi, les résistants étant renforcés par des compagnies FFI venues de Douarnenez (compagnie Dampierre) et Briec. Les derniers combats cessent vers 17 h 30, les troupes allemandes se rendant après le suicide de leur chef, le lieutenant Wilhelm Kieppe ; 228 soldats allemands sont faits prisonniers (25 sont blessés) et conduits au collège Saint-Vincent de Pont-croix, puis livrés aux troupes américaines. Un important matériel, dont 4 canons de 20, est capturé.
Les combats ont fait trente tués dans les rangs allemands. Onze résistants et civils français ont été tués, soit lors des combats (Jean Cloarec, 21 ans ; Robert Le Goff, 20 ans ; Laurent Gonidec, 34 ans ; Jean Tanguy, 20 ans ; Jean Le Coz, 29 ans ; Jean Thomas, 21 ans ; Yves Quinquis ; Germain Piriou, 42 ans ; Hubert Cajean, 18 ans ; Henri Sergent, 34 ans (fait prisonnier la veille à Esquibien et assassiné par les Allemands près de la plage de Lesven) ; Clet Gourmelen, 67 ans (assassiné par les Allemands dans sa ferme de Lesven).
Sur le chemin du retour, un camion des FFI de Douarnenez est mitraillé par un avion américain, ce qui provoque plusieurs victimes. Les résistants s'étaient coiffés de casques allemands. Une stèle commémorative située le long de la route départementale 7 à Poullan-sur-Mer honore leur mémoire.

##### Les morts de la Seconde Guerre mondiale originaires de Beuzec-Cap-Sizun
Le monument aux morts de Beuzec-Cap-Sizun porte les noms de 12 personnes mortes pour la France pendant la Seconde Guerre mondiale, dont les victimes civiles du combat de Lesven le 22 juillet 1944. Parmi les autres morts, Pierre Moullec est mort le 23 mars 1940 lors du naufrage du torpilleur La Railleuse en raison de l'explosion d'une torpille à Casablanca (Maroc), Guillaume Le Beul est disparu en mer lors du naufrage du contre-torpilleur Bison le 3 mai 1940 en mer de Norvège. Jean-Louis Claquin est en fait mort peu après la fin de la guerre en Europe, le 29 juillet 1945 à Hoa Binh (Viet-Nam).
Précédemment, le 22 juillet 1944, Marie Ansquer, 12 ans, de Kerguian, qui gardait les vaches, avait été abattue sans raisons par un soldat allemand et mourut des suites de ses blessures.

### L'après-Seconde Guerre mondiale
François Cotonea, garde à la 2e Légion de Marche de Garde républicaine, a été tué à l'ennemi dans une embuscade le 24 avril 1947 à Puoc Than (Cochinchine) pendant la guerre d'Indochine, avec 45 militaires de l'Armée de Terre et 5 autres gardes républicains.

## PanneauPocket
En juin 2024, la commune de Beuzec-Cap-Sizun s'est équipée de l'application PanneauPocket pour informer et alerter sa population.

## Économie
Le gîte communal accueille les groupes, les scolaires et les randonneurs toute l'année.

## Population et société

### Démographie
L'évolution du nombre d'habitants est connue à travers les recensements de la population effectués dans la commune depuis 1793. Pour les communes de moins de 10 000 habitants, une enquête de recensement portant sur toute la population est réalisée tous les cinq ans, les populations de référence des années intermédiaires étant quant à elles estimées par interpolation ou extrapolation. Pour la commune, le premier recensement exhaustif entrant dans le cadre du nouveau dispositif a été réalisé en 2006.
En 2022, la commune comptait 1 018 habitants, en évolution de +1,5 % par rapport à 2016 (Finistère : +2,16 %, France hors Mayotte : +2,11 %).
| 1793  | 1800  | 1806  | 1821  | 1831  | 1836  | 1841  | 1846  | 1851  |
| ----- | ----- | ----- | ----- | ----- | ----- | ----- | ----- | ----- |
| 1 900 | 1 510 | 1 338 | 1 758 | 1 875 | 1 900 | 1 909 | 1 430 | 2 079 |

| 1856  | 1861  | 1866  | 1872  | 1876  | 1881  | 1886  | 1891  | 1896  |
| ----- | ----- | ----- | ----- | ----- | ----- | ----- | ----- | ----- |
| 2 068 | 2 101 | 2 219 | 2 112 | 2 165 | 2 181 | 2 178 | 2 247 | 2 289 |

| 1901  | 1906  | 1911  | 1921  | 1926  | 1931  | 1936  | 1946  | 1954  |
| ----- | ----- | ----- | ----- | ----- | ----- | ----- | ----- | ----- |
| 2 254 | 2 222 | 2 219 | 2 191 | 1 939 | 1 923 | 1 865 | 1 795 | 1 638 |

| 1962  | 1968  | 1975  | 1982  | 1990  | 1999  | 2006  | 2011  | 2016  |
| ----- | ----- | ----- | ----- | ----- | ----- | ----- | ----- | ----- |
| 1 539 | 1 420 | 1 318 | 1 307 | 1 181 | 1 037 | 1 074 | 1 054 | 1 003 |

| 2021  | 2022  | - | - | - | - | - | - | - |
| ----- | ----- | - | - | - | - | - | - | - |
| 1 012 | 1 018 | - | - | - | - | - | - | - |

### Manifestations culturelles et festivités

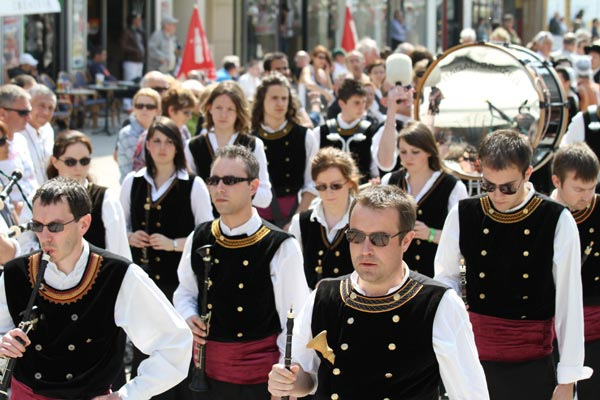
La ville héberge le Bagad Beuzeg ar C'hab qui évolue entre la première et la deuxième catégorie du championnat national des bagadoù.

Tous les ans le deuxième dimanche d'août, à la Pointe de Kastel-Koz, sont organisées des messes avec chants en breton, des aubades et autres noces bretonnes lors de la Fête des Bruyères.
Également tous les ans au mois d'août à Pors-Lanvers, est organisée la fête de la mer : promenades en mer avec la SNSM, fumages de poissons, fabrication de casiers, concerts de chants de marins, randonnées sur le GR 34 et souper du pêcheur, etc.

## Culture locale et patrimoine

### Lieux et monuments

#### Patrimoine naturel

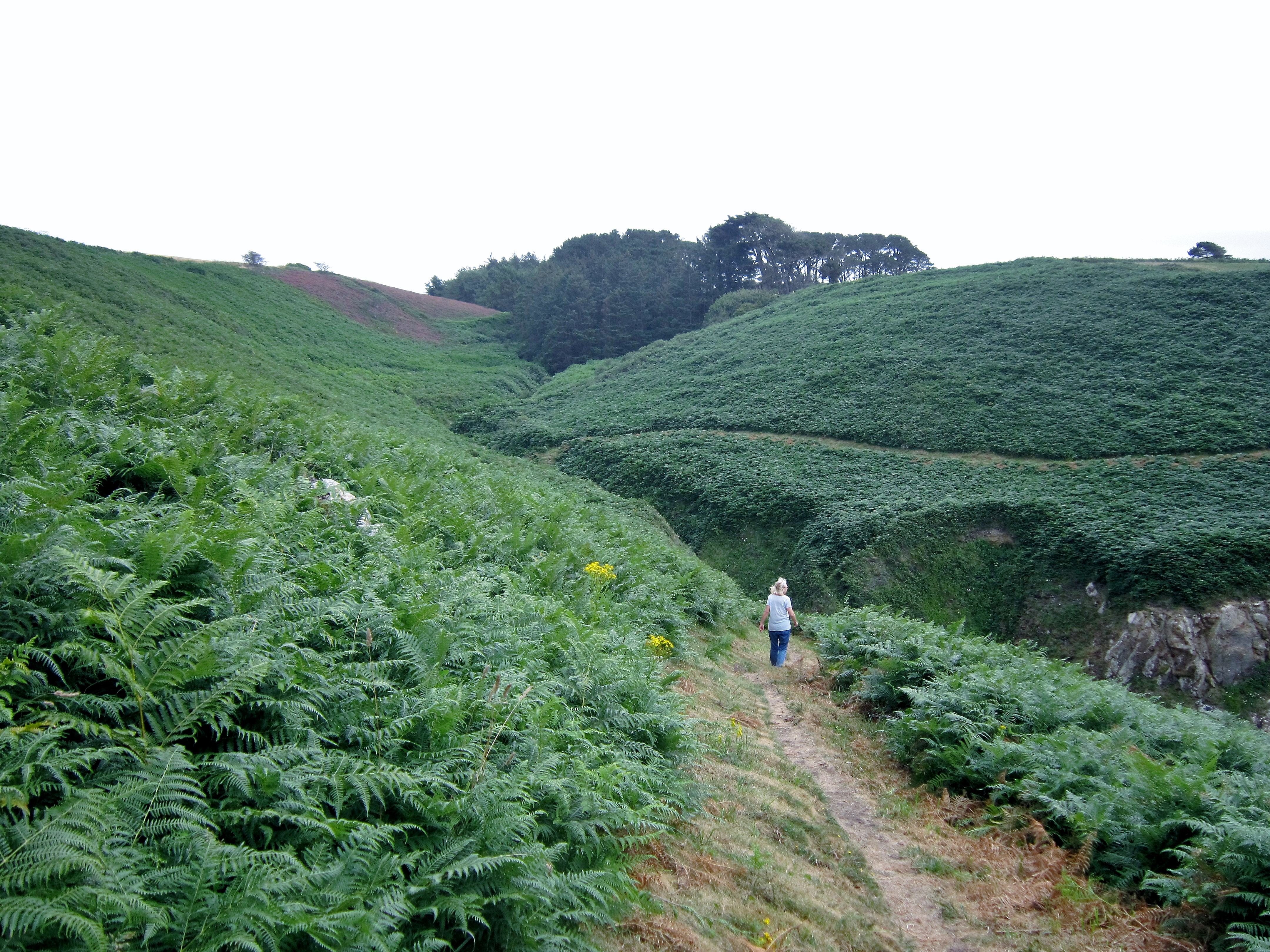
Beuzec-Cap-Sizun : le GR 34 entre la plage de Lesven et la Pointe de Lesven.

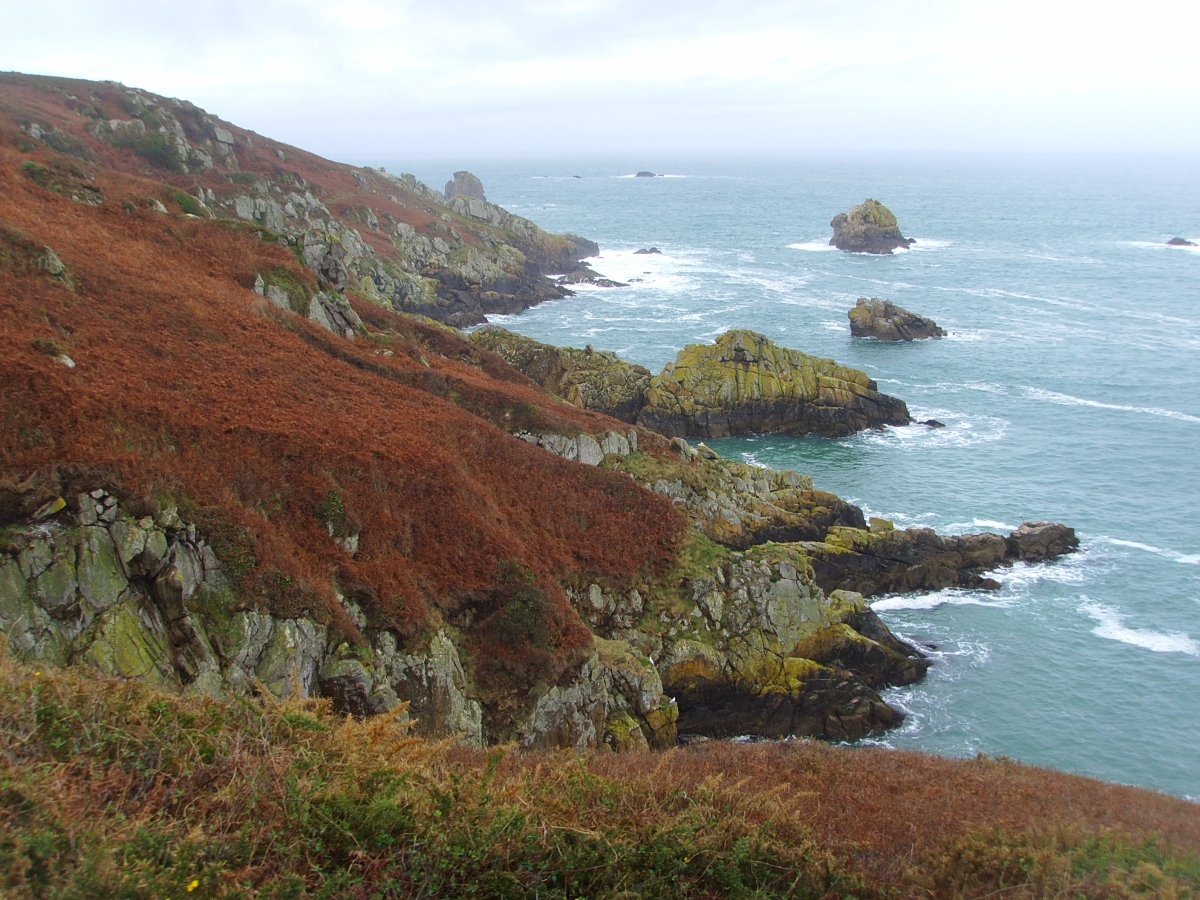
Le littoral de Beuzec-Cap-Sizun en hiver, dans le secteur de Toull ar Marc'h Du.

- Le sentier littoral (une partie du GR 34) allant de Douarnenez à la pointe du Van, est long d'une cinquantaine de kilomètres et il faut une douzaine d'heures à de bons marcheurs pour le parcourir. Très accidenté, l'addition des dénivelés dépassant 2 000 mètres, ce sentier permet de découvrir la pointe de Leydé (correspondant à une caisse filonienne d'un filon de dolérite[49]), de la Jument, du Millier, de Beuzec, de Luguénez, de Brézellec et du Van (avec sa chapelle Saint-They), les éperons barrés de Castel-Meur et de Kastel-Koz (Castel Coz), Pors Lanvers , Pors Péron et Pors Théolenn, la réserve naturelle de Goulien-Cap Sizun, le phare du Millier (qui accueille l'été des expositions), Ti Félix (maison achetée et restaurée par la commune de Goulien). Ce sentier côtier qui longe 16 kilomètres de côte et permet de découvrir un paysage de falaises et de criques qui a reçu le label Grand Site de France depuis 2013 (pointe du Raz en cap Sizun).
- La pointe du Millier, connue pour sa maison-phare et le moulin de Keriolet, mais aussi pour l'imposante pierre qui, selon la légende, serait la barque de saint Conogan.
- La plage de Pors Péron, fréquentée l'été par les touristes, mais surtout par les gens de la région.
- Le "Youtar" est désormais une voie verte, ouverte aux cyclistes et aux piétons, longue de 12 km, qui part d'Audierne et va jusqu'à Pors-Péron en longeant la rive droite du Goyen et en passant par Pont-Croix, qui a été inaugurée le 12 juin 2024 et qui reprend en partie le tracé de l'ancienne voie ferrée surnommée de ce nom[50].

#### Les sites préhistoriques
- La Pointe de Kastel Koz : la pointe a été occupée au Néolithique et à l'âge du bronze. À l'âge du fer, ce fut un éperon barré. Il a été réoccupé à l'époque gallo-romaine et médiévale[51]. Il a accueilli pas loin de 200 habitations datées de 450 av. J.-C.. On en distingue encore les trois fossés. Les fouilles réalisées en 1869 ont permis la découverte d'une pointe de flèche à ailerons, de pédoncules en silex, de tessons de poterie médiévale ou encore de balles de fronde,  Classé MH (1921)[52],[53].
- L'allée couverte de Kerbalannec à Kerbannalec Vraz, au lieu-dit de Ker Bannalec,  Classé MH (1924)[54].

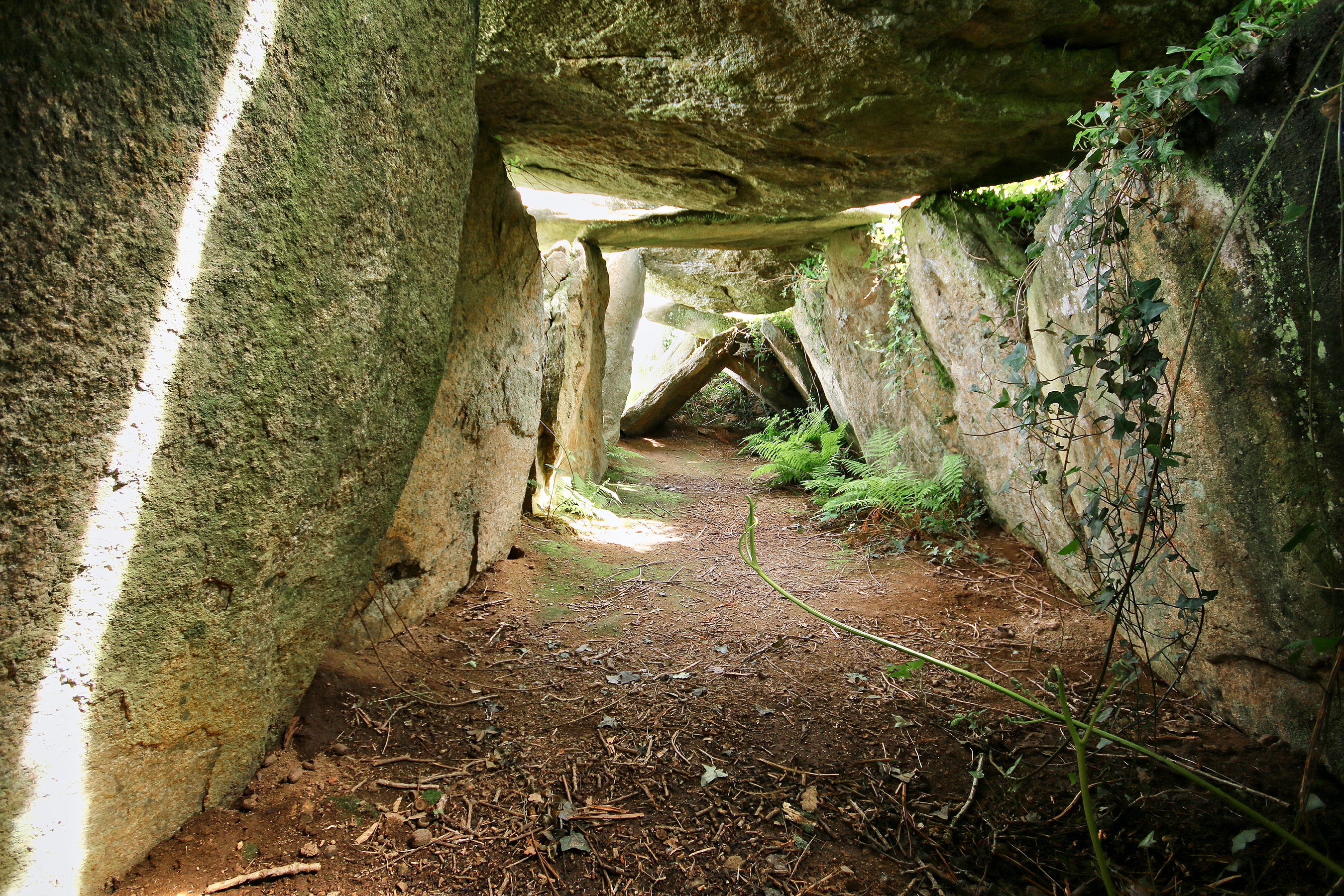
L'allée couverte de Kerbalannec, vue intérieure.

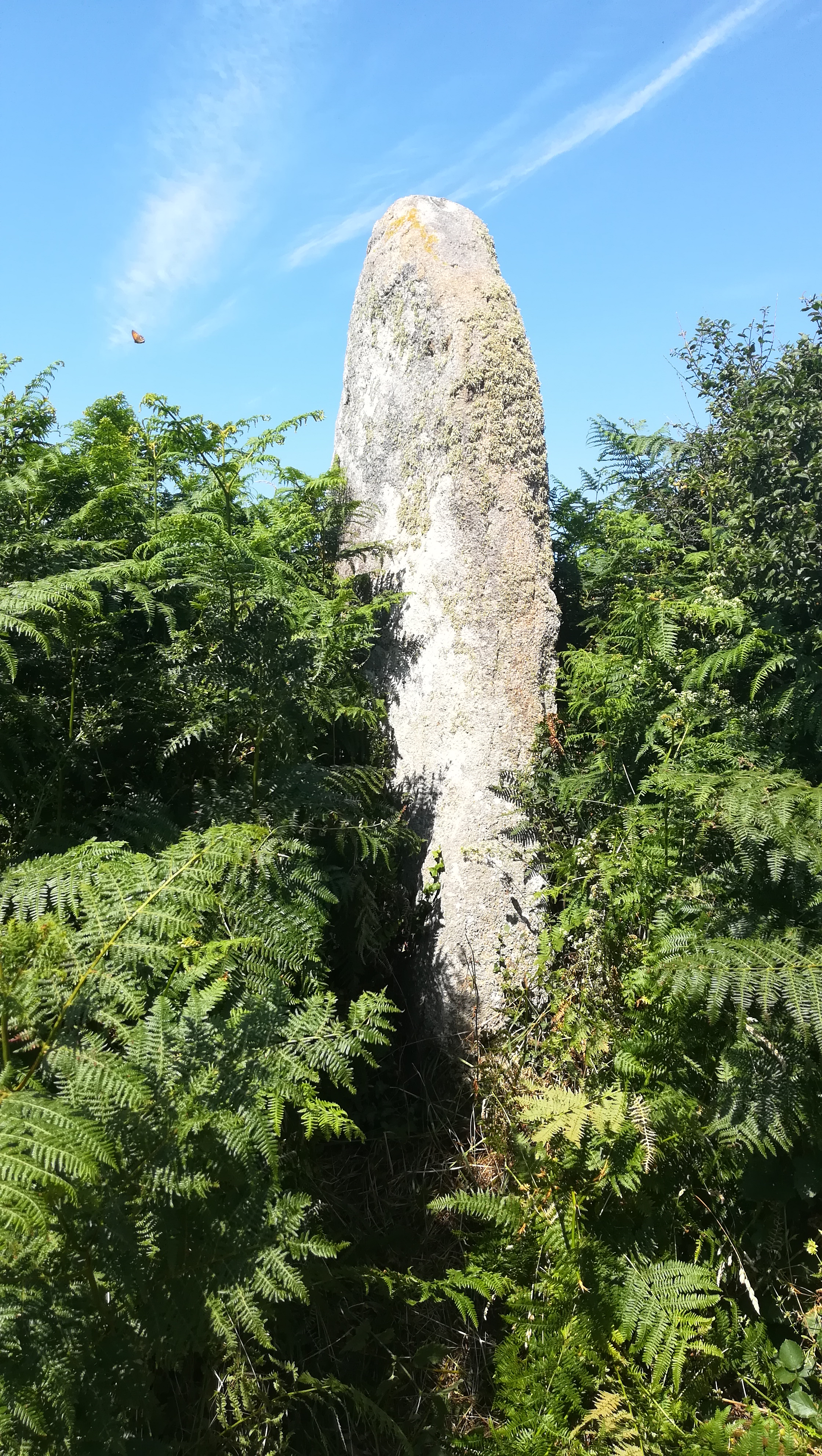
Le menhir de Luguenez vers la pointe de Luguenez,  Classé MH (1924)[55].   - Menhir de Luguenez en 2019.
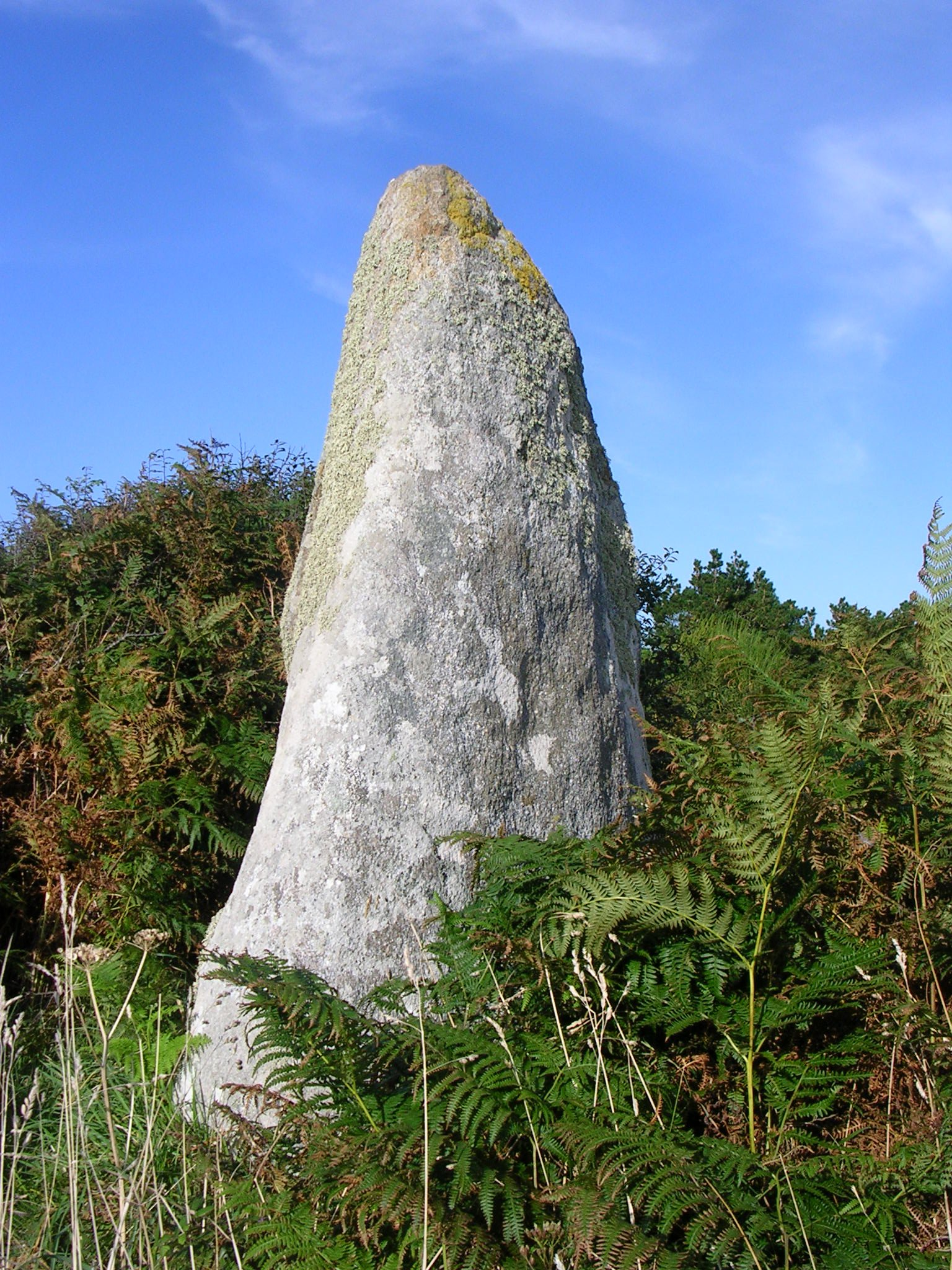
Face nord.
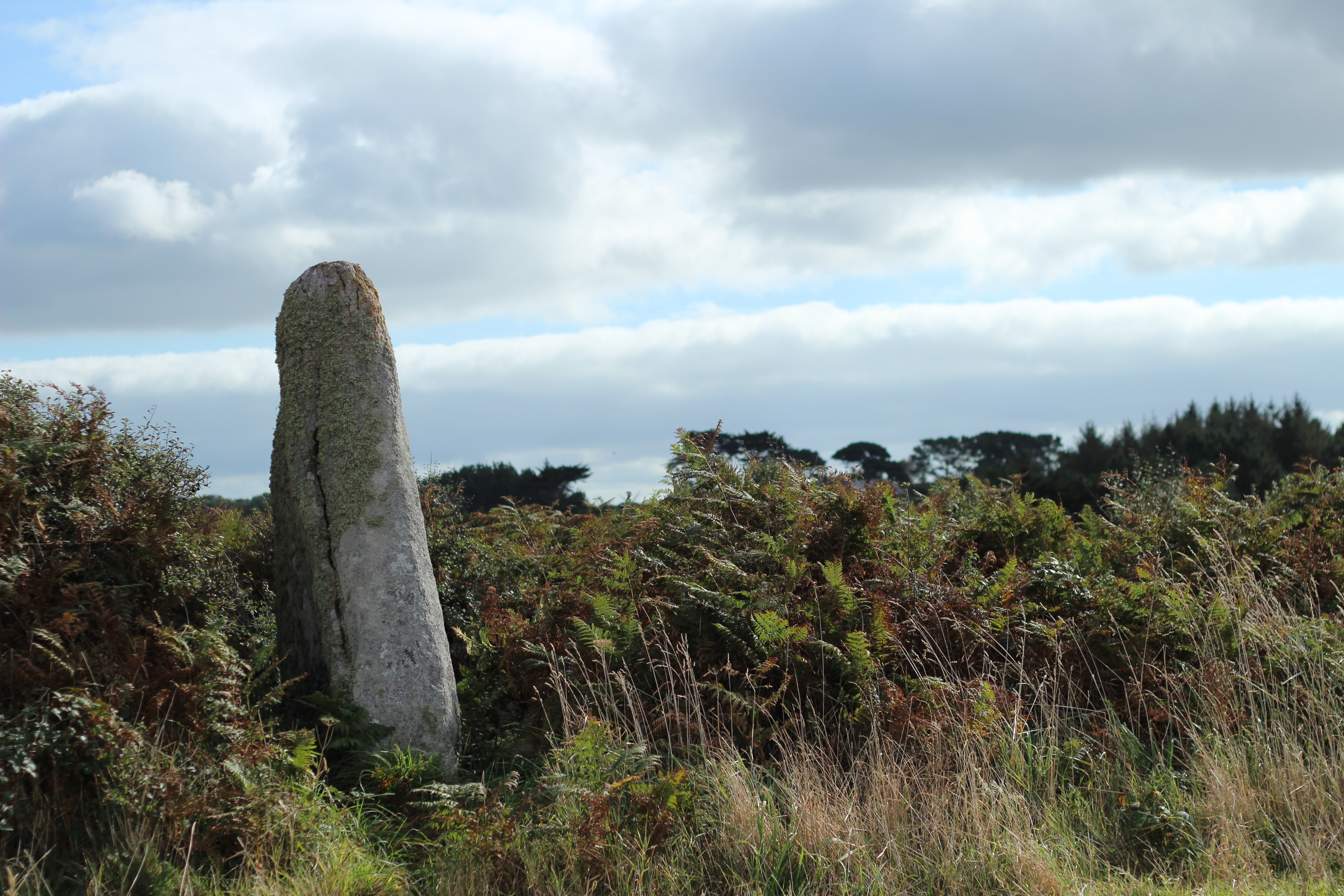
Menhir de Luguenez, vue d'ensemble.
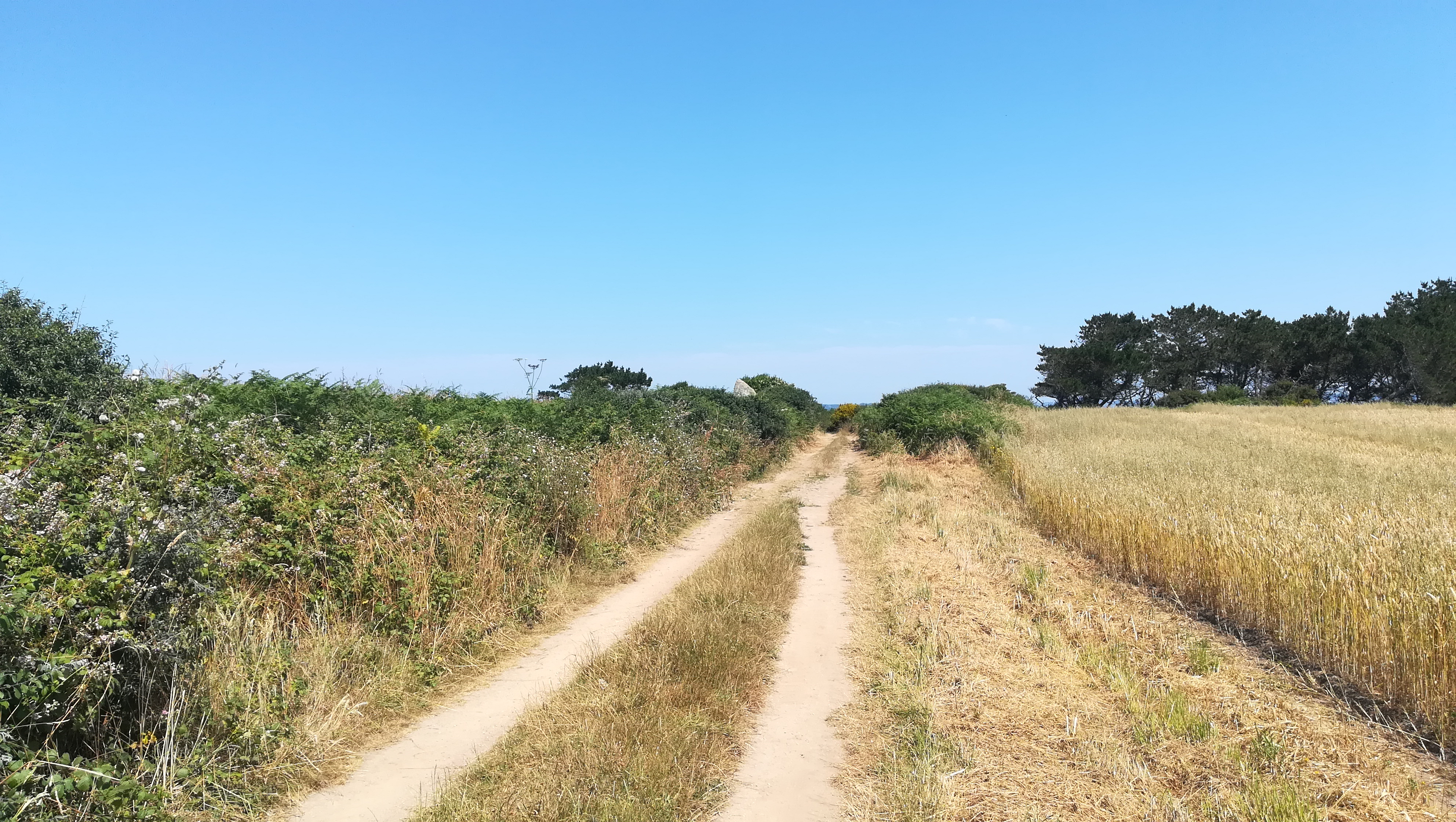
Vue éloignée, par le chemin venant de Luguenez et allant vers la côte. Il dépasse à peine des fougères.
  - Face nord.
  - Menhir de Luguenez, vue d'ensemble.
  - Vue éloignée, par le chemin venant de Luguenez et allant vers la côte. Il dépasse à peine des fougères.

#### Les sites et monuments religieux
- Le vaisseau de pierre ou bateau de pierre de saint Conogan proche du moulin de Kériolet sur la Pointe du Millier, il fait également l'objet d'une inscription à l'Inventaire du patrimoine culturel immatériel en France[56].

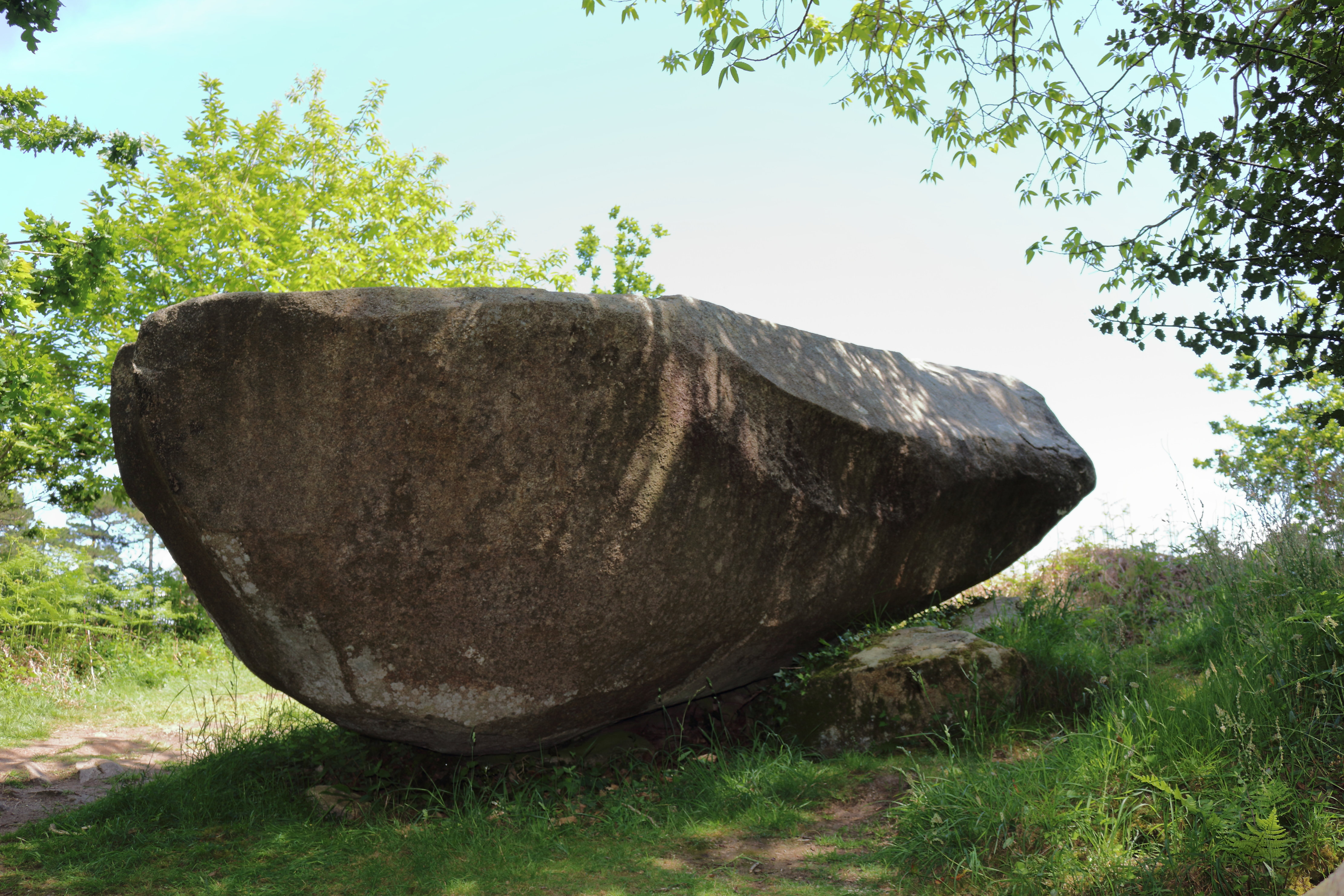
Le bateau de saint Conogan.
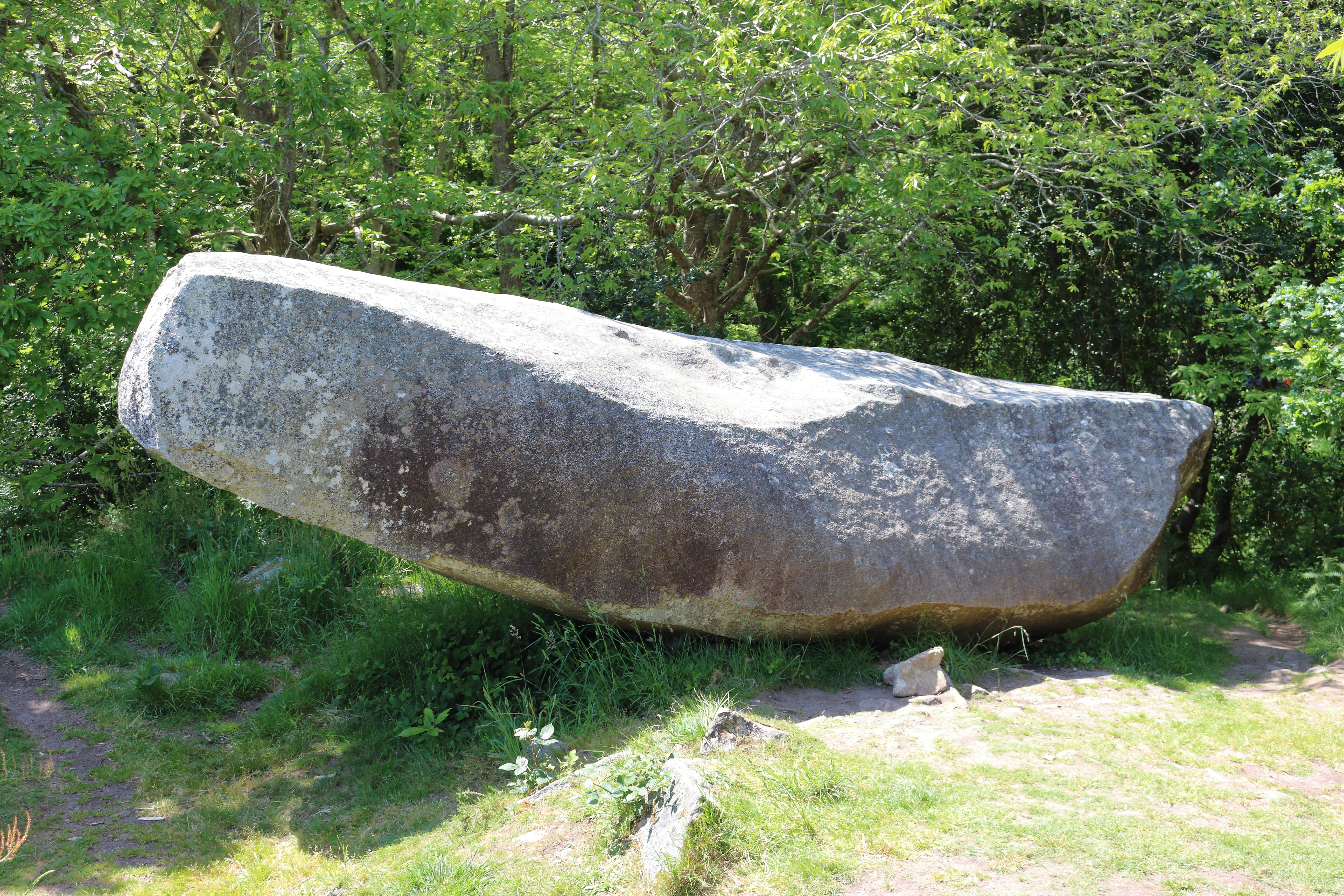
Le bateau de saint Conogan.

- L'église Notre-Dame-de-la-Clarté, dédiée aussi à saint Budoc, qui date pour partie du XVIe siècle, pour partie du XVIIe siècle (le porche sud date de 1648), pour partie du XIXe siècle et restaurée au XXe siècle après l'incendie du 13 décembre 1936. Des poissons ont été sculptés dans les voussures de deux arcades de l'église. Un ostensoir datant du XVIIe siècle, préempté lors d'une vente en 2019, a retrouvé place dans son église d'origine[57].

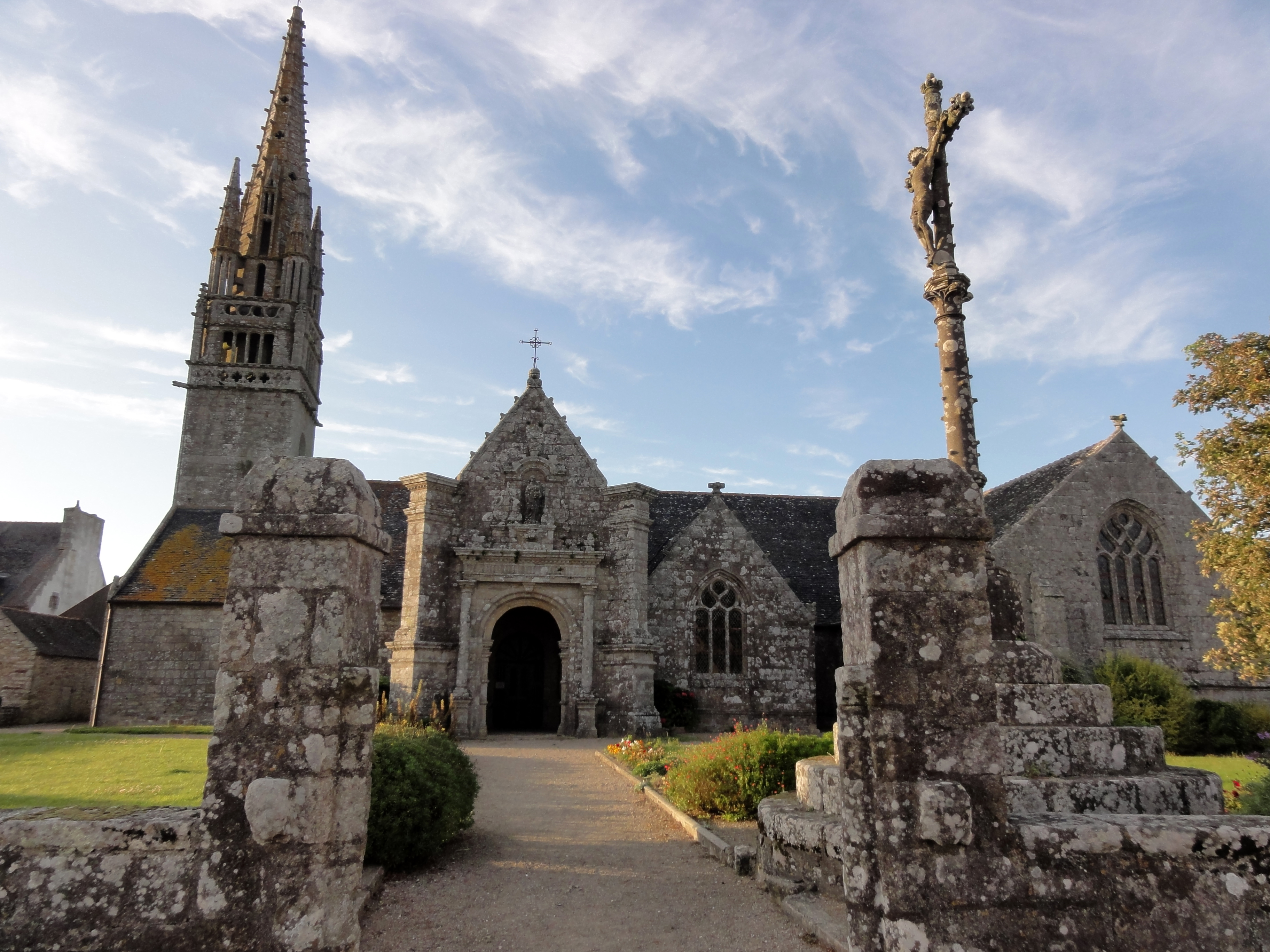
L'église Notre-Dame-de-la-Clarté et son calvaire à Beuzec-Cap-Sizun.
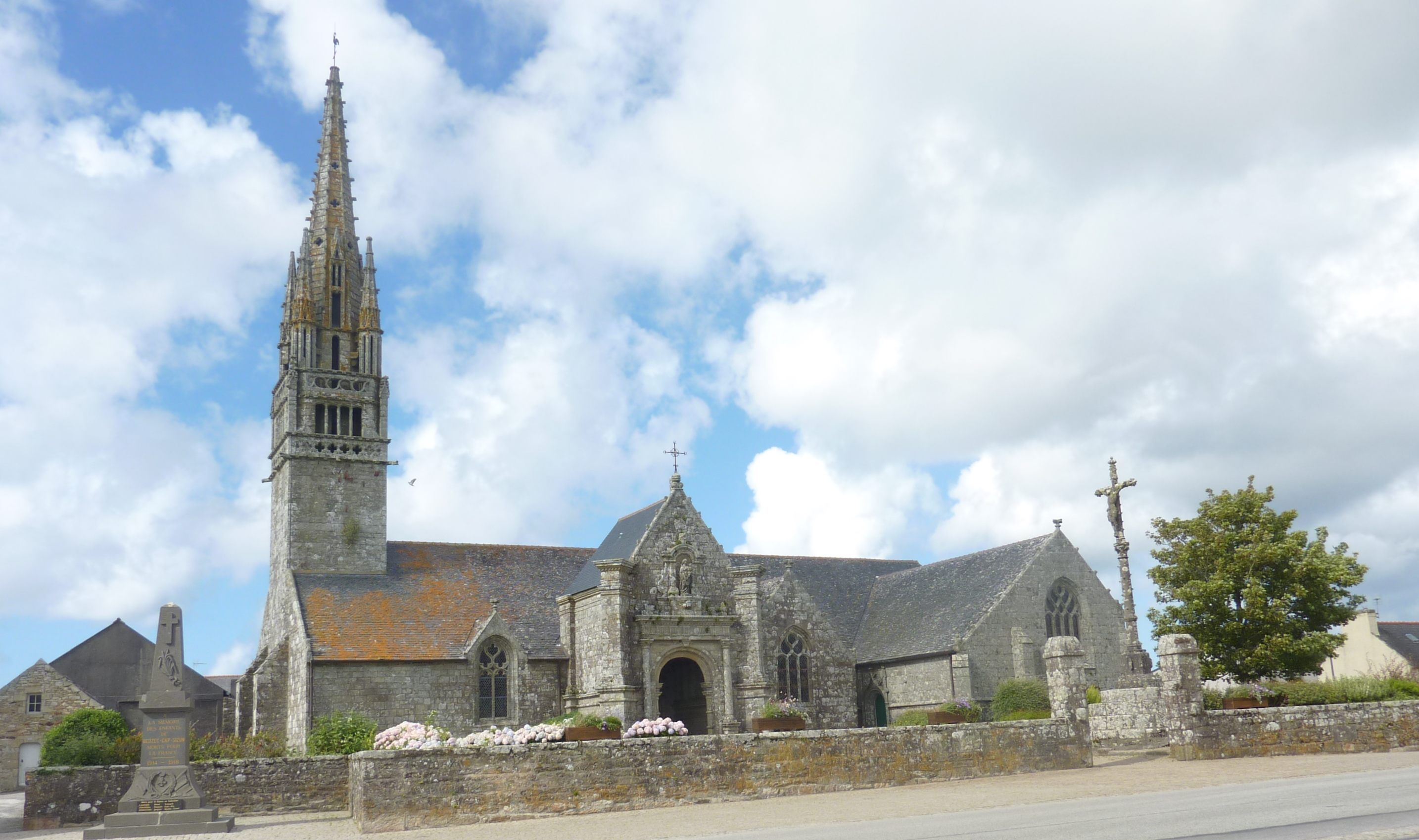
L'église Notre-Dame-de-la-Clarté, vue d'ensemble.
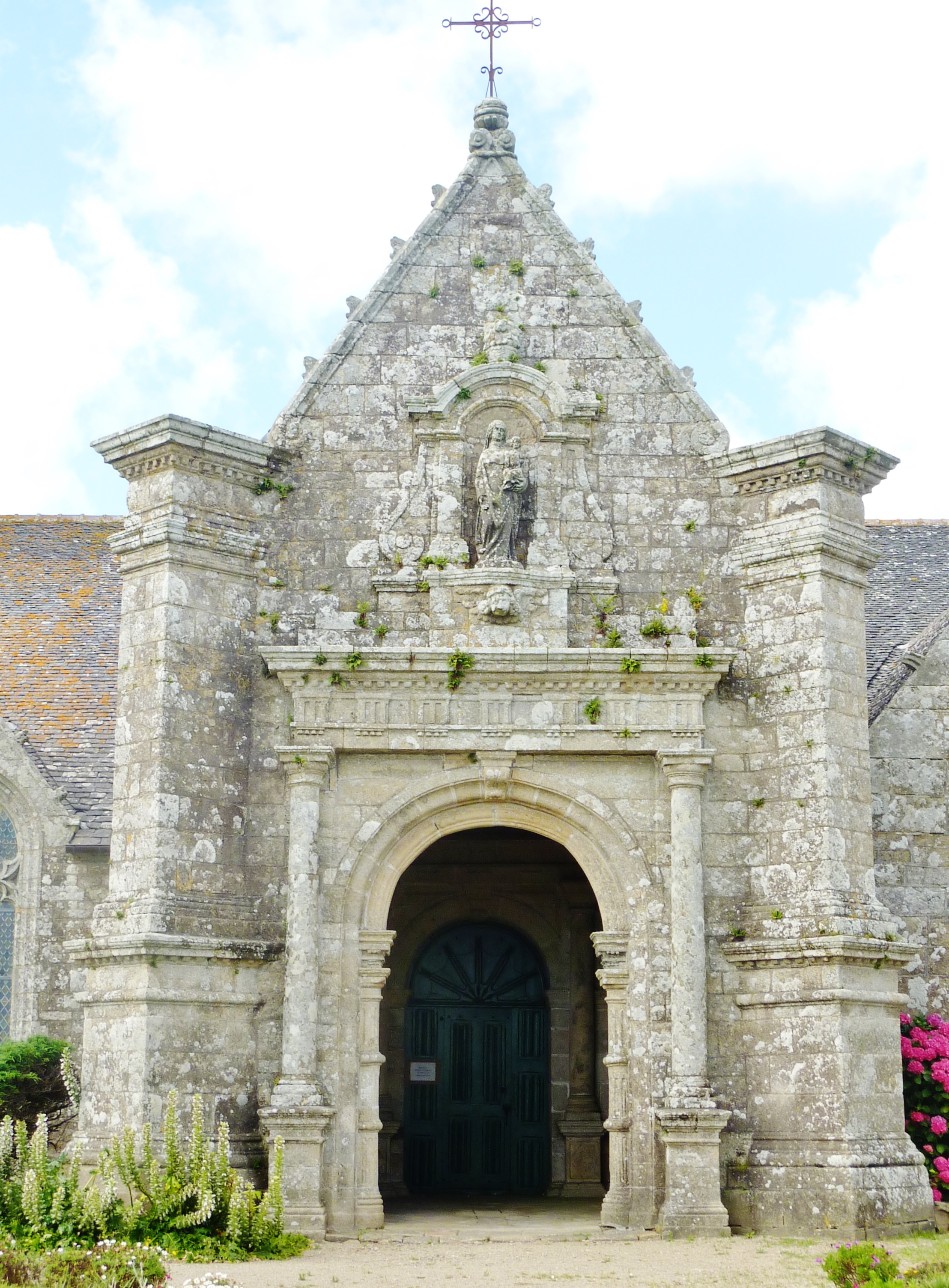
L'église Notre-Dame-de-la-Clarté, le porche sud.
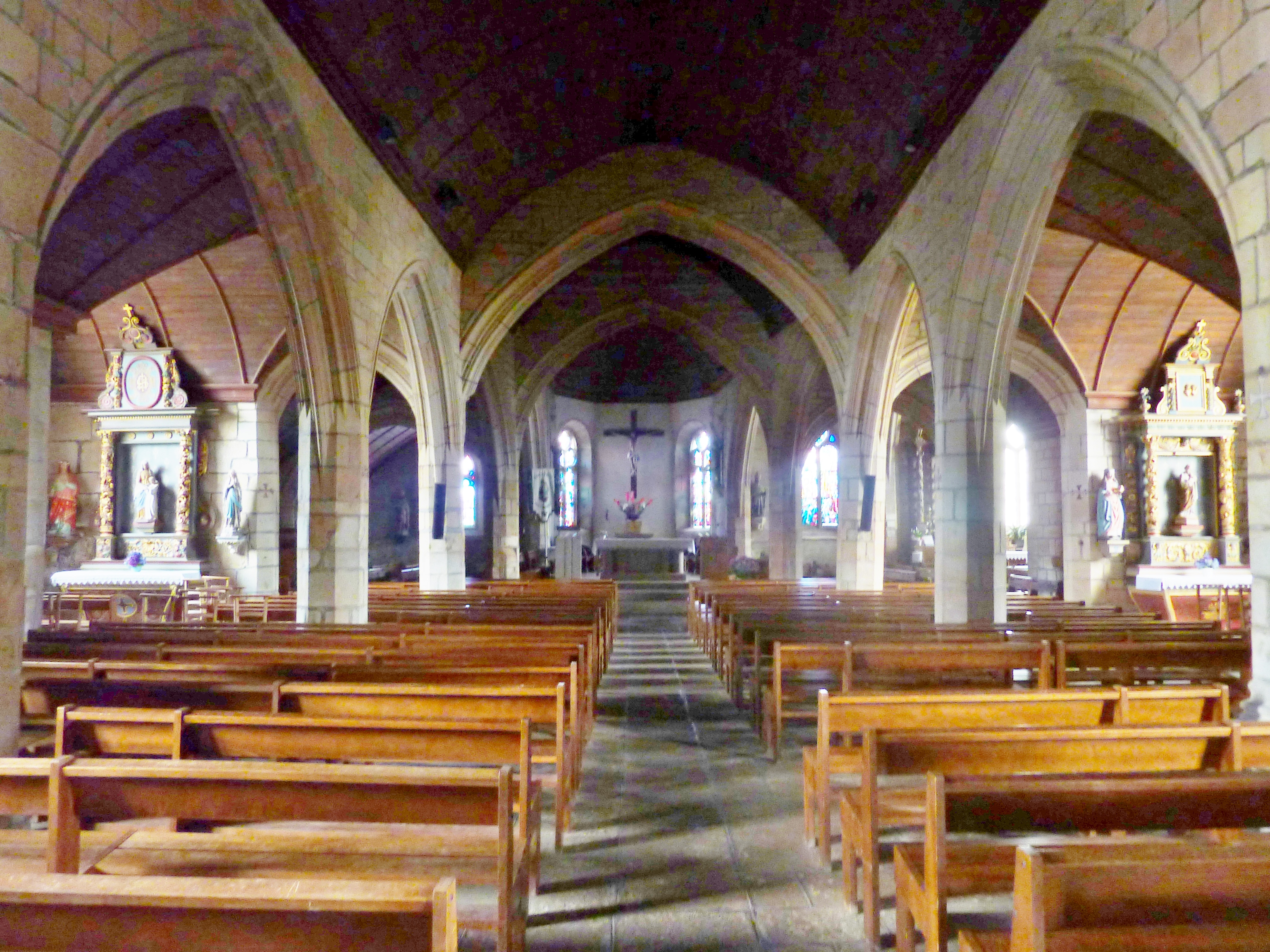
L'église Notre-Dame-de-la-Clarté, vue intérieure.
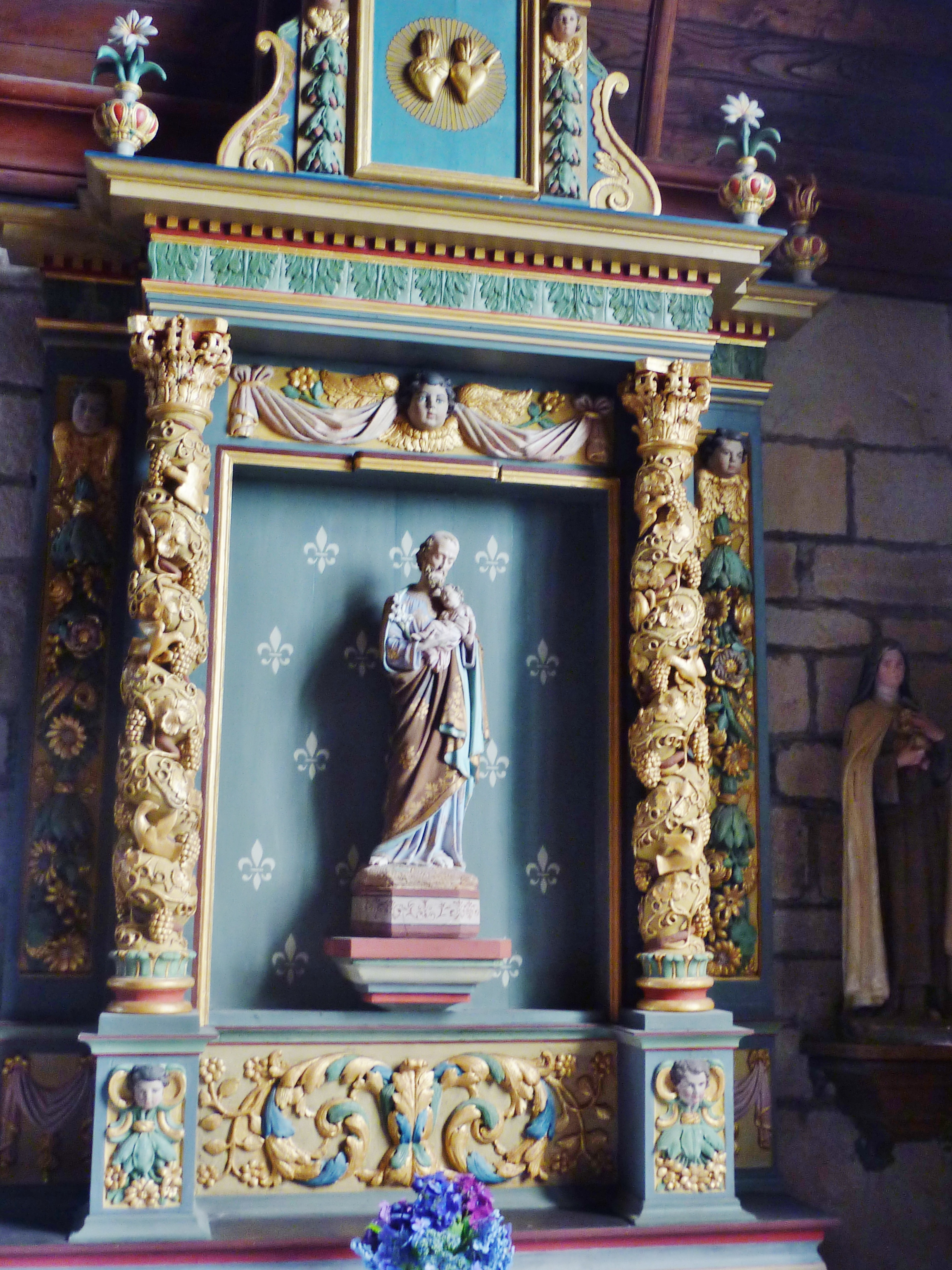
L'église Notre-Dame-de-la-Clarté, retable sud.
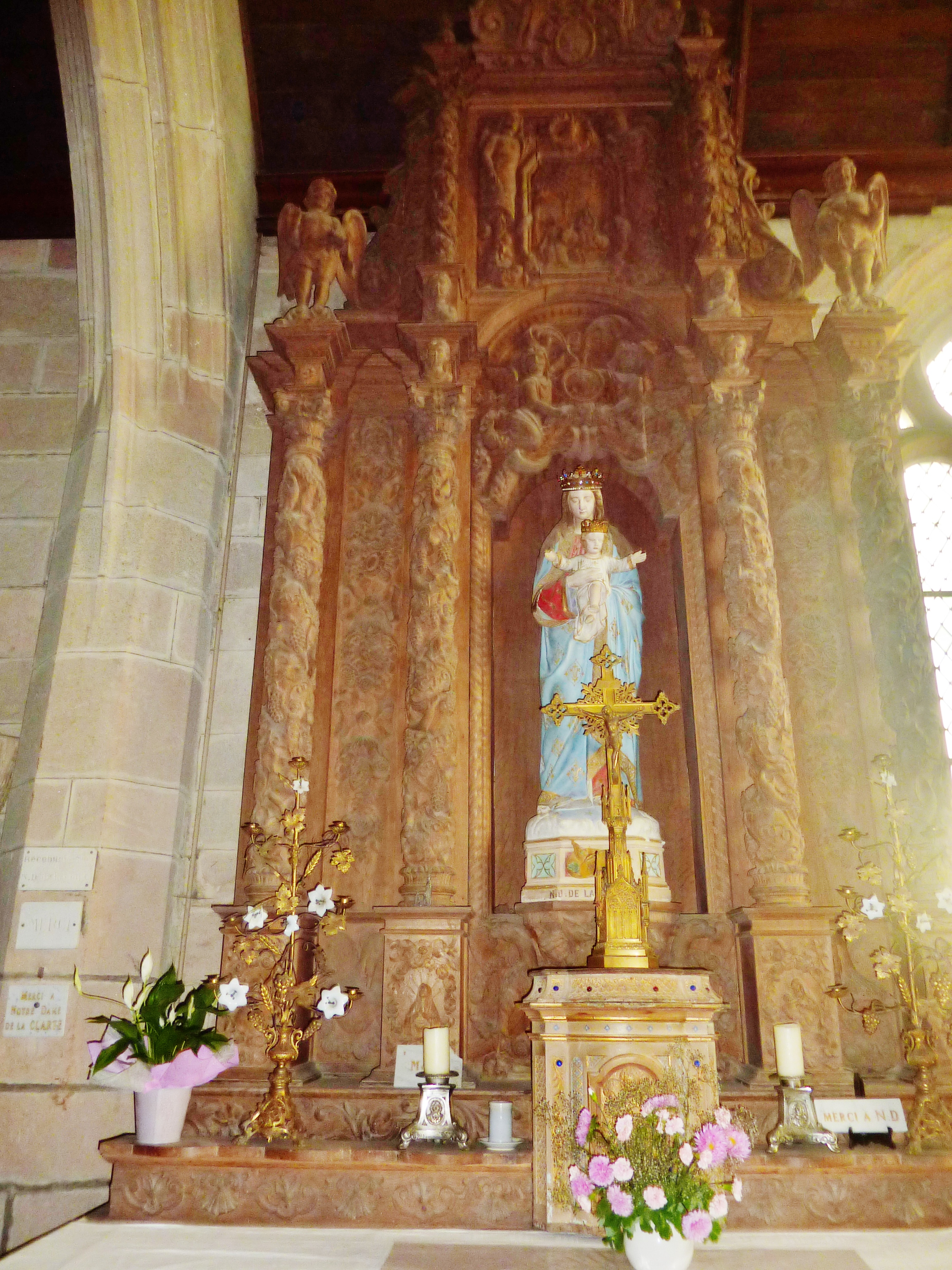
L'église Notre-Dame-de-la-Clarté, retable de Notre-Dame-de-la-Clarté.
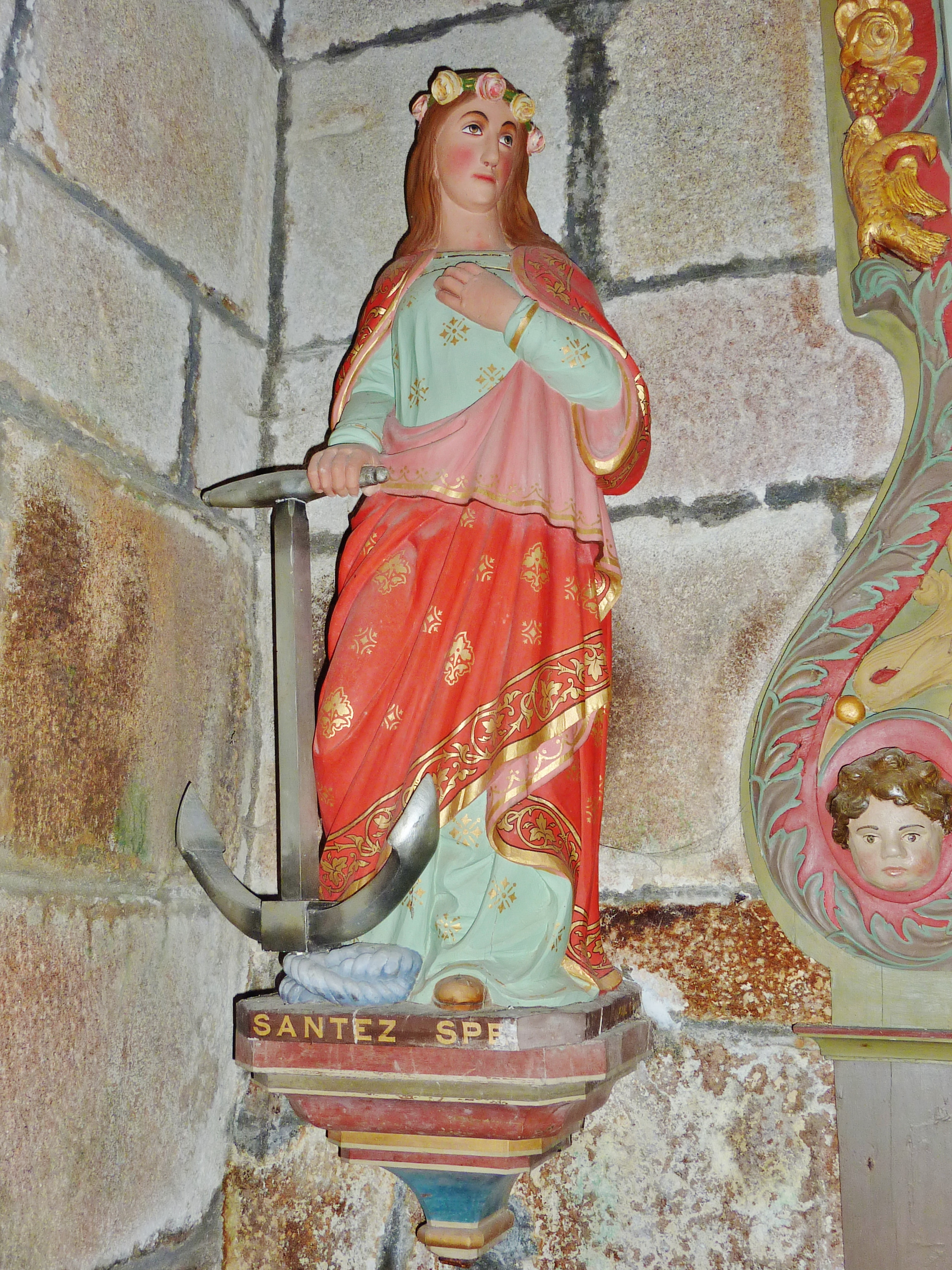
L'église Notre-Dame-de-la-Clarté, statue de Santez Spe (sainte Espérance en breton).
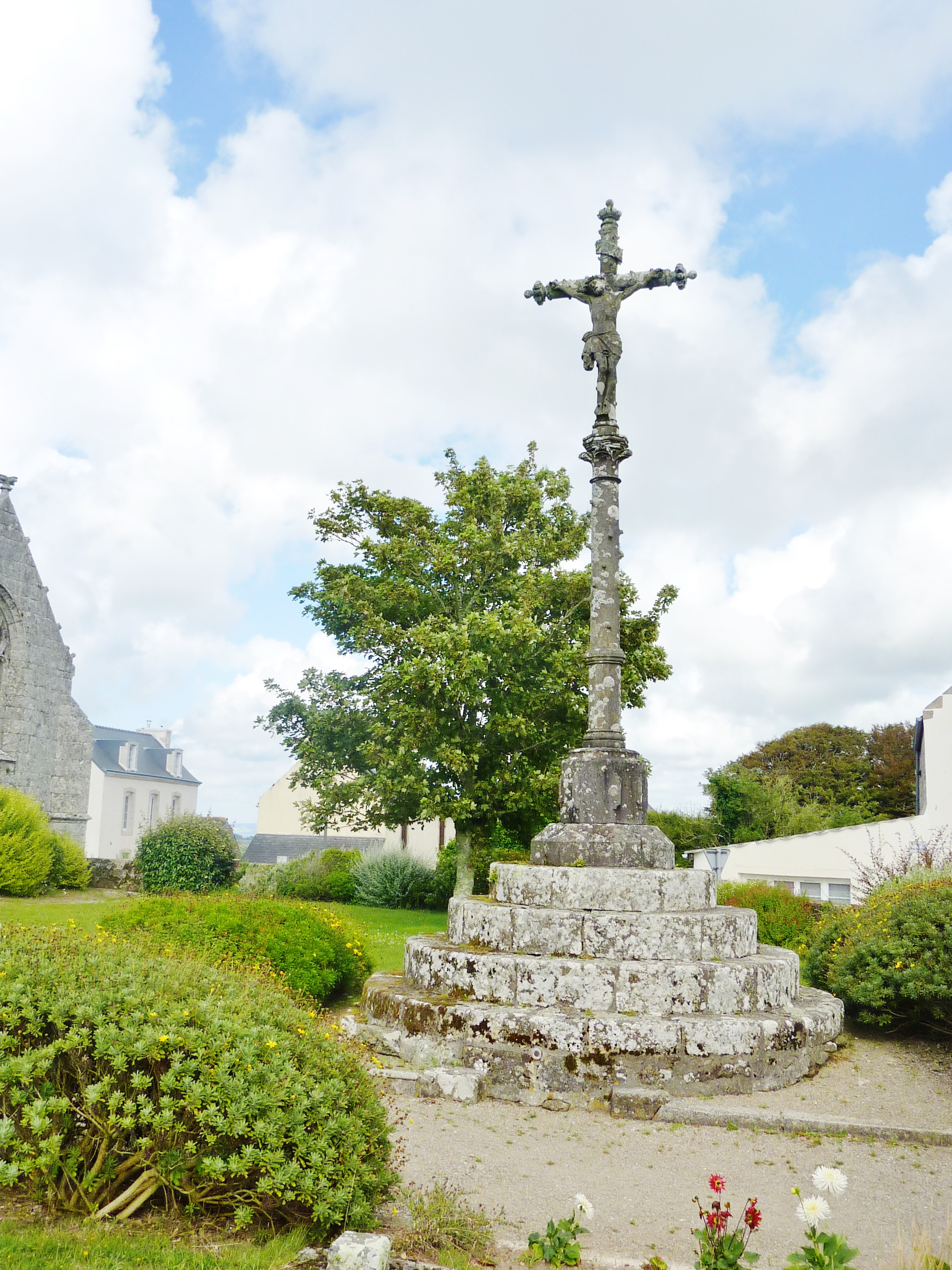
Le calvaire situé dans l'enclos paroissial de l'église Notre-Dame-de-la-Clarté.

- La chapelle Saint-Conogan, consacrée à saint Conogan.

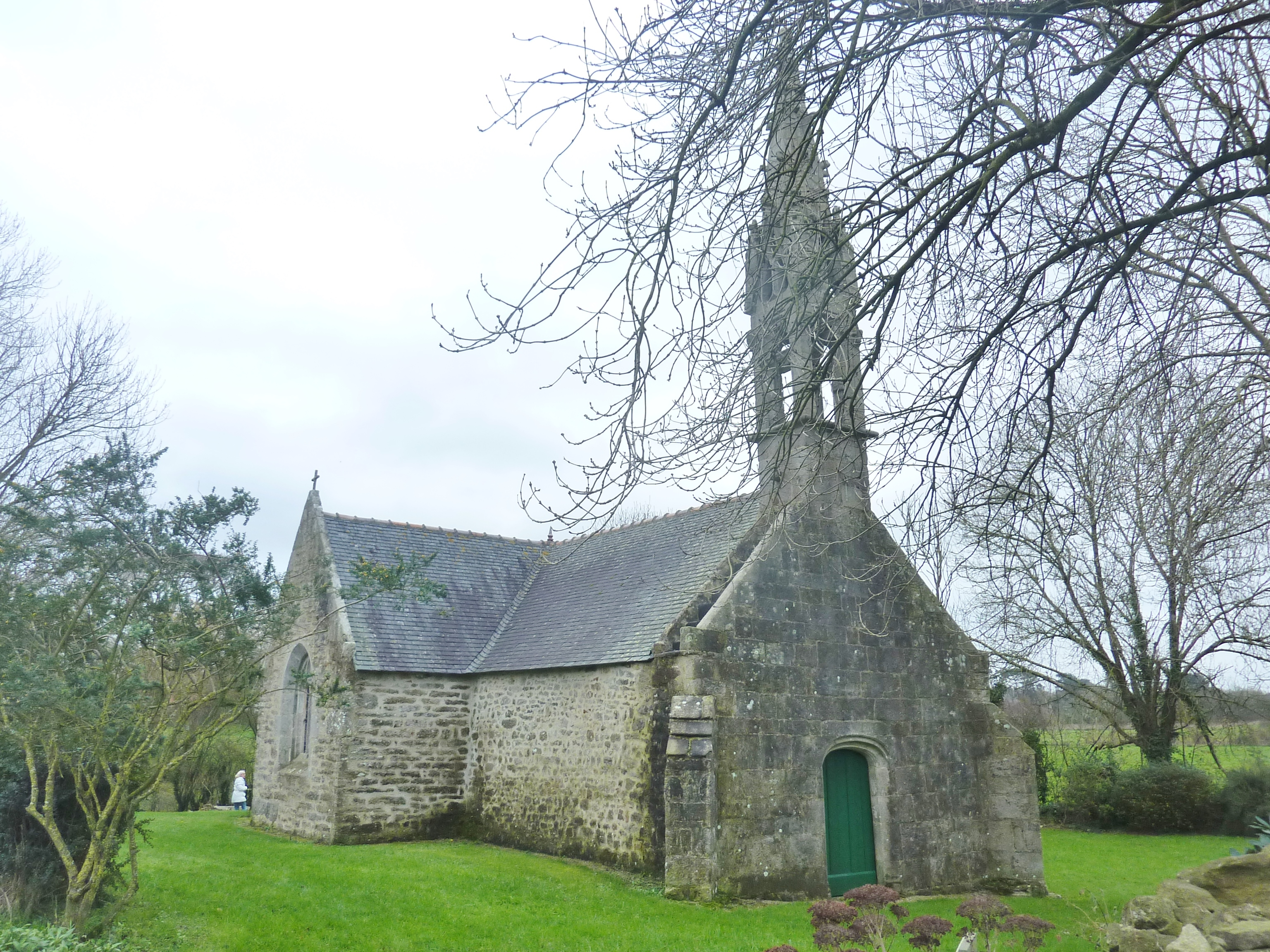
Chapelle Saint-Conogan : vue extérieure d'ensemble.
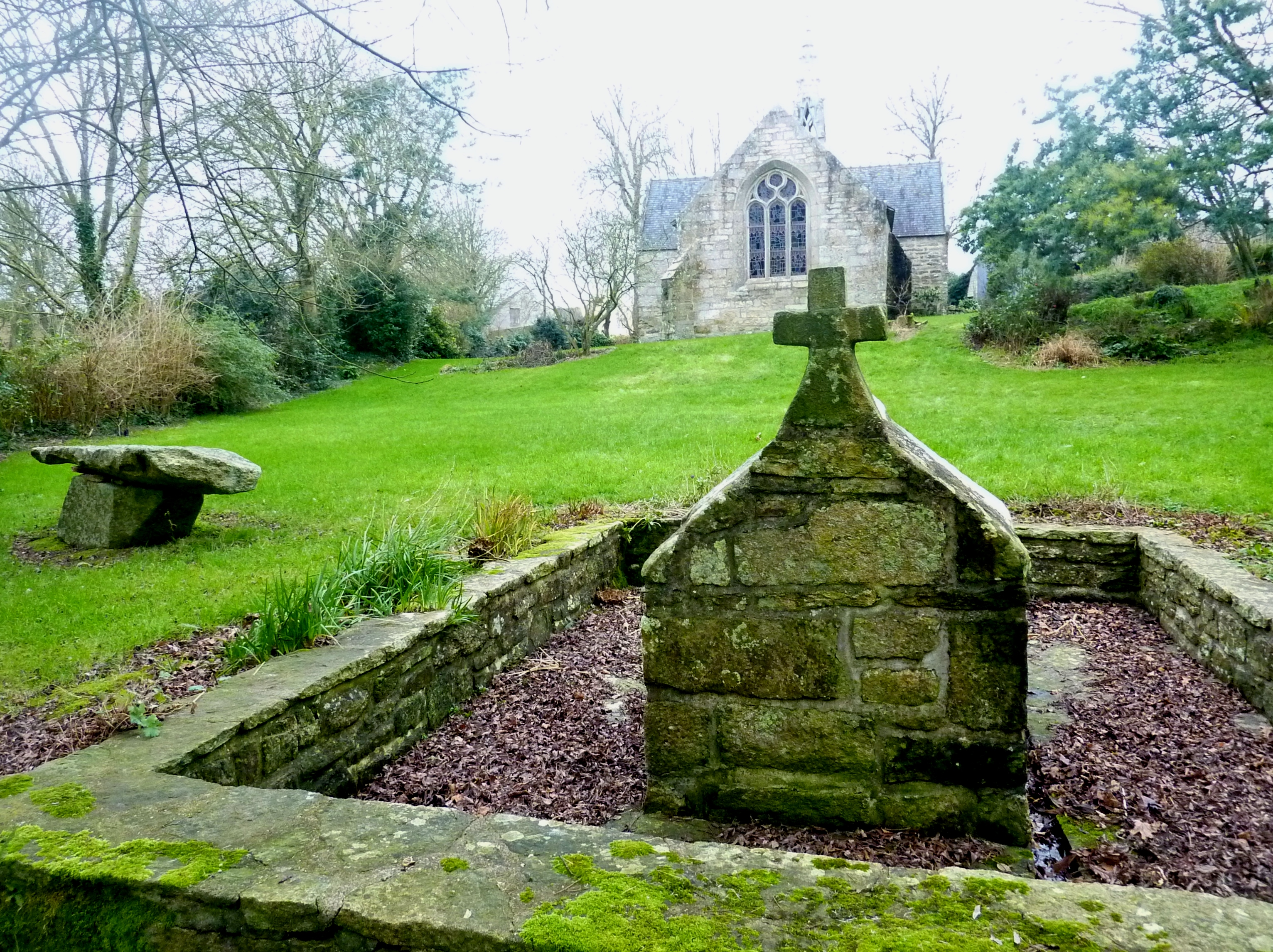
La fontaine et la chapelle Saint-Conogan.
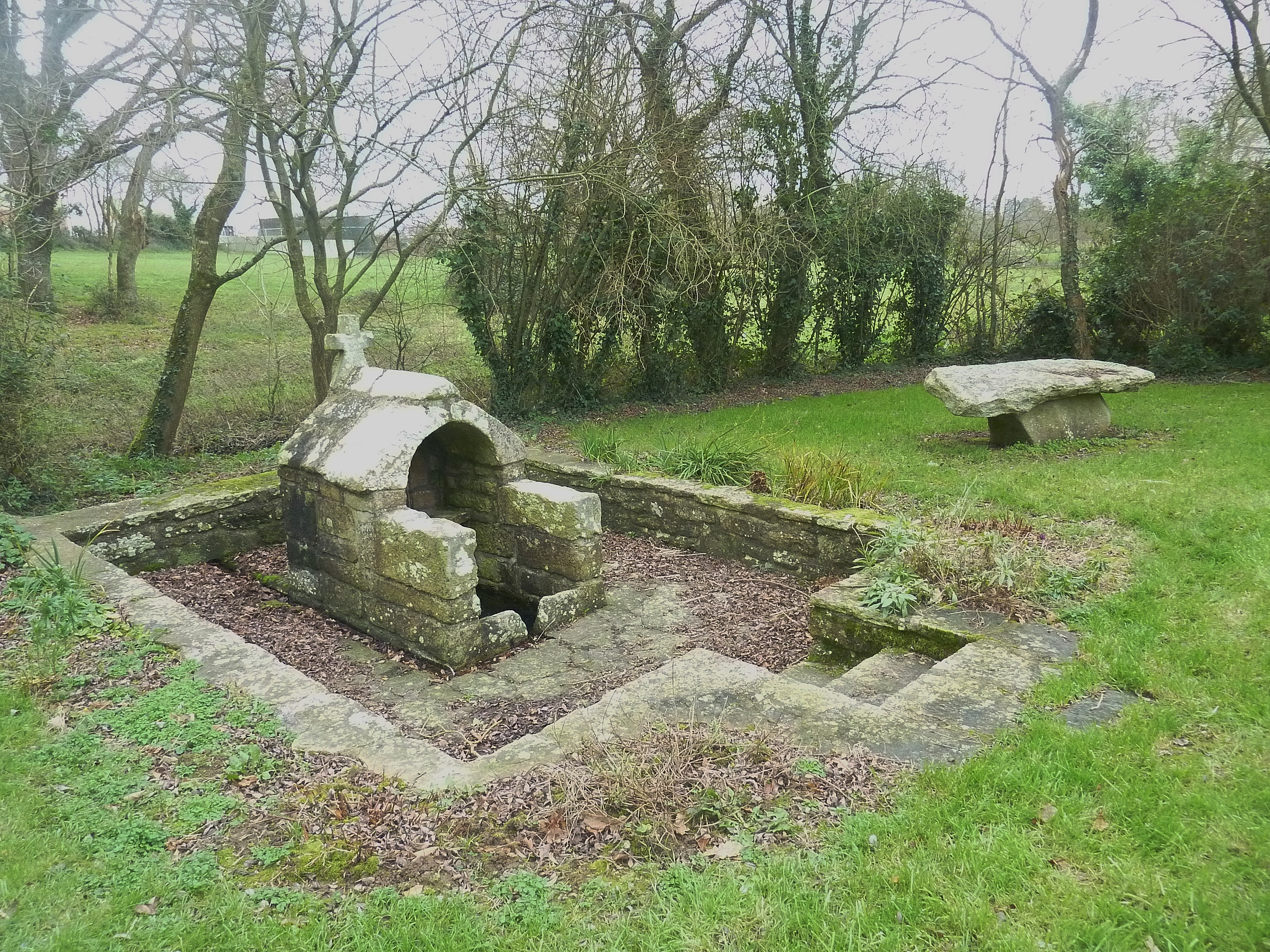
La fontaine Saint-Conogan.
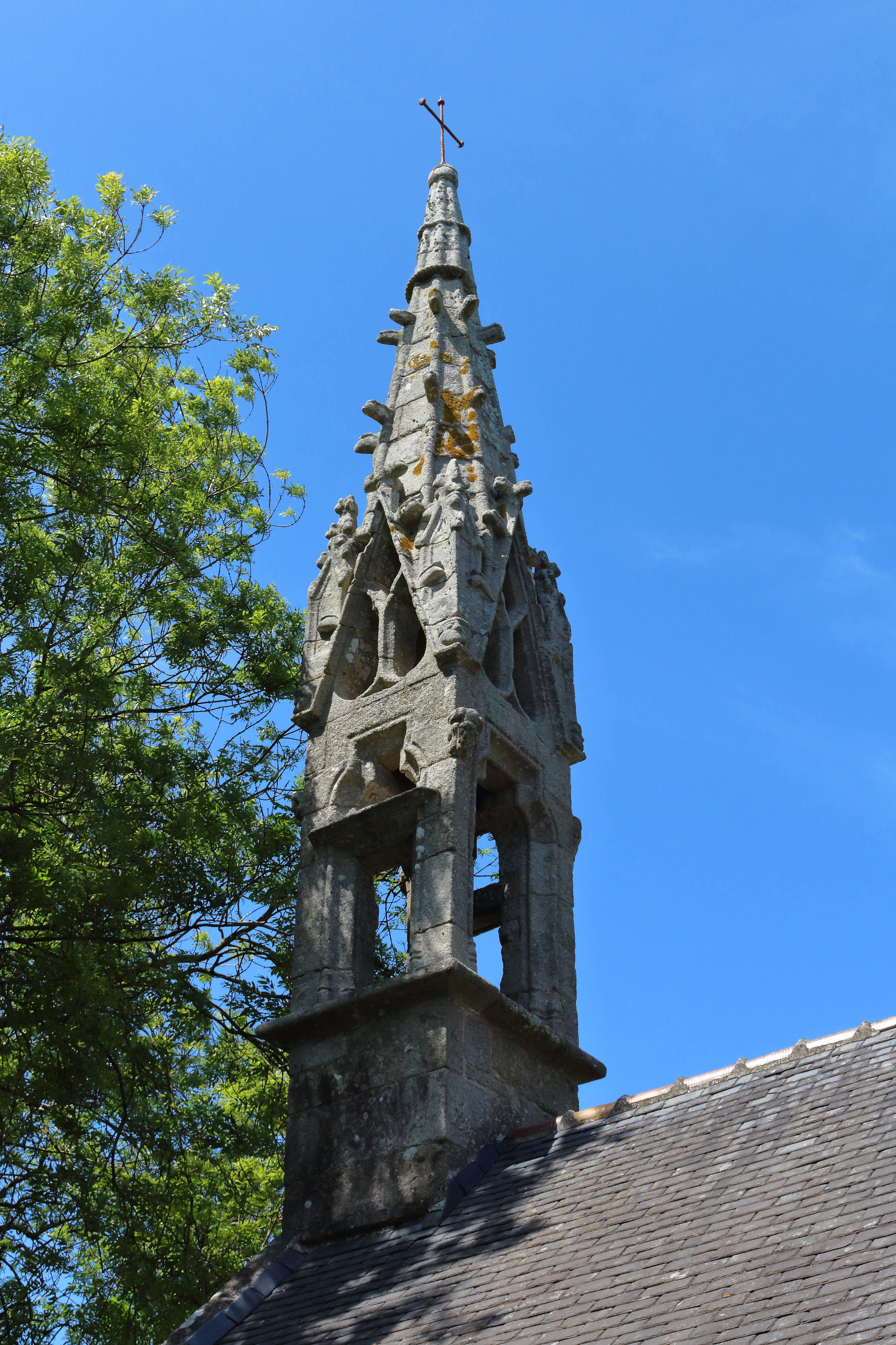
Le clocher de la chapelle Saint-Conogan.

- La chapelle de Sanspez consacrée à la sainte Espérance (Santez Spe en breton) : elle date du XVIIe siècle et se trouve sur un site celtique sacré comme le prouve une stèle trouvée à proximité et qui a été christianisée[58]

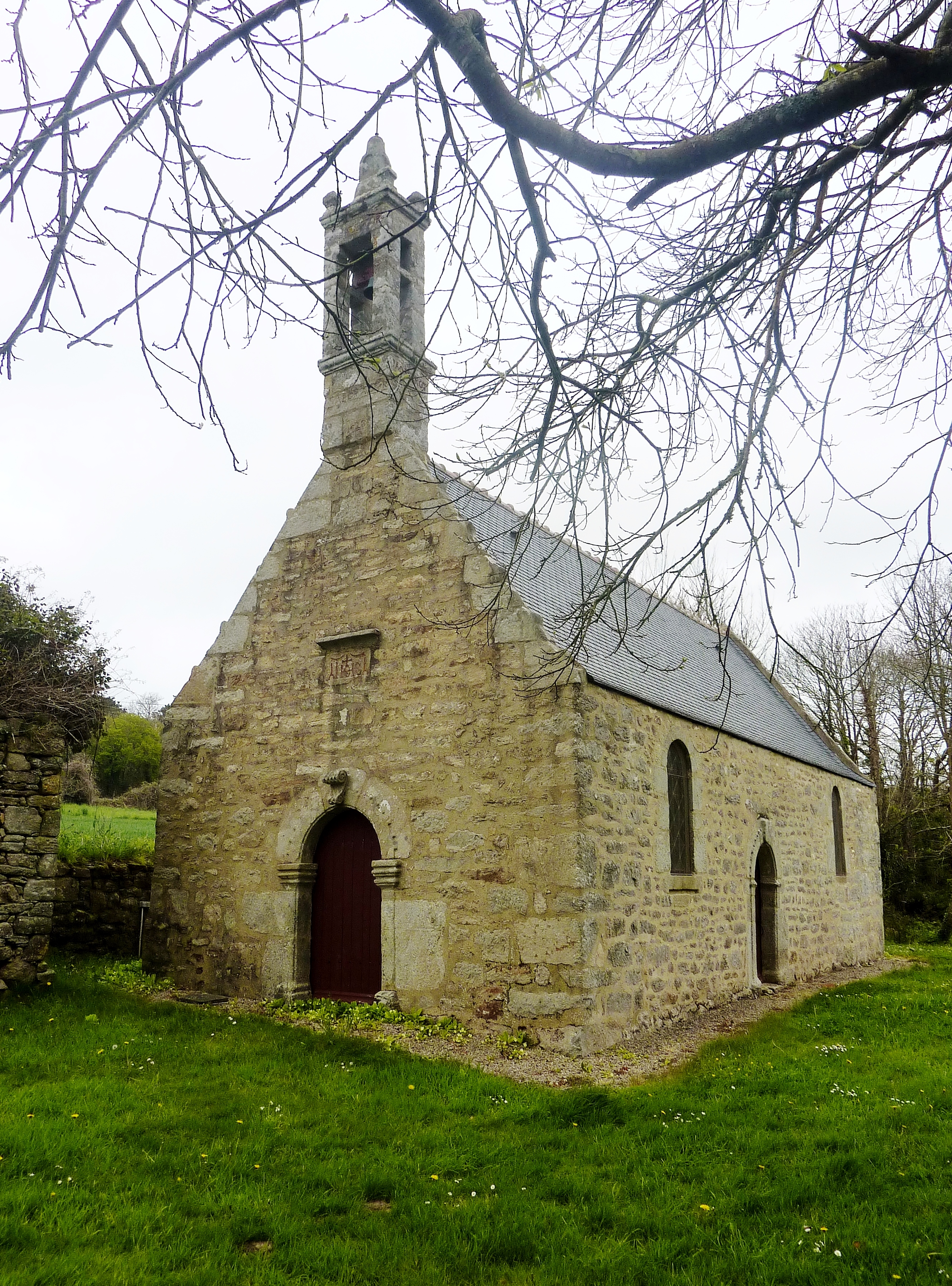
Chapelle de Sanspé : vue extérieure d'ensemble.
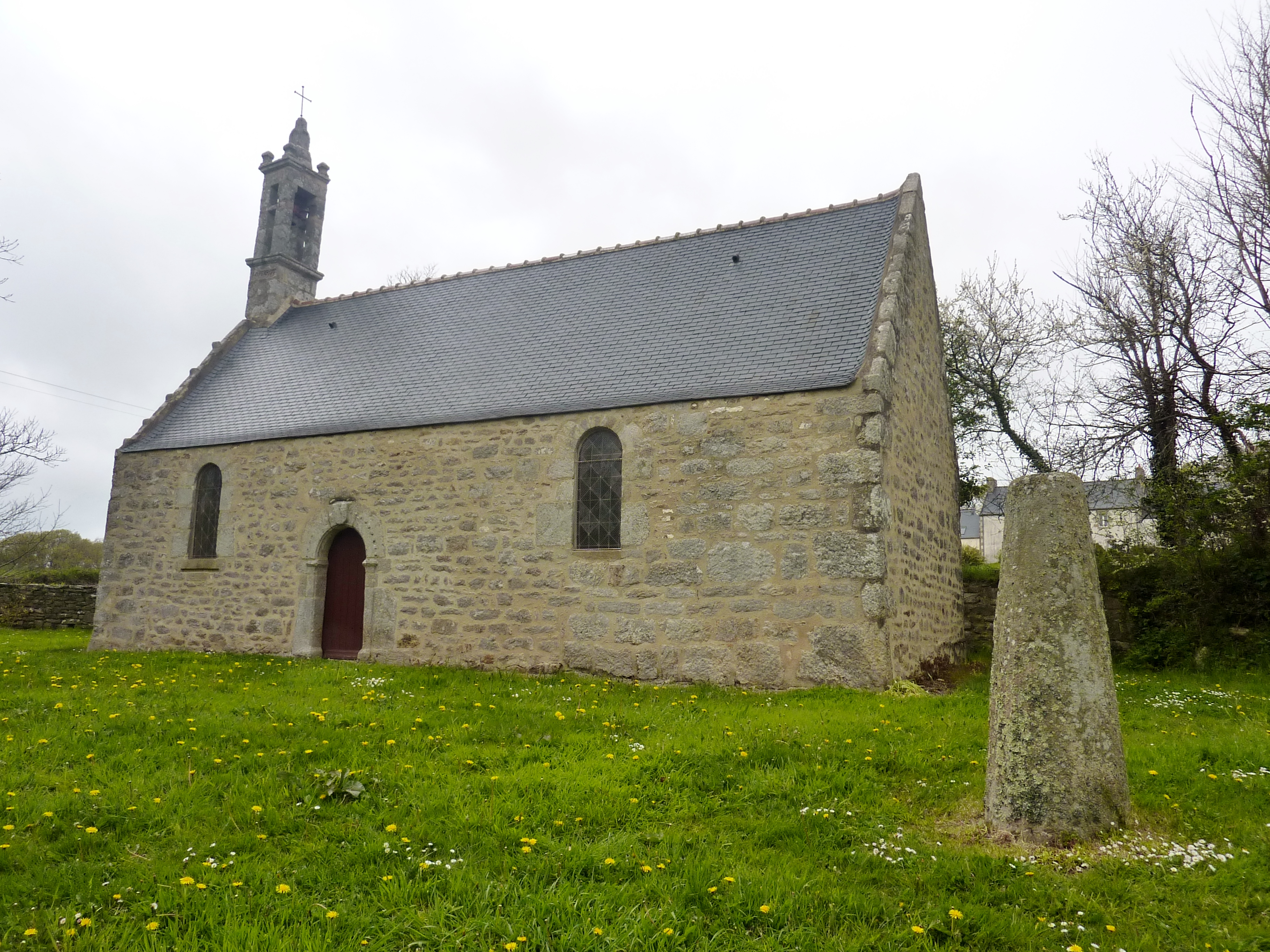
Chapelle de Sanspé : vue extérieure et stèle de l'Âge du fer.
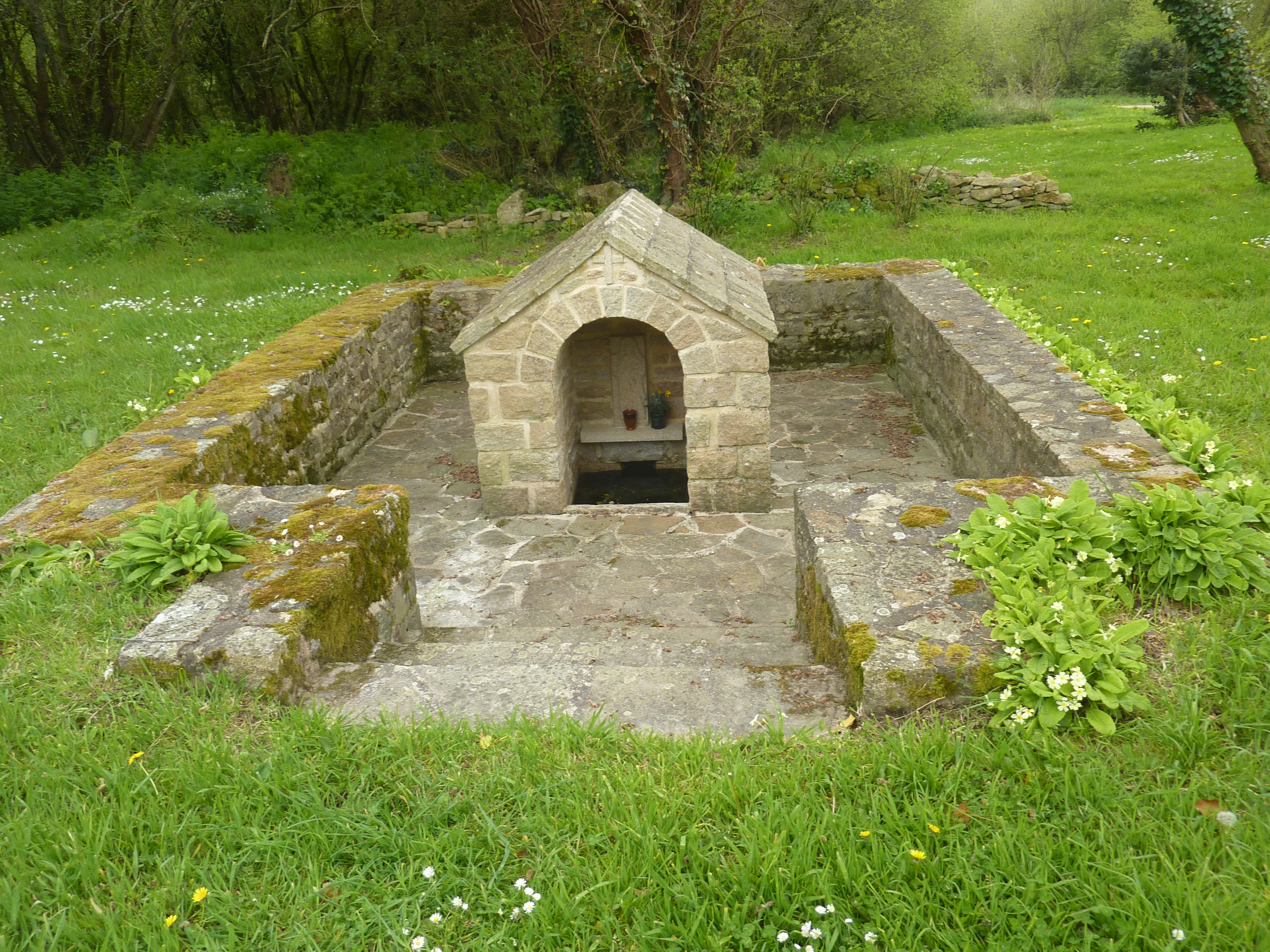
La fontaine de dévotion près de la chapelle de Sanspé (Sanspez).

#### Les monuments civils

##### Les moulins
Six moulins sont recensés dans la commune, dont :
- Le moulin de Kériolet près de la pointe du Millier. Situé dans un vallon boisé proche de la mer, il a cessé de fonctionner en 1958 et a été racheté par le Conservatoire du littoral. Il a été restauré et remis en état de marche.

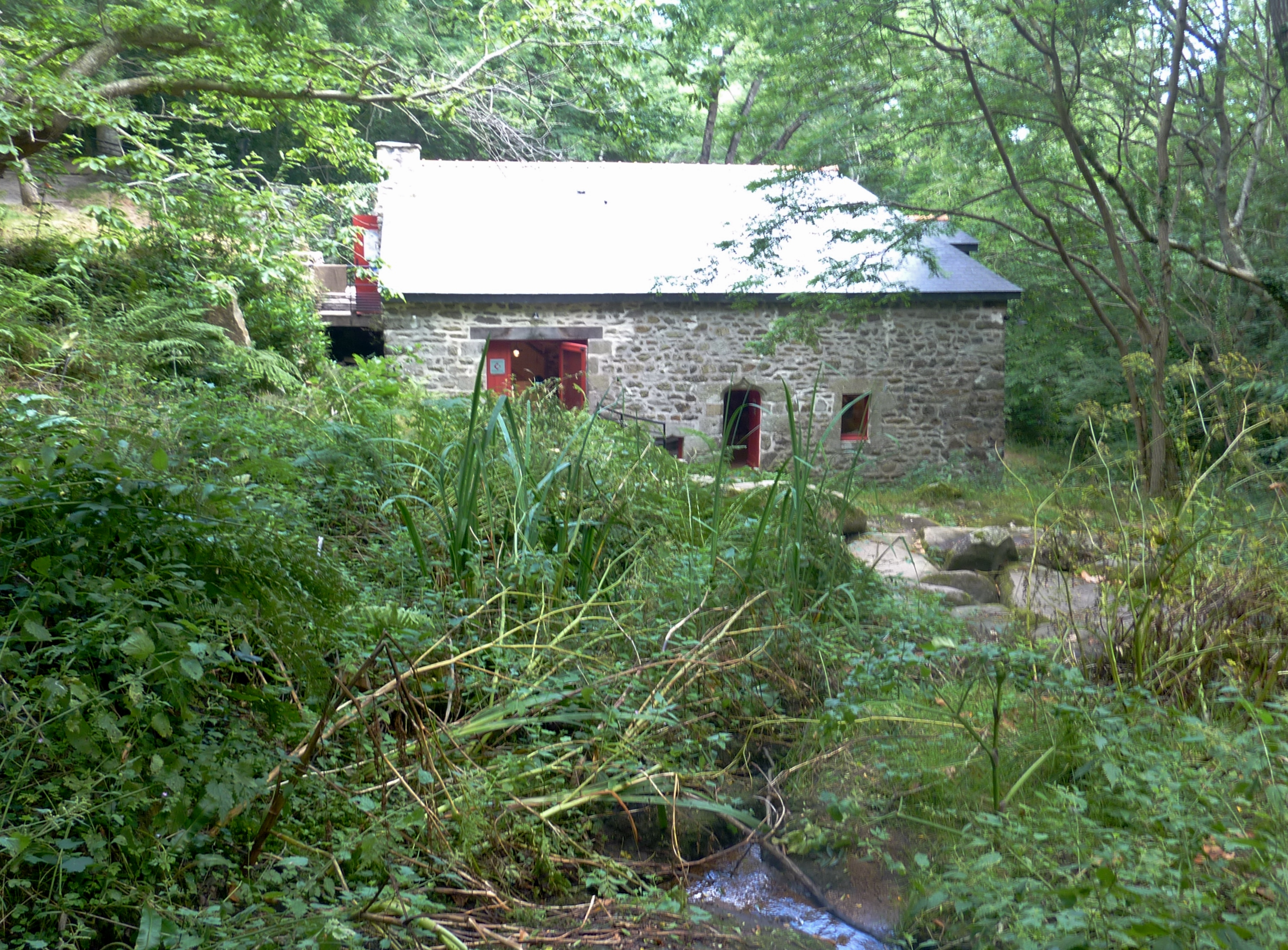
Moulin de Keriolet : vue extérieure, la façade.
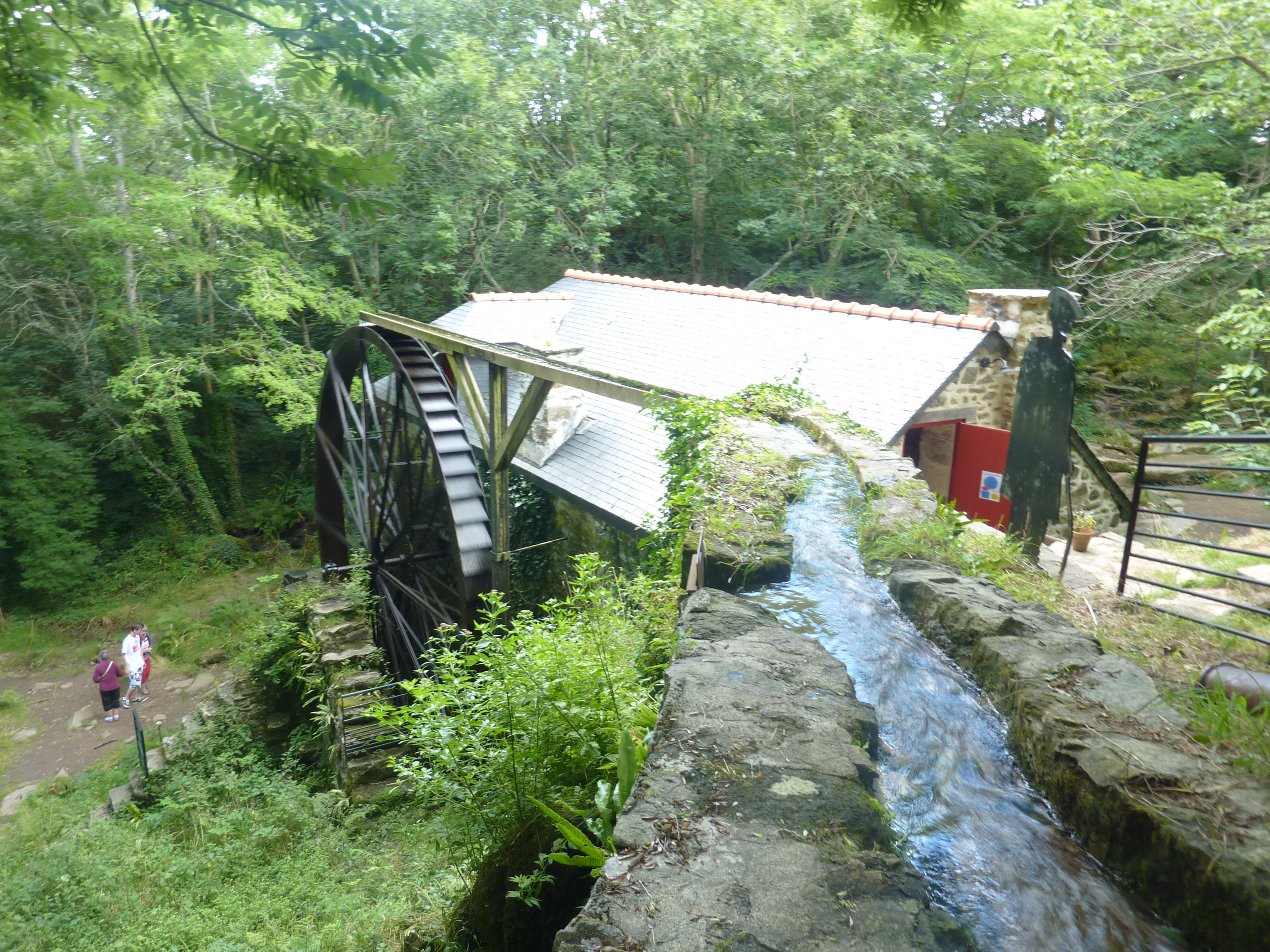
Moulin de Keriolet, vue extérieure, roue à aubes.
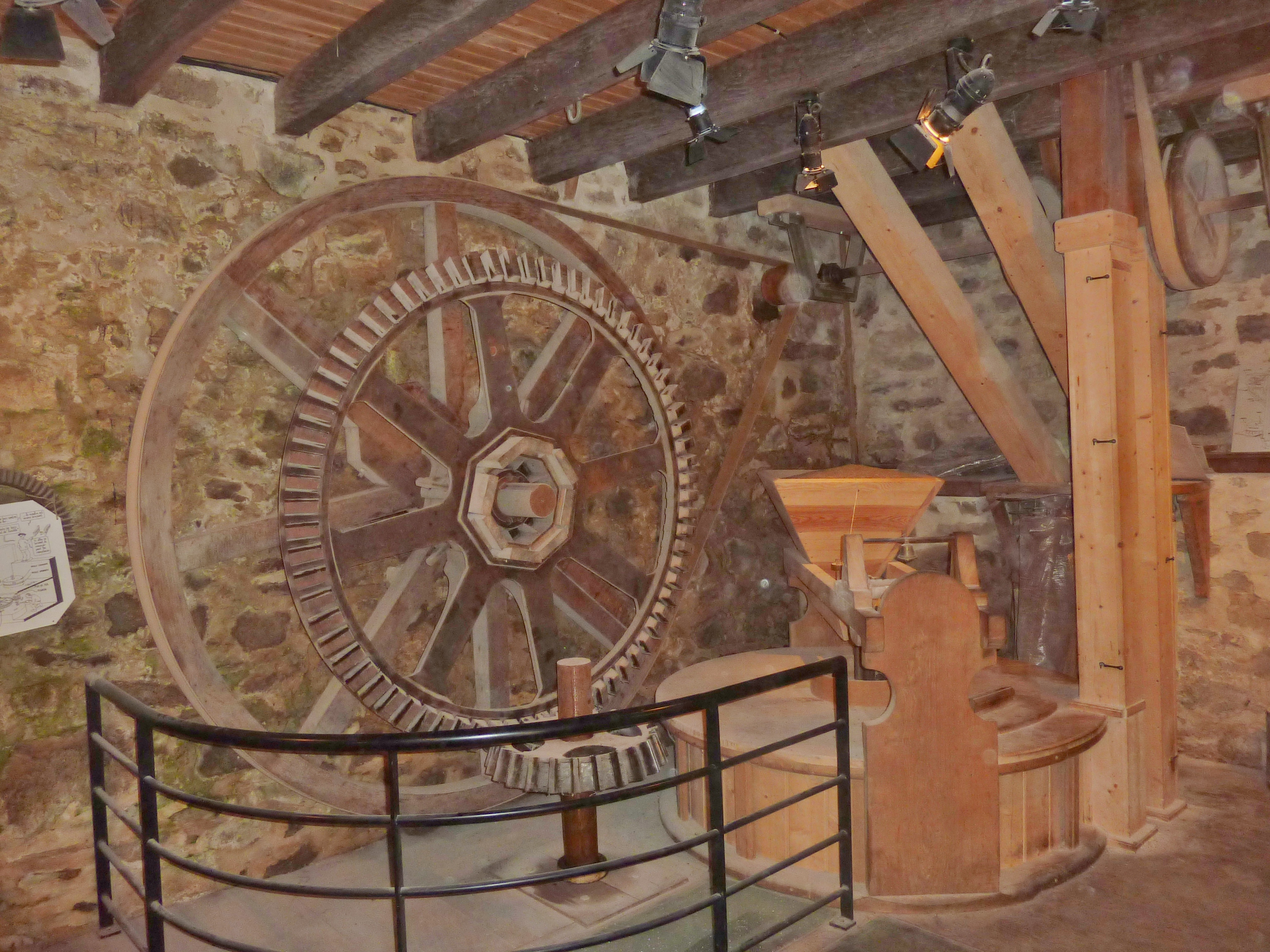
Moulin de Keriolet : les nouveaux engrenages.
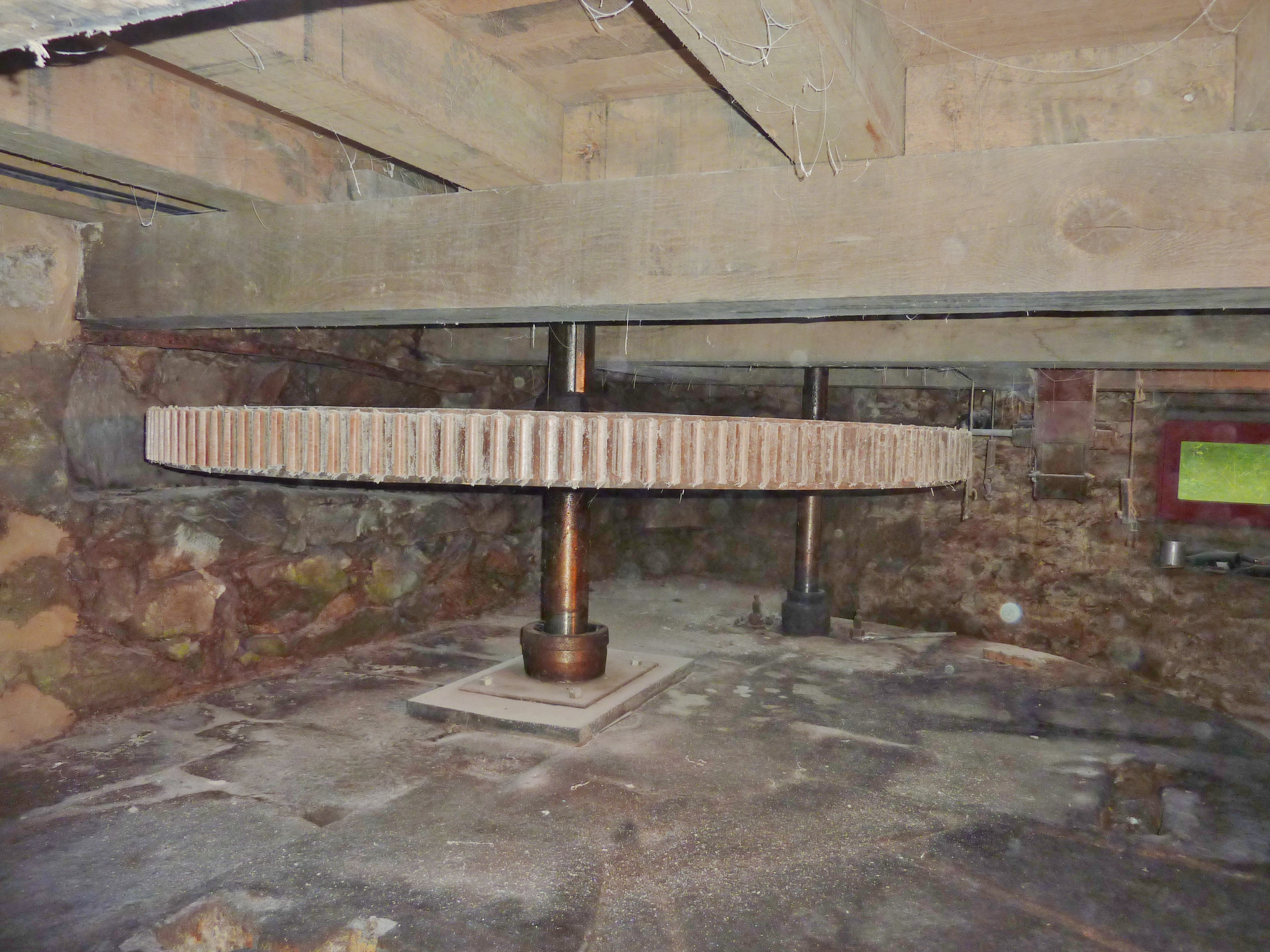
Moulin de Keriolet : la meule du dessous.

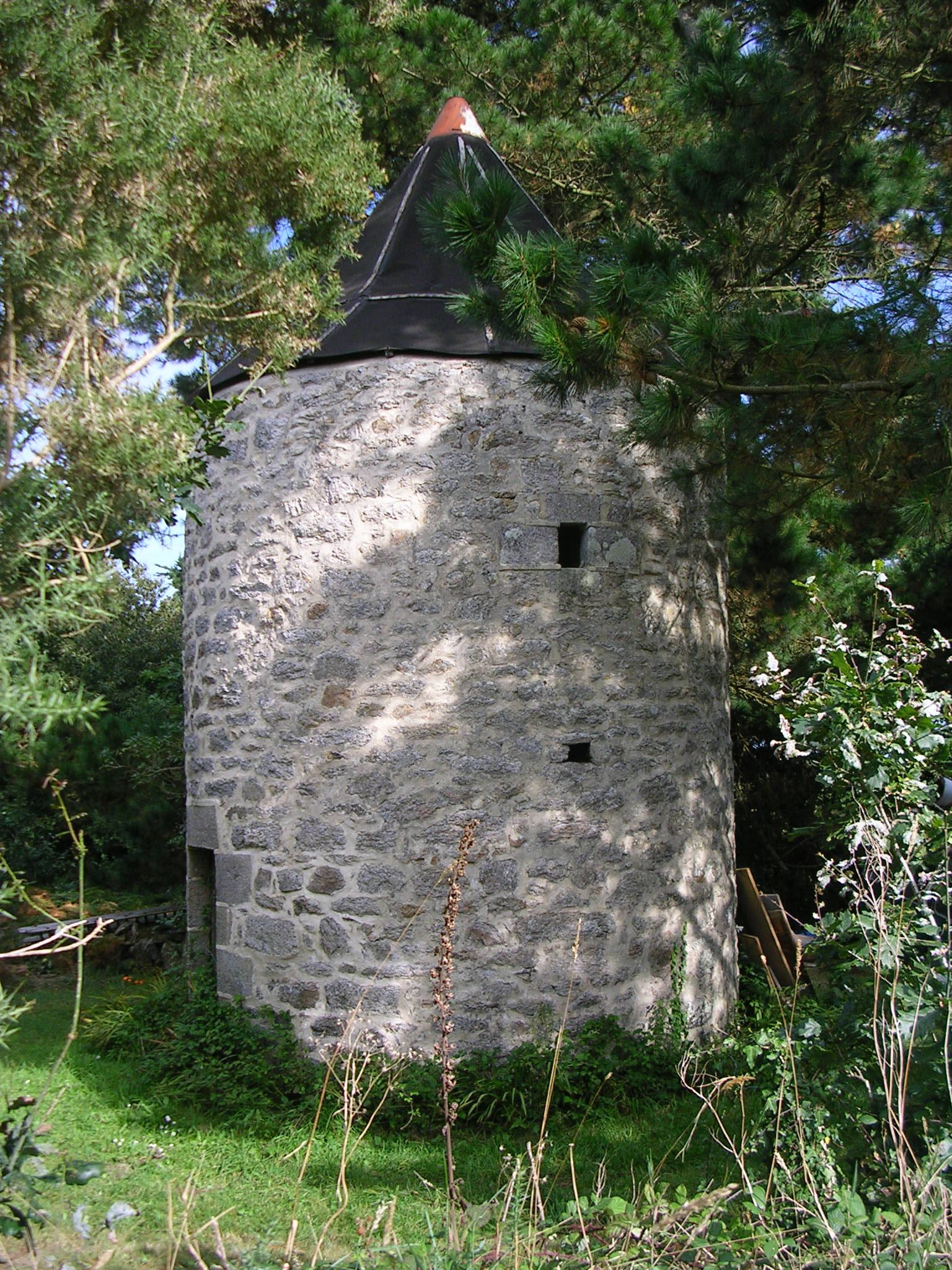
Le moulin-tour de Kerouan.

- Le moulin de Cosquer : moulin de type tour qui a été transformé en habitation (propriété privée)[60].

##### Une maison-phare
- Le phare du Millier.

##### Des maisons et fermes
De nombreuses maisons et fermes de la commune présentent un intérêt architectural, dont celles de l'écart de Leizlac'h, la ferme de Lannuign, etc..

## Légende
- L'éperon barré de Castel-Coz (Castelmeur) a été à l'origine d'une légende : « Il y avait autrefois dans ce château une princesse d'une grand beauté. Elle régnait dans un château magnifique, entouré de demeures somptueuses et d'admirables jardins suspendus. L'or et les pierreries ruisselaient. Or il advint qu'un roi voisin, jaloux de ses richesses et de sa beauté, voulut la réduire en vassalité. Il mit le siège devant la forteresse et finit par l'emporter. La malheureuse princesse, se voyant vaincue, décida de se jeter du haut du promontoire dans la mer. Mais avant de s'élancer dans le vide, elle jeta un sort sur son domaine. Aussi, quand le méchant roi, après avoir tué tous les défenseurs, entra dans la place, ne trouva-t-il, au lieu des luxueux palais, qu'un amas de cabanes sordides, et à l'emplacement des jardins somptueux que de la fougère et de la mousse »[64].

## Personnalités liées à Beuzec-Cap-Sizun
- Yves d'Alam (en religion père Bruno de Saint-Yves), né à Kerbusec (en fait Beuzec) près de Pont-Croix en avril 1600, mort en 1661 à Alep, cordelier, qui devint au XVIIe siècle supérieur du couvent des Cordeliers de Paris, puis missionnaire en Syrie. Il a écrit notamment le Livre des controverses (en arabe), l'Office des Morts et l'Office de la Sainte Vierge, dans la même langue[65].

## Tableaux représentant Beuzec-Cap-Sizun
- Henri Matisse : Le village de Bretagne, la gardeuse de porcs (1905, musée Matisse de Nice) [tableau peint à Beuzec-Cap-Sizun].

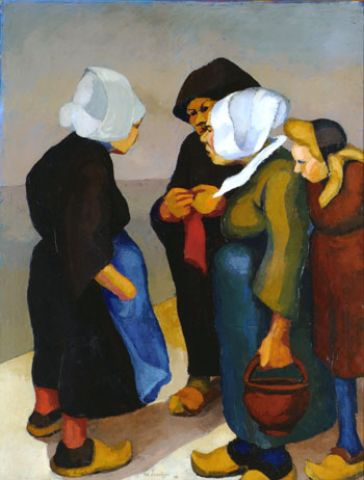
Maurice Le Scouëzec : Femmes du Cap Sizun en conversation.

- Maurice Le Scouëzec : Femmes du Cap Sizun en conversation.